# Floresmens
De Floresmens (Homo floresiensis) is een uitgestorven mensensoort, die tot minstens vijftigduizend jaar (50 ka) geleden leefde op het Indonesische eiland Flores.
Van 2003 af zijn in de kalksteengrot Liang Bua vijftien skeletten ontdekt, waarvan slechts één met schedel. In 2004 werden die benoemd als de aparte soort Homo floresiensis.
De soort onderscheidt zich door het geringe postuur van ruim een meter lengte en grote voeten. Dit leverde hem de bijnaam "Hobbit" op, naar de wezens uit het werk van J.R.R. Tolkien. De herseninhoud was extra klein, met maar een vierhonderd kubieke centimeter. De benen waren kort maar de voeten juist erg groot en lang, overeenkomend met schoenmaat 30. In de grot zijn stenen werktuigen aangetroffen. Misschien maakte de Floresmens jacht op dwergolifanten, de grootste zoogdieren op zijn eiland.
De vondst heeft zeer veel aandacht gekregen in zowel de pers als de wetenschap. Wetenschappers zijn het niet eens over de aard van de Floresmens. Hij kan een verwant zijn van Homo habilis die dan veel vroeger dan gedacht als eerste mensachtige Afrika verliet. Het zou ook om een dwergvorm van Homo erectus kunnen gaan. In dat geval kwam H. floresiensis alleen op Flores voor en is klein geworden als aanpassing aan de geringe oppervlakte van dat eiland. Anderen denken dat het helemaal geen aparte soort betreft, maar dat het slechts om abnormale individuen van vroege moderne mensen gaat.

## Vondstomstandigheden en dateringen

### Eerste onderzoek

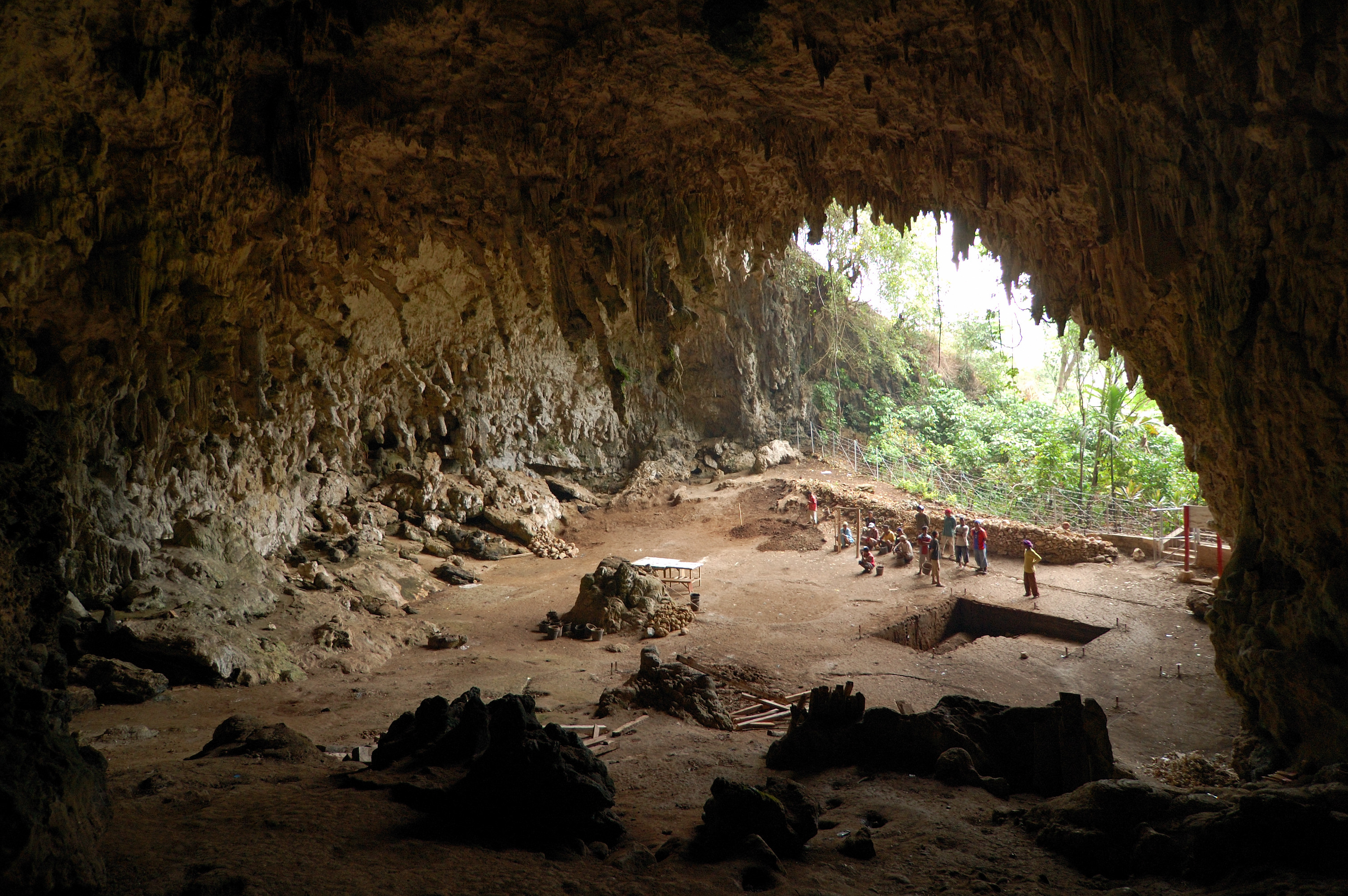
Liang Bua-grot, Flores

De kalksteengrot Liang Bua, de "Koele Grot", ligt op vijfentwintig kilometer van de noordkust in het westen van het eiland Flores, op een hoogte van vijfhonderd meter en op de zuidelijke helling van de vallei van de rivier Wae Recang. De grot is vijfentwintig meter hoog, dertig meter breed en veertig meter diep. De Liang Bua werd zeshonderdduizend jaar geleden gevormd als een ondergrondse holte en honderdnegentigduizend jaar geleden vrijgelegd door de werking van de Wae Recang. In lagen van die ouderdom, achter in de grot, zijn meteen werktuigen te vinden. In de Liang Bua was al in de jaren vijftig en zestig van de twintigste eeuw drie keer gegraven door de Nederlandse pater-archeoloog Theo Verhoeven. Na hem deed de Indonesiër Raden Panji Soejono tussen 1978 en 1989 opgravingen. Tot 2019 zijn in de grot 275 843 skeletelementen en lichaamsdelen gevonden van allerlei soorten.
In 2001 meende een Australisch-Indonesisch team onder leiding van Thomas Sutikna dat er misschien resten te vinden waren die een datering zouden kunnen verschaffen voor de eerste kolonisering van Australië door de moderne mens. Die zou van het gebied van Flores uit de oversteek naar het continent gewaagd kunnen hebben. Er vond ook paleoantropologisch onderzoek plaats om te onderzoeken of er Vroeg-paleolithische werktuigen konden worden aangetroffen van Homo erectus uit een periode dat Flores in ieder geval niet met het vasteland was verbonden. Dit zou erop kunnen duiden dat die eerdere mensensoort in staat was om vlotten te bouwen. Al in 1998 waren zulke werktuigen van het eiland gemeld. Onverwacht stuitte men op een geheel nieuw menstype.

### Homo floresiensiswordt ontdekt en benoemd

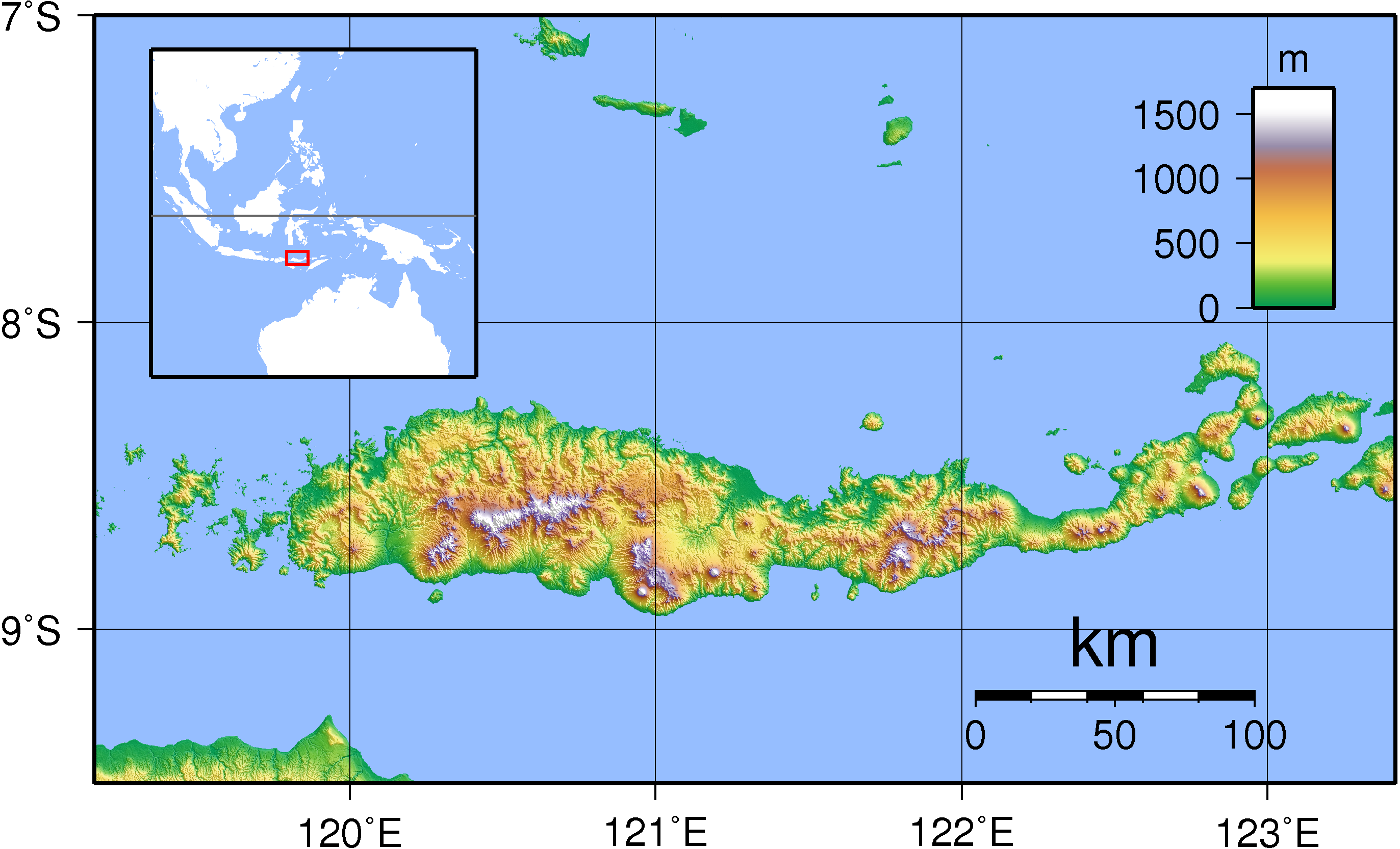
De vondsten werden gedaan in de westelijke bergen van Flores

De eerste vondst op 2 september 2003, op 5,9 meter diepte in de grot en aan de oostelijke zijwand, was een onvolledig skelet, inclusief schedel — hoewel deze bij de opgraving zwaar beschadigd werd: de vondst werd gedaan doordat een spade er doorheen stak —, specimen LB1. Op 28 oktober 2004 werd de vondst gemeld in de wetenschappelijke literatuur. De media besteedden onmiddellijk grote aandacht aan de ontdekking. De kunstenaar Damien Hirst beeldde de schedel af op een schilderij. De belangstelling door vakgenoten was niet minder. Het was veruit de belangrijkste paleoantropologische vondst in Indonesië sinds de Nederlander Eugène Dubois een schedeldak, twee kiezen en twee dijbenen vond van de Javamens, die later Homo erectus zou worden genoemd. Binnen een decennium zouden vele tientallen studies aan het onderwerp worden gewijd alsmede een aantal populairwetenschappelijke boeken.

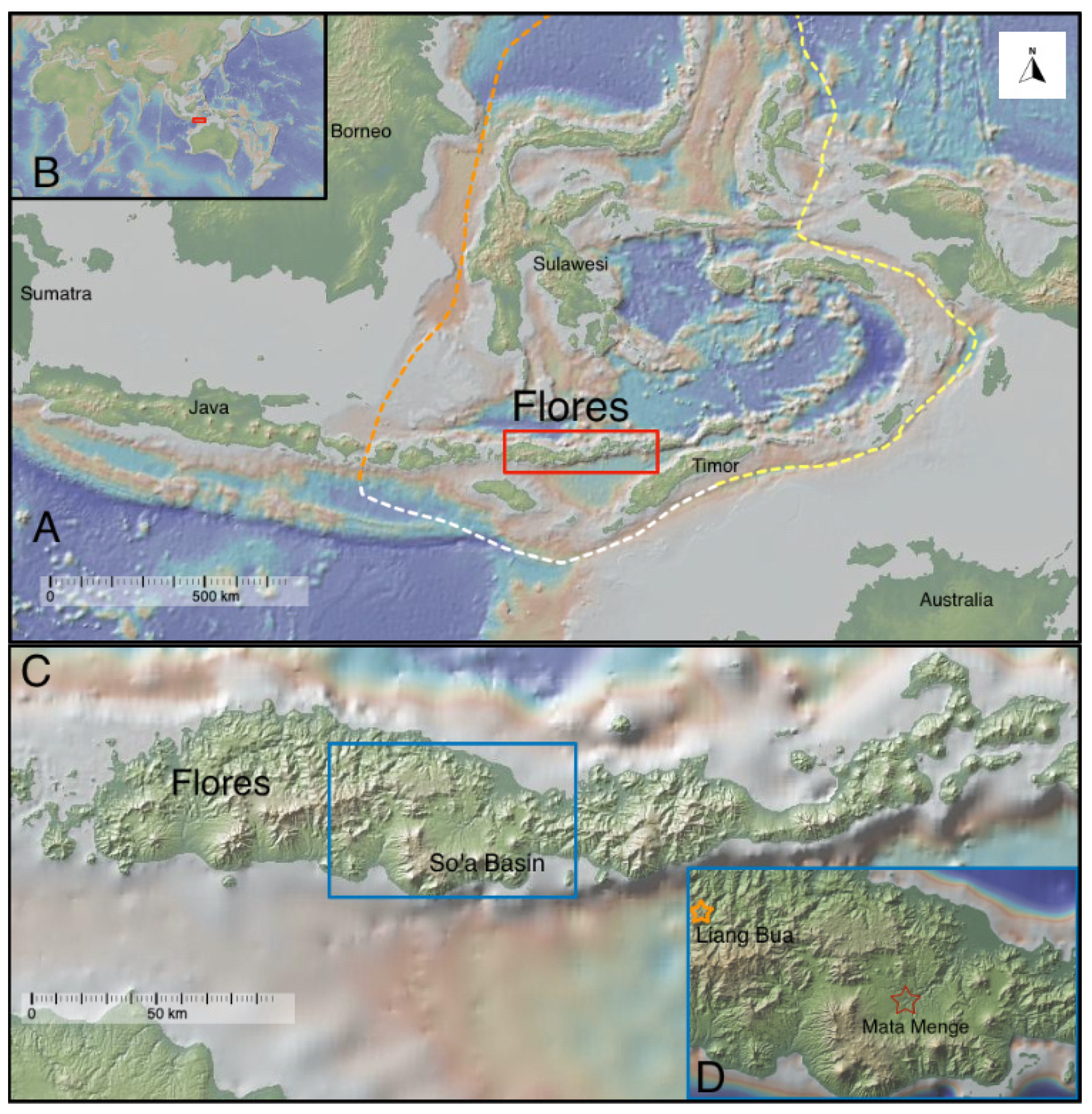
De locatie van de grot

In oktober 2004 benoemden Peter Brown e.a. in een tweede artikel een nieuwe soort van het geslacht Homo: Homo floresiensis. De soortaanduiding verwijst naar de herkomst uit Flores. Serieus schijnt de soortnaam Homo hobbitus te zijn overwogen, naar de kleine mensachtige wezens uit het werk van Tolkien; in de pers wordt de Floresmens vaak als een "hobbit" aangeduid. 
Het holotype is LB1, een gedeeltelijk skelet met schedel en onderkaken. Verder omvat het het rechterbeen waaronder de rechtervoet, en delen van de linkervoet. De armen ontbraken in eerste instantie, op de handen na. Van de overige botten zijn slechts fragmenten aanwezig: delen van nog een dijbeen, van het linkerscheenbeen, het linkerkuitbeen, de knieschijven, het bekken, wervels, heiligbeen, ribben, schouderbladen en sleutelbeenderen. Het skelet is volgens de formele beschrijving in Nature "niet gefossiliseerd". Daarmee werd bedoeld dat het een subfossiel was, dus bestaande uit niet versteende botten zonder mineralisering of bedekking door calciumcarbonaat. De vondsten waren zo van vocht doortrokken dat ze in de open lucht gedroogd moesten worden om ze veilig te bergen. Daarna liet men ze verder uitdrogen op vloeipapier. Voorbarige pogingen ze te verharden met kunstharsen brachten schade toe omdat het binnenste nog niet volledig uitgehard was. Het skelet is waarschijnlijk dat van een vrouwelijke volwassene van zo'n dertig jaar oud en circa 1 meter lang, met een herseninhoud van circa 380 milliliter. Zij kreeg de bijnaam "dametje van Flores" of "Flo". Het skelet lag niet in verband maar de beenderen werden aangetroffen op een kleine oppervlakte van vijfhonderd vierkante centimeter. Het lijkt snel met sediment bedekt te zijn geworden in een poel stilstaand water. Er zijn geen sporen die op een begrafenis duiden. De ouderdom van de omringende aardlaag werd in eerste instantie met massaspectrometrie bepaald op 18 000 jaar BP. Thermoluminescentiedatering van vondsten in deze laag resulteerde in een ouderdom van 31 000 tot 39 000 jaar en 12 000 tot 16 000 jaar.
In het beschrijvende artikel werd maar een ander specimen aan de soort toegewezen: LB2, een derde onderste linkerpremolaar, dus een losse tand uit de linkeronderkaak. LB2 werd in een ander deel van de grot, aan de westelijke zijwand, gevonden op 4,7 meter diepte. Van een stukje druipsteen boven de vondst is de ouderdom met massaspectrometrie en elektronspinresonantie bepaald op circa 37 000 jaar. Twintig centimeter onder de vondst werd een dwergstegodont-kies gevonden. Hiervan werd de ouderdom bepaald met elektronspinresonantie op 74 000 jaar (+14 000 -12 000).

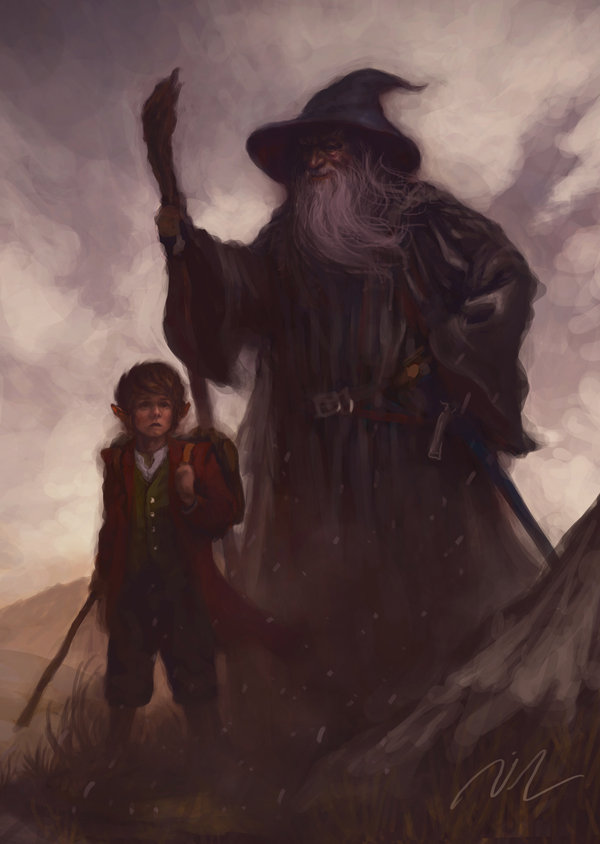
De Floresmens werd meteen vergeleken met de hobbits uit Tolkien

De derde vondst, in 2004 niet toegewezen maar wel beschreven, was een onvolledig linkerspaakbeen, opgegraven in een ander deel van de grot, waarvan de ouderdom bepaald is op 74 000-95 000 jaar. Ook dit spaakbeen zou toe kunnen behoren aan een mensachtige van circa een meter lang.

### Latere ontdekkingen
De studie naar de beenderen werd vertraagd door een pijnlijke affaire die breed in de pers werd uitgemeten. De botten zijn eigendom van de Indonesische staat, die uiteindelijk bepaalt wie er onderzoek aan mag verrichten. Begin december 2004 nam hoogleraar Teuku Jacob, die toen al openlijk betwijfelde of het om een nieuwe soort ging, ze mee voor nadere bestudering, na toestemming door Raden Soejono die de fossielen beheerde. Op 23 februari 2005 keerden ze terug bij het onderzoeksinstituut tot de collectie waarvan ze behoren, het nationale onderzoekscentrum voor archeologie te Jakarta. Toen bleek dat twee dijbeenderen nog ontbraken en dat andere botten zwaar beschadigd waren, volgens de Australische onderzoekers ten gevolge van een amateuristische poging er afgietsels van te maken. Teuku Jacob verweerde zich door te stellen dat ze de averij tijdens het transport terug naar Jakarta hadden opgelopen. De zaak beklemtoont het kwetsbare karakter van de vondsten. Jacob kwam tot een geheel andere interpretatie van het materiaal, wat een blijvende controverse en rivaliteit met het oorspronkelijke onderzoeksteam zou opleveren. Dat werd zelfs de toegang tot de grot ontzegd tot Jacobs dood in 2007. De affaire weerspiegelt allerlei culturele verschillen tussen de Indonesische en Westerse onderzoekstradities.
In oktober 2005 werden de aanvullende vondsten gemeld en beschreven. Dit waren de opbrengsten van het onderzoek tijdens 2004, toen de lagen tot een diepte van elf meter werden afgegraven. Men trof het rechteropperarmbeen en de rechterellepijp van LB1 aan. Verder meldde men een linkerspaakbeen van een kind: specimen LB4/1, een rechterscheenbeen van een kind: specimen LB4/2, een eerste halswervel: specimen LB5/1, een middenhandsbeentje: specimen LB5/2, een mandibula (paar onderkaken): specimen LB 6/1, een rechterspaakbeen: specimen LB6/2, een linkerellepijp: specimen LB6/4; een middenvoetsbeentje: specimen LB6/5, zes vingerkootjes: de specimina LB6/7/8/9/10/11/12, twee teenkootjes: de specimina LB6/6/13, een eerste onderste voortand: specimen LB6/14, een eerste vingerkootje: specimen LB7, een rechterscheenbeen: specimen LB8 en een rechterdijbeen: specimen LB9. In totaal zouden dus de resten zijn aangetroffen van minstens negen individuen. Het in 2004 gemelde spaakbeen werd nog steeds niet toegewezen.
In 2009 werd geschat dat het minimumaantal individuen zo hoog lag als veertien. Hetzelfde jaar werd in het kader van een beschrijving van de bovenste ledematen het spaakbeen toegewezen aan een individu LB3. Gemeld werd dat deze ledematen in een speciaal proces verder waren verhard. In een andere publicatie dat jaar werden aanvullende specimina toegewezen. LB10 is de bovenkant van het eerste kootje van de grote teen. LB11 omvat delen van het bekken en stukken van een middenvoetsbeentje. LB13 is een stuk van een schedeldak. LB14 is een fragment van een heupgewricht. In 2013 werden nieuwe handwortelbeentjes gemeld.
In 2015 werden twee tanden beschreven, een bovenste eerste voortand en een onderste vierde premolaar, toegewezen aan een individu LB15. Deze waren in Ling Bua opgegraven tussen 2002 en 2004. Alle gevonden losse tanden zouden een maximum van zes individuen kunnen vertegenwoordigen.

### Nieuwe dateringen
In 2016 werd de datering herzien. De in 2004 op twaalfduizend jaar gedateerde aardlaag bleek later te zijn afgezet dan de fossielen. Die waren 89 000 tot 65 000 jaar oud; de geassocieerde werktuigen tussen 190 000 en 50 000 jaar. Mocht de Floresmens toen zijn uitgestorven, komt dat overeen met het verschijnen van de vroege moderne mens (Homo sapiens) in dit deel van de wereld.

### Vondsten op Flores buiten de Liang Bua
In 2014 zijn bij Mata Menge, in centraal Flores, een stuk fossiele rechteronderkaak van een volwassen individu, specimen SOA-MM4, en zes losse tanden van minstens drie individuen gevonden, waaronder de specimina SOA-MM1/2/5/7/8. Ze werden in 2016 onder voorbehoud aan de Floresmens toegewezen. De vondsten zijn gedateerd op 700 000 jaar geleden. Indien de toewijzing correct is, vormt zij een sterke aanwijzing voor de status als aparte soort. De resten behoren aan individuen die nog kleiner zijn dan de fossielen uit de Liang Bua, namelijk 21% tot 28% korter.
In 2024 werd gepubliceerd over meer vondsten in dit gebied, ook gedateerd op 700 000 jaar ouderdom. Deze vondsten werden inmiddels gezien als voorouders van de jongere fossielen in de Liang Bua grot. Deze resten zouden afkomstig zijn van nog kleinere volwassenen dan hun nazaten.

## Beschrijving

### Grootte

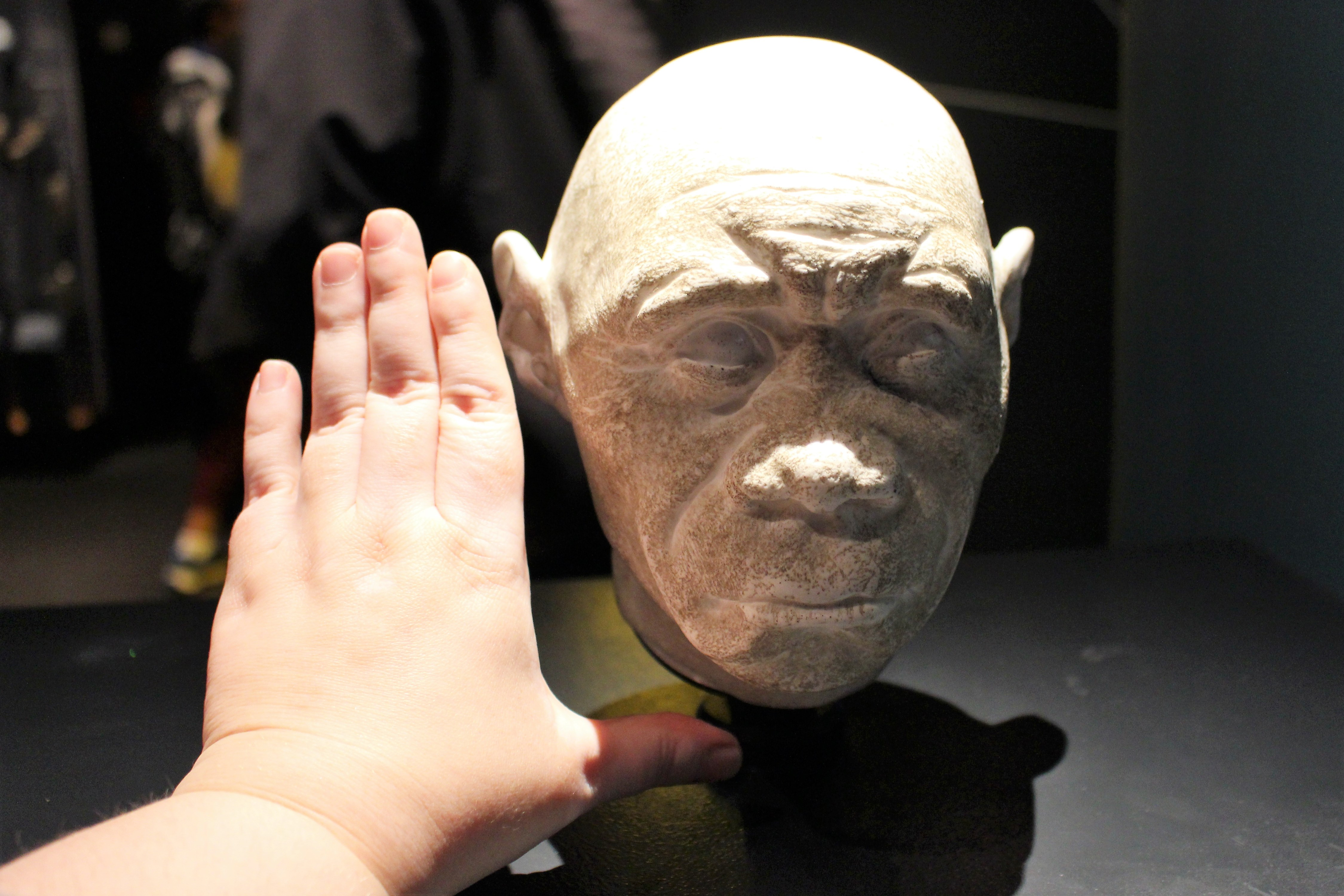
Het hoofd van LB1 was niet groter dan een gestrekte mensenhand

LB1 heeft een geschatte lichaamslengte van 106 centimeter. Dat werd afgeleid van de dijbeenlengte van achtentwintig centimeter door extrapolatie met gegevens van moderne pygmeeën. Dit zou nog een overschatting kunnen zijn omdat LB1 zo'n laag schedeldak heeft. Onder de mensachtigen hebben alleen exemplaren van Australopithecus afarensis aantoonbaar zo'n geringe lengte: Lucy heeft een dijbeenlengte van 281 millimeter. Bij populaties moderne mensen zijn alleen kinderen zo klein. Uit de structuur van het skelet kan echter worden afgeleid dat het vrijwel zeker geen kind betreft, maar een volwassen individu. Daarbij hebben zelfs moderne kinderen niet de proporties van LB1. De geschatte lengte van 106 centimeter komt overeen met een gewicht tussen de 16 en 28,7 kilogram. Het is ook mogelijk het gewicht af te leiden uit de minimale doorsnede van de schacht van het dijbeen. Die bedraagt in dit geval 525 vierkante millimeter wat wijst op zesendertig kilogram. Het verschil kan duiden op een wat gezet postuur. Op grond van het scheenbeen werd de lengte van individu LB8 in 2005 geschat op 108 centimeter. Dit scheenbeen is echter korter dan dat van het holotype, waarvan de lengte via het dijbeen nauwkeuriger valt te bepalen. LB8 was dus waarschijnlijk nog korter dan 106 centimeter. Ook individu LB6 lijkt kleiner te zijn geweest dan LB1. Het geringe postuur daarvan was dus kennelijk geen individuele afwijking maar kenmerkte de hele populatie.
De herseninhoud van 380 cc werd gemeten door de traditionele methode van het vullen van de hersenholte met sesamzaadjes. Vergeleken met de dijbeenlengte van achtentwintig centimeter is de verhouding lager dan bij alle andere bekende Homininae, dus mensachtigen, chimpansees en gorilla's. De absolute herseninhoud valt sterk buiten de variatiebreedte van het geslacht Homo en net binnen de breedte van Australopithecus. Het volume wijst op een gewicht van 433,2 gram. Dat is even groot als die van een, tweemaal zwaardere, chimpansee. Dit levert in combinatie met het geschatte lichaamsgewicht een encefalisatiegraad op van 2,5 tot 4,6. Dat is lager dan het encefalisatiequotiënt bij de moderne mens: 5,8 tot 8,1. Het valt echter binnen de waarden van 3,3 tot 4,4 voor Homo ergaster en Homo erectus, en 3,6 tot 4,3 voor Homo habilis; verder overlapt het de waarden van de australopithecussoorten. Als het lichaamsgewicht van de Floresmens dus juist relatief laag lag als bij veel tropische populaties van de moderne mens dan benadert de waarde, zoals de beschrijving uit 2004 beklemtoonde, die van moderne mensgroepen en valt binnen de variatiebreedte van alle individuen van Homo sapiens. In 2005 echter werd gesteld dat als de Floresmens zwaar gespierd was, het gewicht hoger lag en het quotiênt overeenkomstig lager, binnen de variatiebreedte van chimpansees. In 2010 concludeerde een studie dat de hersengrootte vergeleken met andere mensachtigen niet bijzonder laag was in verhouding tot het lichaamsgewicht mits dat dicht lag bij de onderste geschatte waarde van zestien kilogram. Jacob meldde in 2006 dat, nadat hij breccie verwijderd had aan de binnenzijde van de hersenholte, het volume daarvan 430 milliliter bleek te zijn. Latere schattingen zijn 385, 417 en 426 cc.

### Onderscheidende kenmerken

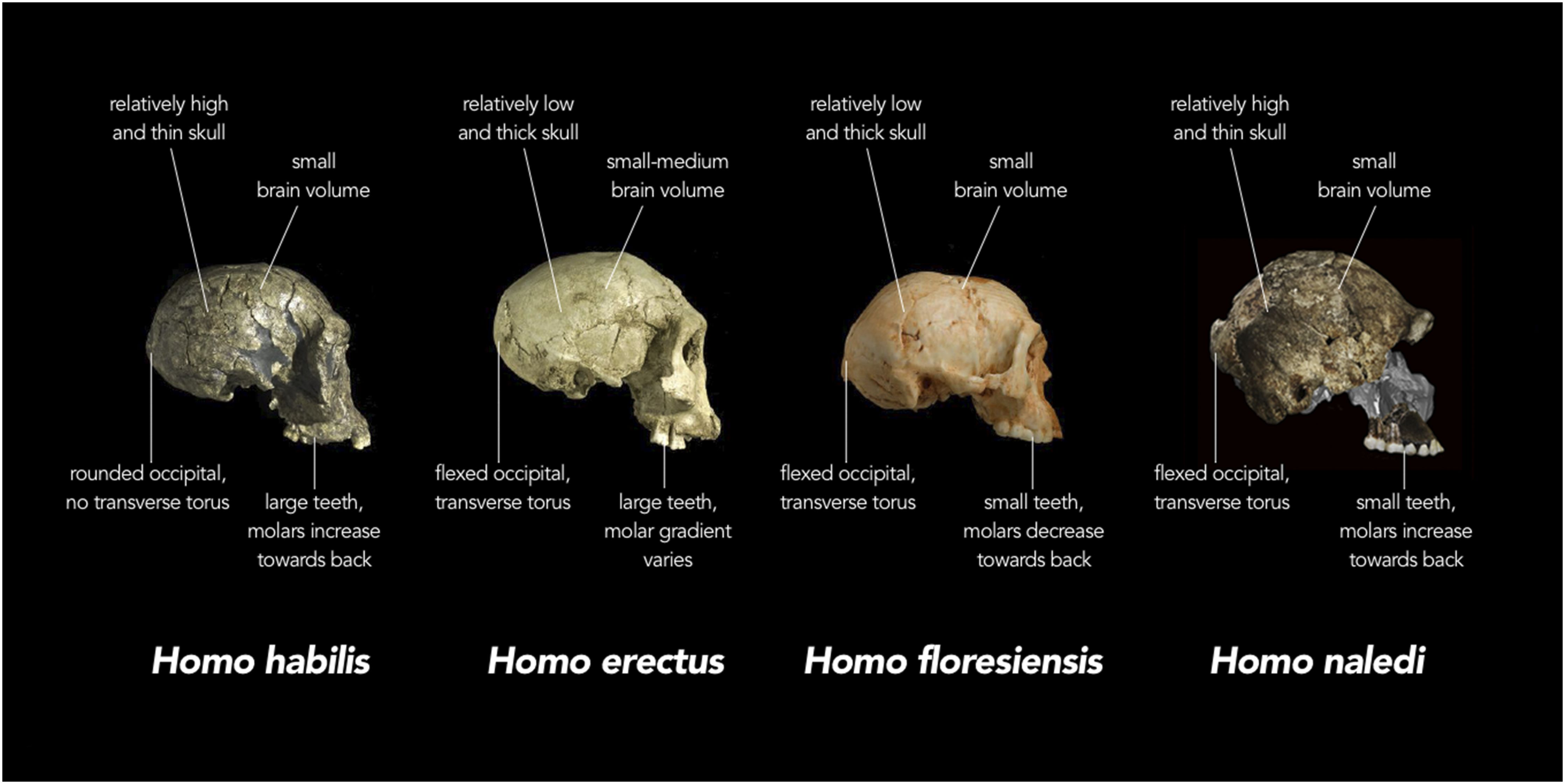
De schedel van de Floresmens vergeleken met die van vroege mensachtigen; de schedels zijn niet op schaal en die van de Floresmens is een stuk kleiner dan de overige

In 2004 werd een aantal onderscheidende kenmerken aangegeven. Dit waren geen strikt unieke eigenschappen ofwel autapomorfieën. Het was een ouderwetse "diagnose", een lijst typerende details van de bouw. Men begon natuurlijk met de kleine lichaamsomvang en verwees naar A. afarensis, waarbij de mogelijkheid vermeld werd dat H. floresiensis gemiddeld nog wat kleiner was. Meteen werd echter een fundamenteel verschil beklemtoond met Australopithecus of Paranthropus: het ontbreken van aanpassingen voor een extreem vermogen tot kauwen. Er is geen schedelkam, de achterste tanden zijn niet speciaal vergroot, de jukbeenderen steken niet sterk zijwaarts uit, de zone onder de oogkas draait naar achteren en de prognatie, het naar voren uitsteken van de bovenkaken, is gering.
Ook verder verschilt de schedel in detail niet sterk van die van een moderne mens. De wenkbrauwwal vormt een welving boven iedere oogkas en niet een platte balk als bij de Javamens. Het schedeldak is dikker dan bij Australopithecus en heeft een kromming vergelijkbaar met H. erectus en H. sapiens. De piramide van het rotsbeen is glad, buisvormig en laag, zonder processus styloideus en zonder een kam bij de inkeping. De schedelbasis is gebogen. Wel vormen de tandkassen van de bovenste hoektanden uitstekende verticale zuilvormige juga die duidelijk van de neusopening gescheiden zijn.
De onderkaken vallen eveneens binnen de variatiebreedte van de moderne mens maar tonen bepaalde kenmerken die zeldzaam zijn. De derde premolaar, de onechte kies naast de hoektand, heeft een relatief groot kauwvlak en wortels die gevorkt zijn of een zogenaamde Tomes' root zijn: een enkelvoudige wortel, van de lipzijde bezien samengedrukt en met een verticale groeve aan de zijde van de hoektand, zodat een C-vormig dwarsprofiel ontstaat. Bij moderne mensen hebben maar een paar percent van de populaties zulke wortels. Ook de vierde premolaar heeft een Tomes' root. De eerste en tweede onderste kies hebben ongeveer dezelfde grootte. De opgaande tak, achteraan, van de onderkaak helt naar achteren. De tak heeft bovenaan een uitsteeksel, de processus coronoideus, en dat is hoger dan de condyle die in het kaakgewicht past. Het meest afwijkend is de symfyse waarin de beide onderkaken, zoals bij alle mensapen waaronder mensen, vooraan vastgegroeid zijn. Die mist namelijk een kin. Het vlak van de symfyse helt wel naar achter; de binnenwand helt naar beneden toe naar achteren en is versterkt door de boven elkaar liggende beenringen van de torus transversus superior en torus transversus inferior.
Ook de postcrania, de botten "achter" de schedel, tonen enkele eigenaardigheden. In het bekken is het darmbeen opvallend naar buiten gespreid. Bij het dijbeen is de nek lang in verhouding tot de diameter van de kop. De schacht heeft een ronde doorsnede en toont geen pilaster, de verticale verheffing naast de linea aspera. Het ontbreken van de pilaster is een basaal kenmerk: de pilaster is typisch aanwezig bij moderne mensen, ontbreekt in de anatomie van de neanderthaler en is zwak ontwikkeld bij Homo erectus. De functie van de structuur is overigens onduidelijk. De onderste gewrichtsknobbels van het dijbeen maken een grote hoek met elkaar. Het scheenbeen is krom over de lange as gemeten met een ovale doorsnede van het midden van de schacht.

### Skelet

#### Schedel

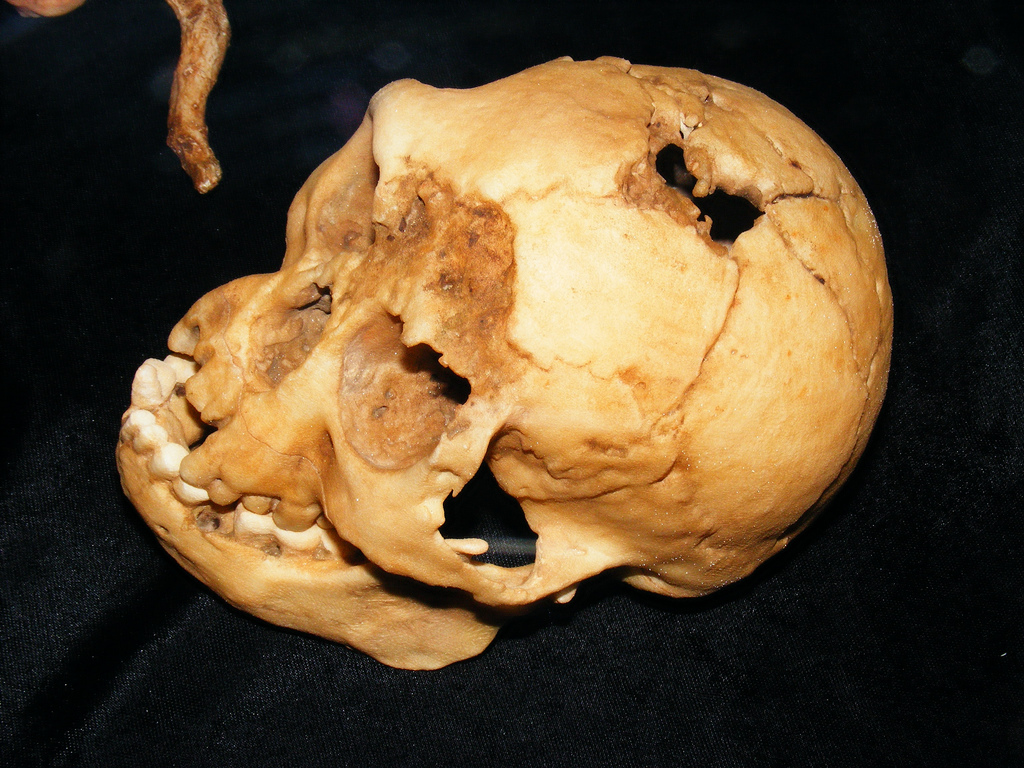
De schedel van LB1 raakte bij de opgraving zwaar beschadigd

De schedel is bij de ontdekking ernstig beschadigd. Het lukte wel dit cranium weer in elkaar te zetten maar de precieze verhoudingen zijn niet meer te bepalen, ook omdat de schedelnaden niet goed waarneembaar zijn. Dat maakt het onmogelijk om exacte waarden te bepalen voor de gebruikelijke craniometrische markeringspunten die een belangrijk deel vormen van paleoantropologische analyses van schedels. Jacob bekritiseerde in 2006 ook de extreem dikke lagen vernis waarmee de reconstructie bedekt was.
Het schedeldak is lang en laag. Het meest opvallende kenmerk in vergelijking met Homo sapiens en Homo erectus is de bijzonder kleine hersenholte. Afgezien daarvan lijkt het profiel sterk op dat van Homo erectus — althans dat kan afgeleid worden uit de craniometrische waarden, die dus niet erg betrouwbaar zijn. Zo lijkt de grootste breedte van de schedel te liggen boven de kaakgewrichten, welke zones flink gezwollen zijn. Die breedte is ook vrij hoog ten opzichte van de hoogte. Van achteren bezien valt dat nog meer op: de schedel lijkt dan nog lager dan bij H. erectus. Een CAT-scan bevestigde dat ook de hersenen zo'n vorm gehad moeten hebben: afgeplat met brede slaapkwabben en gereduceerde pariëtaalkwabben. De schedelbasis is zeven tot elf graden meer gebogen dan bij Homo sapiens. Dat zou een uniek kenmerk kunnen zijn want bij basalere mensachtigen is de basis nog minder gebogen. Ondanks de kleine schedel is de dikte van het schedeldak in absolute zin even groot als die van Homo sapiens of Homo erectus. Het is die dikte die voor een groot deel verantwoordelijk is voor geringe herseninhoud. Mocht de Floresmens een dwergvorm zijn dan was de selectiedruk voor de handhaving van het beschermingsniveau dus kennelijk groter dan die voor het behoud van de herseninhoud.

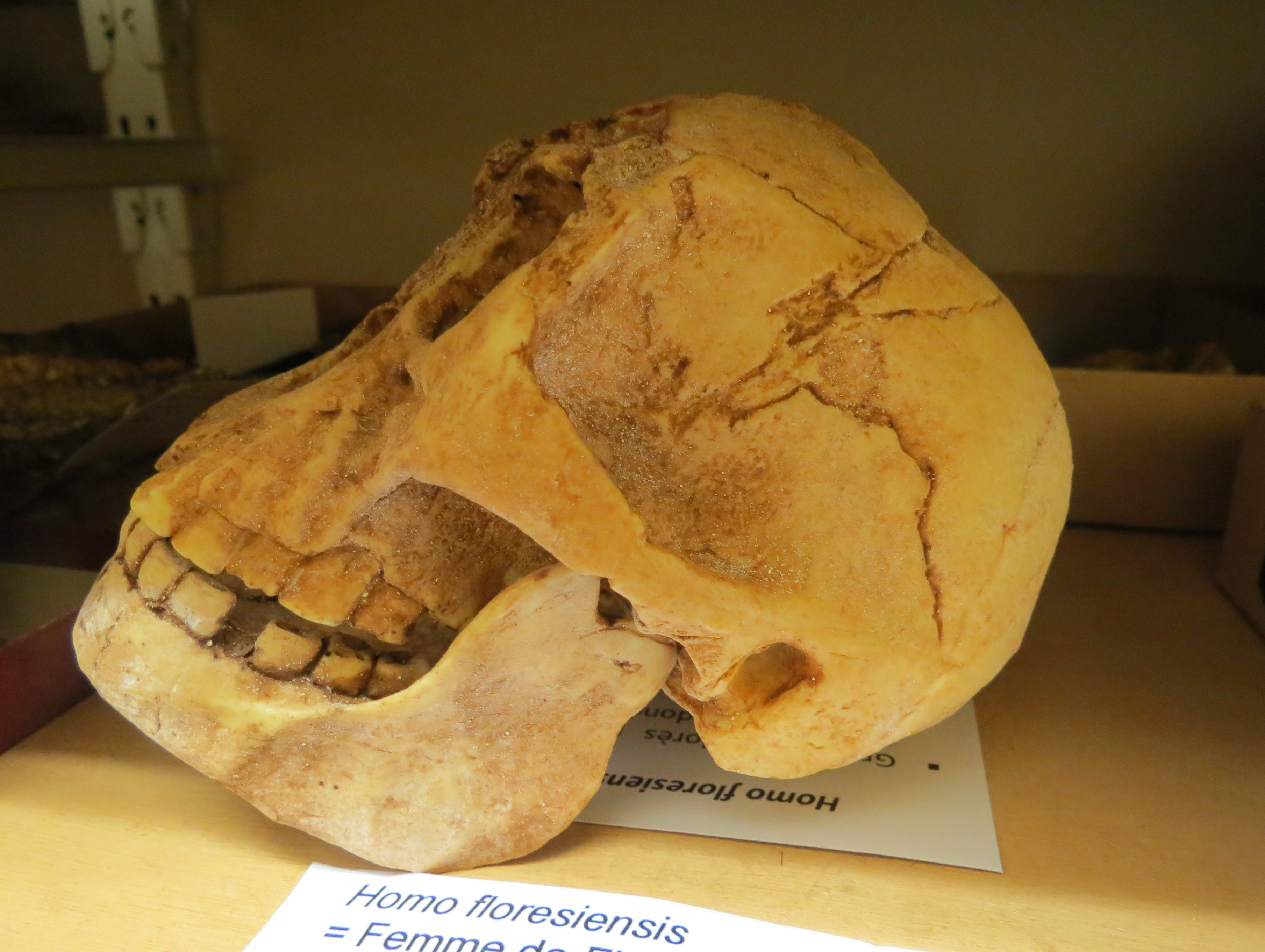
Het achterhoofd is gebogen en het gezicht loopt verticaal

Het achterhoofd is ook sterk gebogen, onder een hoek van 101°. Het bovenste schedeldak overhangt dat achterhoofd. Het achterhoofd vormt een lage verhoging die niet ver uitsteekt en weinig reliëf heeft. Het achterhoofdsgat is smal en de processus mastoidei, de richels aan weerszijden, zijn dik en hoog. Dat zijn beide afgeleide kenmerken die afwijken van de basale toestand bij Australopithecus en de vroege soorten van Homo. Er zijn echter ook twee opvallende basale kenmerken. Er bevindt zich een diepe kloof tussen de processus mastoideus en de kam op het tympanicum aan de zijde van het rotsbeen. Het tympanicum is een beenplaat aan de onderzijde van de schedel, bij het oor; tussen die plaat en de piramidevormige verhoging aan de binnenzijde van het kaakgewricht bevindt zich een verdieping. Beide kenmerken worden gedeeld met exemplaren van Homo erectus en vroege Homo maar ontbreken volgens de beschrijving uit 2004 bij de moderne mens. Jacob stelde echter in 2006 dat deze trekken wel voorkomen bij recente Australische en Tasmanische populaties van Homo sapiens. Heel dit deel van de schedel is sterk geëvolueerd bij mensachtigen en zeer complex gebouwd zodat het een belangrijke aanwijzing kan vormen voor de verwantschappen. Voornoemde piramide op de onderzijde van het rotsbeen lijkt ook sterk op die van H. erectus met een gladde cilindervorm als bij chimpansees en een ingesnoerd foramen lacerum, een driehoekige doorboring van de onderzijde van de schedel. De lange as van het zenuwkanaal van het slakkenhuis, de meatus acusticus, helt van de onderrand naar de bovenrand toe naar achteren, een eigenaardigheid gedeeld met H. habilis. Het kaakgewricht is normaal gebouwd voor Homo sapiens.

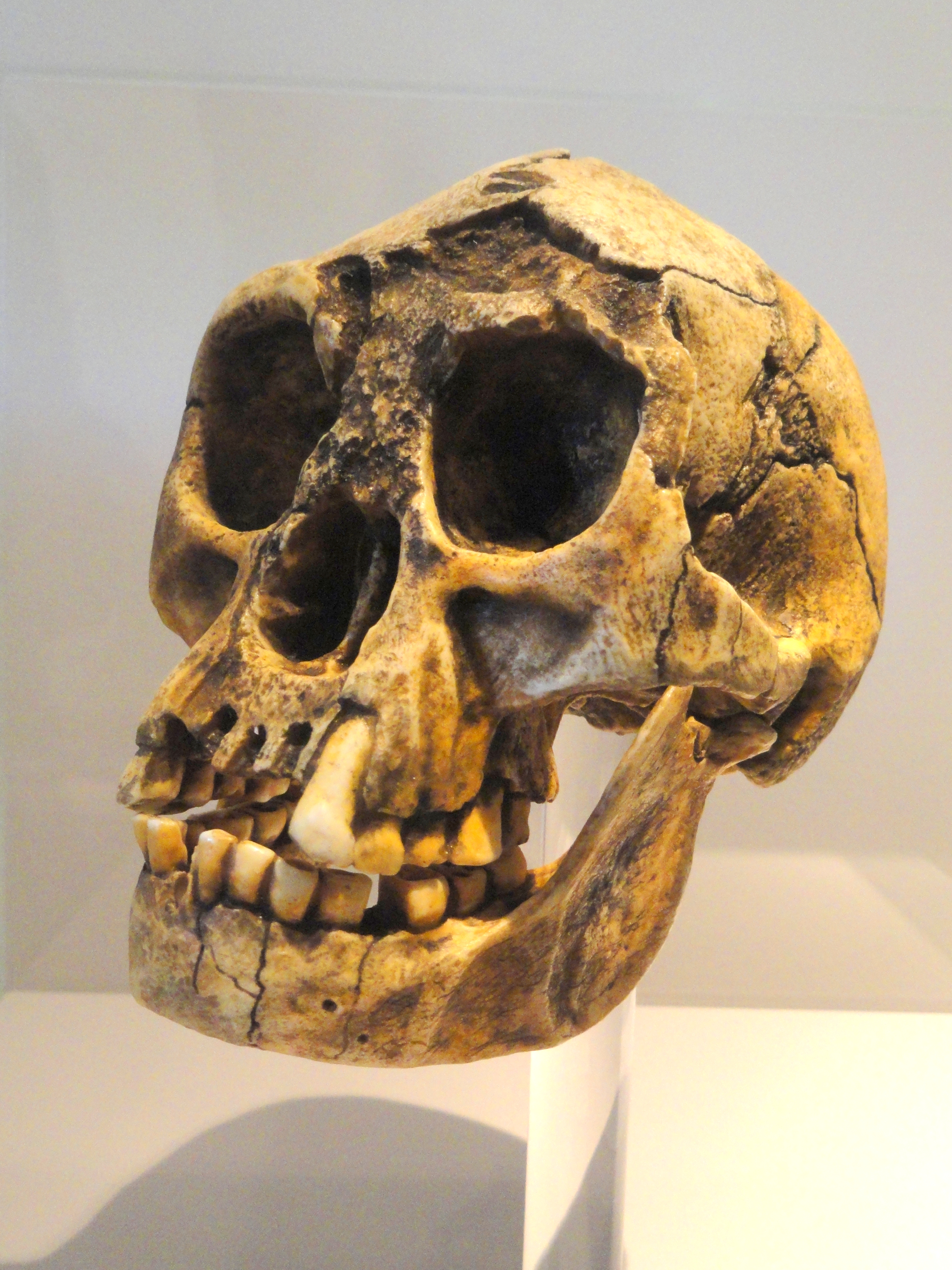
Er zijn diepe uithollingen onder de oogkassen en uitpuilende tandkassen voor de bovenste hoektanden

De richels op de slaap lopen opvallend ver naar achteren. Op de wandbeenderen ontbreken de beenringen van de tori angulares, net als bij Homo erectus. De wandbeenderen hebben geen gezamenlijke kiel.
Op het eerste gezicht lijkt Flo wel iets weg te hebben van Lucy, het befaamde A. afarensis-exemplaar dat ongeveer even groot is. Er zijn echter fundamentele verschillen. Behalve de verminderde aanhechtingsvlakken voor de kauwspieren betreffen die ook de gezichtsmassa. Flo benadert veel meer een moderne mens. De tanden zijn kleiner en de wallen in de bovenkaken voor de tandwortels overeenkomstig ook. Het gezicht is lager en de bovenkaken steken minder naar voren. Wel "primitief' of basaal zijn de juga van de hoektanden maar die verschillen in bouw van die van Australopithecus, bijvoorbeeld Australopithecus africanus. Dit suggereert dat er sprake is van parallelle evolutie, dat ze dus niet van een basale voorouder geërfd zijn maar apart ontwikkeld. De uithollingen onder de oogkassen zijn groot en doorboord door foramina. Die oogkassen zijn opvallend groot in verhouding tot de schedel, wat typisch is voor dwergvormen. Iedere oogkas heeft een inhoud van 15,5 kubieke centimeter. De wenkbrauwwal kromt zich om de bovenste oogkas heen in plaats van een rechte balk te vormen. Aan de buitenzijde heeft de wal een gezwollen drievlak, als bij Homo erectus. De bovenste onderkaak is breed in vooraanzicht en de onderrand ervan maakt een hoek van 55° met het verticale vlak. Van bezijden bezien draait deze zone naar achteren in plaats van verticaal te staan als bij A. africanus. Het begin van de basis voor de jukbeenboog ligt boven de eerste kies. Het kanaal dat intern door het bovenkaaksbeen naar de mondholte loopt, is groot en is voorwaarts geplaatst, anders dan bij Afrikaanse exemplaren van Homo erectus of de Javamens. In zijaanzicht lijkt de lage buiging van het voorhoofdbeen meer op de vroege Homo of Homo ergaster dan op de Javamens. Het voorhoofdsbeen wordt van de wenkbrauwwal gescheiden door een trog. De voorhoofdsbeenderen worden vebonden door een zwakke verticale kam die naar achter uitloopt in een lage verheffing. Het voorhoofd toont het spoor van een genezen verwonding, vijftien millimeter in diameter.

#### Onderkaken
De onderkaak heeft een aantal basale kenmerken. Er is een sterke Speecurve, de holle kromming van de tandrij in zijaanzicht. De basis van de opgaande tak, de ramus, ligt boven de, overigens zwakke, verdikking van de eminentia lateralis en bedekt in zijaanzicht de derde kies. Deze tak helt naar achter en is overdwars dik. Er is een smalle en ondiepe trog tussen de derde kies en de tak.

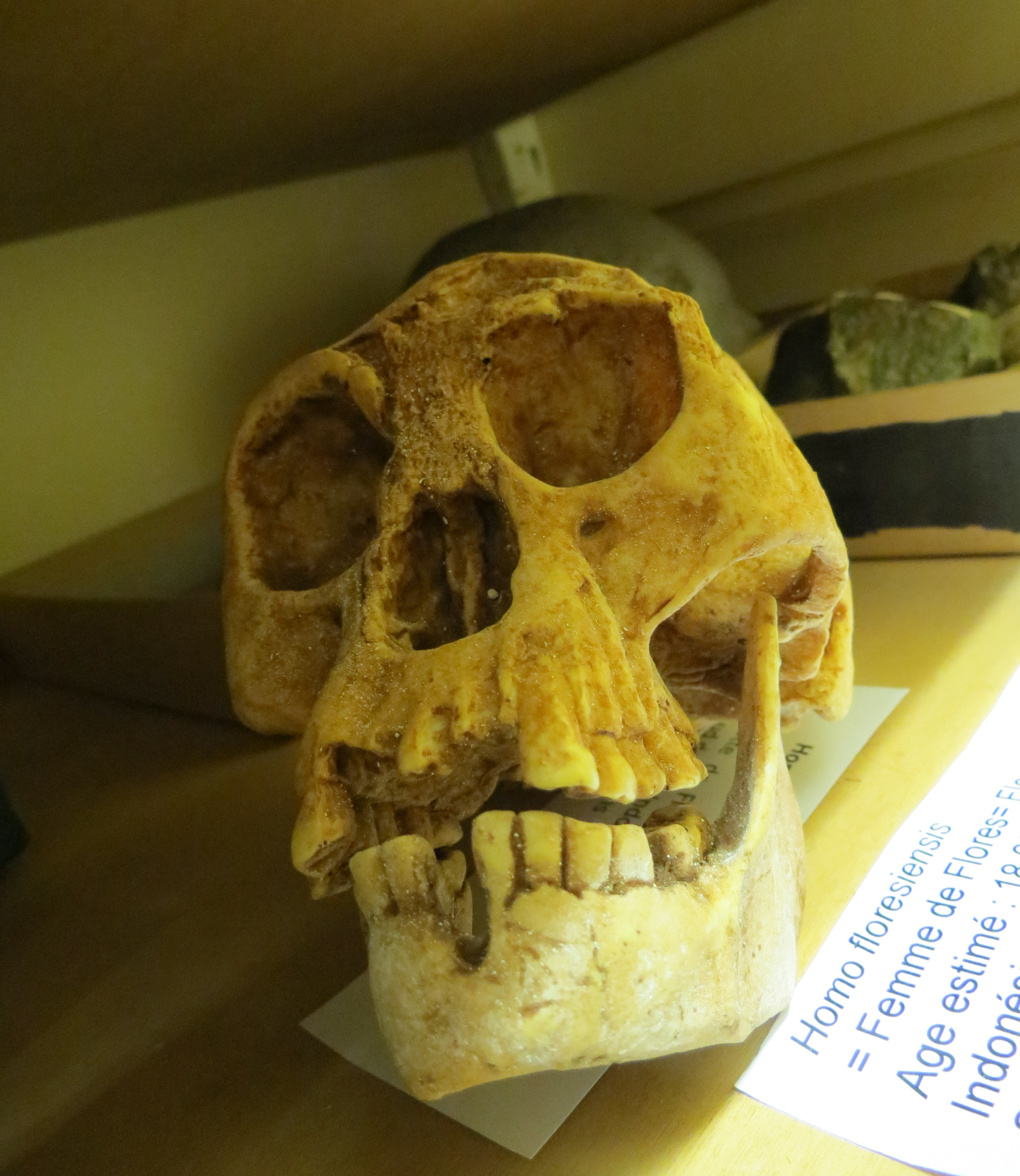
De onderkaken hebben geen echte kin

De voorkant van het hoofdlichaam van de onderkaak, het corpus, is afgerond en gezwollen zodat een kin ontbreekt. Dat is een basaal kenmerk maar Jacob wees er in 2006 op dat bij de huidige groep van de Rampasasa op Flores 93,4% geen kin heeft. De beenringen op de achterwand van de symfyse zijn laag en afgerond in plaats van plaatvormig; de bovenste is vrij klein. De onderste, de torus transversus inferior, steekt echter wel uit, als bij Homo habilis. Er is een diepe en brede uitholling voor de spier van de musculus digastricus. Heel deze zone lijkt opvallend sterk op die van A. afarensis in plaats van H. erectus. Aan beide zijden wordt de onderkaak doorboord door een dubbel foramen mentale zoals typisch is voor de Javamens. Deze openingen fungeren als zenuwkanalen. De ramus maakt een hoek van 111° (LB1) of 112° (LB6) met het corpus.
In vooraanzicht is de tandrij van de onderkaak smal. In bovenaanzicht is de tandrij lang in verhouding tot zijn breedte. De rij van premolaren en kiezen is in bovenaanzicht bol naar bezijden krommend, niet recht. Het profiel van de tandrijen is parabolisch zoals bij de moderne mens, niet rechthoekig. LB6/1 is echter meer V-vormig in bovenaanzicht. Volgens een studie uit 2009 bewijzen de overeenkomsten tussen de onderkaken van LB1, LB2 en LB6 dat alle individuen een klein mensentype met een kleine schedel vertegenwoordigen. Ze zouden in bouw dichter bij Australopithecus of de vroege Homo staan dan bij Homo sapiens of H. erectus.

#### Gebit
Het gebit van LB1 toont enkele individuele eigenaardigheden. De onderste vierde rechterpremolaar was kennelijk al op jonge leeftijd uitgevallen want de tandkas ervan is al geheel gesloten zodat de derde premolaar en eerste kies aan die zijde elkaar naderen. De vierde premolaar van de linkeronderkaak is na de dood eruit gevallen. De bovenste derde rechterkies is afwezig doordat hij nooit gevormd is. De bovenste derde linkerkies is eruit gevallen maar was kennelijk zeer klein, afgaande op de minuscule tandkas. De bovenste tweede voortand lijkt veel kleiner geweest te zijn dan de eerste en misschien was er een diasteem, een hiaat. Slijtage heeft het meeste detail van de bovenste en onderste tanden verwijderd. De hoektanden zijn sterk afgesleten tot het niveau van de voortanden en die zouden elkaar boven en onder op de spitsranden geraakt hebben. Op de onderste derde premolaar na zijn tanden en kiezen ruwweg hetzelfde gebouwd als bij Homo erectus of Homo sapiens. De kiezen zijn onderling ongeveer even groot maar de derde kies is wel wat kleiner en de eerste soms wat groter. Doordat de voortanden vrij klein zijn, is H. floresiensis formeel wel megadont: de kiezen zijn dus groter dan de voortanden, ongeveer met dezelfde verhouding als bij Homo habilis en duidelijk meer dan bij H. erectus of H. sapiens. Als echter een hoog lichaamgewicht wordt aangenomen valt de verhouding lichaamsmassa-kiesgrootte binnen de moderne variatiebreedte.

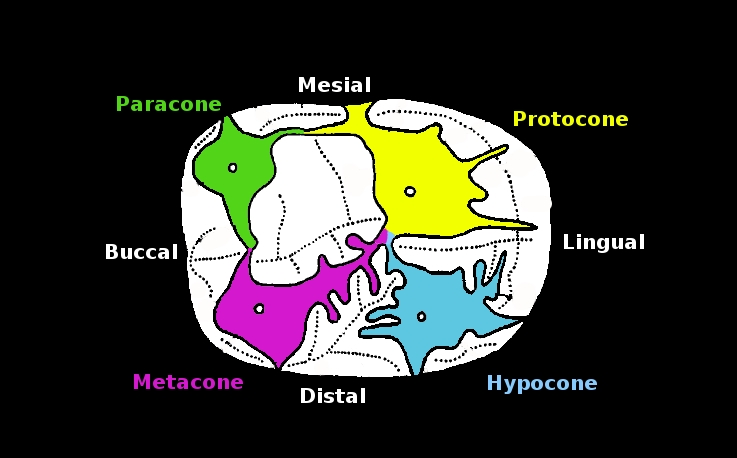
De indeling van het kauwvlak van kiezen bij Hominoidea, aan de hand van een bovenste eerste rechterkies van een mens. "Mesiaal" is in dit geval de kant van de vierde premolaar en "distaal" de kant van de tweede kies. "Buccaal" is de zijde van de lip, "linguaal" de zijde van de tong

De onderste derde premolaren zijn "molariform", dus min of meer gebouwd als kiezen. Vermoedelijk hadden ze als ze niet versleten waren een groot kauwvlak met een uitstekende protoconide knobbel en een brede talonide. Een zulke bouw komt ook wel bij moderne mensen voor. De gevorkte wortels of Tomes' roots van de premolaren zijn meer typisch voor Australopithecus en de vroege Homo maar zijn ook aanwezig bij de Javamens. Jacob wees er in 2006 op dat 15% tot 20% van de mensen in het oosten van de Indonesische archipel en de Stille Oceaan eveneens zulke wortels bezitten. Uniek is dat beide vierde bovenste premolaren een kwartslag gedraaid zijn. Als dat geen individuele afwijking is van LB1, is het een autapomorfie van H. floresiensis want dit is van geen enkele mensachtige populatie bekend. Jacob kon in 2006 niet geloven dat dit de populatie als geheel kenmerkte omdat het bovengebit dan niet meer goed op het ondergebit aansloot. Bij de huidige Rampasasapygmeeën zou 26% een dergelijke rotatie in min of meerdere mate tonen. In 2015 werd gesteld dat het gaat om een normale, zij het vrij zeldzame, variatie bij de moderne mens die niet duidt op een onderliggende ontwikkelingsstoornis. De draaiing doet de zwelling van de tandkassen van de bovenste derde premolaren beter uitkomen, die verticale juga vormen. Deze premolaren hebben lange wortels, evenals de bovenste hoektanden.

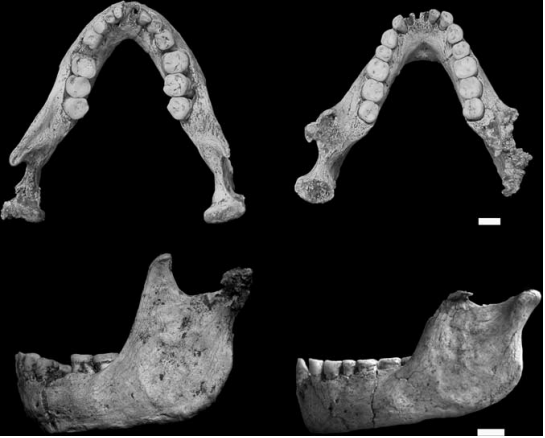
Onderkaken LB1 en LB6/1

Een studie uit 2015 concludeerde dat de voortanden, hoektanden en premolaren van de Floresmens basaal gebouwd zijn, ongeveer op de ontwikkelingsgraad van H. erectus. De kiezen zijn echter "hypermodern": ze tonen trekken van de huidige mens in overdreven vorm. Basaal zijn de lage distale schouder van de onderste hoektand, dwarskammen op de bovenste derde en vierde premolaren, een vierde bovenste premolaar met een goed ontwikkelde kroon aan de tongzijde, een onderste derde premolaar die lang is in de richting van de tandrij met een asymmetrische kroon, een onderste derde premolaar met een zwelling ofwel cingulum aan de basis van de lipzijde, een wortel van de onderste derde premolaar die gevorkt is, een dwarskam op de onderste vierde premolaar, een eerste kies met een kam in het midden van de uitholling van het trigonide, en eerste en tweede onderste kiezen die ongeveer even groot zijn. Hypermodern is de vorm van de onderste eerste en tweede kies doordat het hypoconulide ontbreekt en er dus vier knobbels zijn in plaats van vijf. Zo'n vorm is zelfs zeldzaam bij moderne mensen en er zijn slechts enkele gevallen van gevonden bij oudere mensensoorten. Er werden vier unieke kenmerken van de Floresmens gevonden. De onderste derde premolaar heeft een afgeschuinde en gerimpelde kroon aan de mesiale hoek van de tongzijde, dus aan de kant van de hoektand. De bovenste eerste kies is kort met een rechthoekig profiel op het kauwvlak bezien. De onderste eerste kies is extreem kort in de richting van de tandrij gemeten. De onderste derde premolaar is relatief extreem groot. Dat de eerste kies de grootste is, is een afgeleid kenmerk van de latere Homo.

#### Postcrania

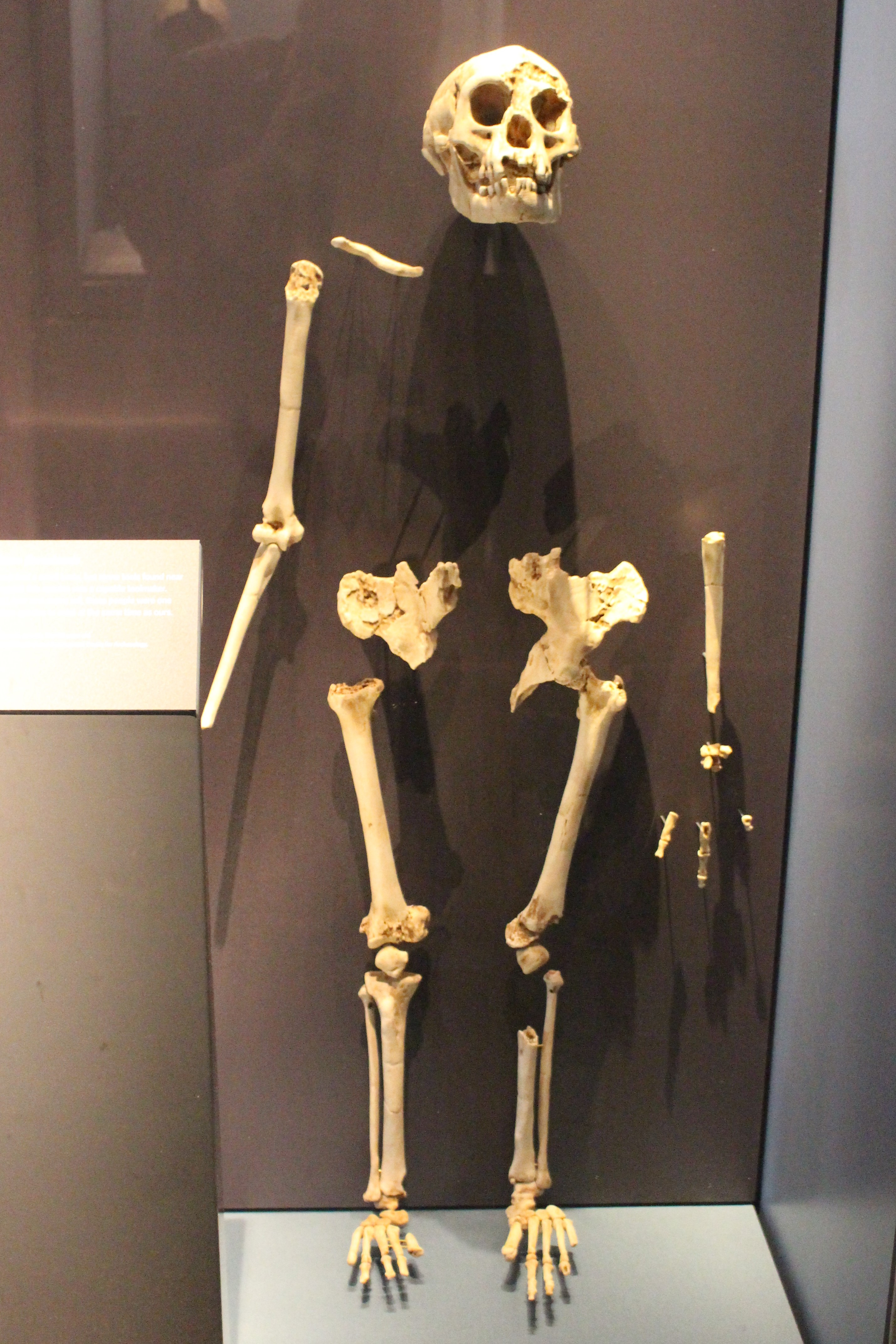
Een reconstructie van het skelet, als composiet van verschillende exemplaren

Volgens de Australische onderzoeksgroep is het postcraniaal skelet van de Floresmens tamelijk basaal gebouwd, vol overeenkomsten met oudere mensensoorten. Het is weinig asymmetrisch.
Homo floresiensis heeft relatief lange armen in verhouding tot zijn beenlengte. De verhouding is 85,4%, wat veel hoger is dan bij de moderne mens maar vergelijkbaar met A. afarensis. Het brede bekken zou erop kunnen duiden dat de borstkas meer tonvormig is, als bij Australopithecus. De ledematen zijn in het algemeen robuust gebouwd met waarden die overeenkomen met chimpansees. In 2005 werd geopperd dat wellicht de musculatuur overeenkomstig zwaar was.
Het opperarmbeen is relatief robuust. Opvallend is dat het weinig gewrongen is over de lengteas, dus met het ondereinde gedraaid ten opzichte van de bovenkant. De wringing is maar 110°, vergeleken met een variatie van tussen de 148° en 171° bij de moderne mens. Geen enkele andere mensachtige heeft zo'n geringe draaiing, die slechts aangetroffen wordt bij gibbons en basale apen. Dit zou de elleboog meer naar buiten draaien wat werktuiggebruik nogal in de weg zou zitten. In 2007 werd daarom verondersteld dat, in combinatie met het korte sleutelbeen, het schoudergewricht meer naar voren dan naar buiten gericht was en dat de geringe draaiing van het opperarmbeen daarvoor compenseerde.
De ellepijp is ook robuust, met een holle kromming van de voorzijde van de schacht. De onderarm is relatief lang, vergelijkbaar met moderne Afrikaanse populaties. Het onderste uiteinde van de ellepijp is verlengd, een kenmerk dat typisch is voor moderne tropische groepen. De aanhechtingsvlakken onderaan voor de spieren die de vingers buigen en de hand naar buiten draaien, alsmede de musculus brachialis, zijn vergroot. Het spaakbeen van de onderarm, specimen LB3, heeft een geschatte oorspronkelijke lengte van eenentwintig centimeter.

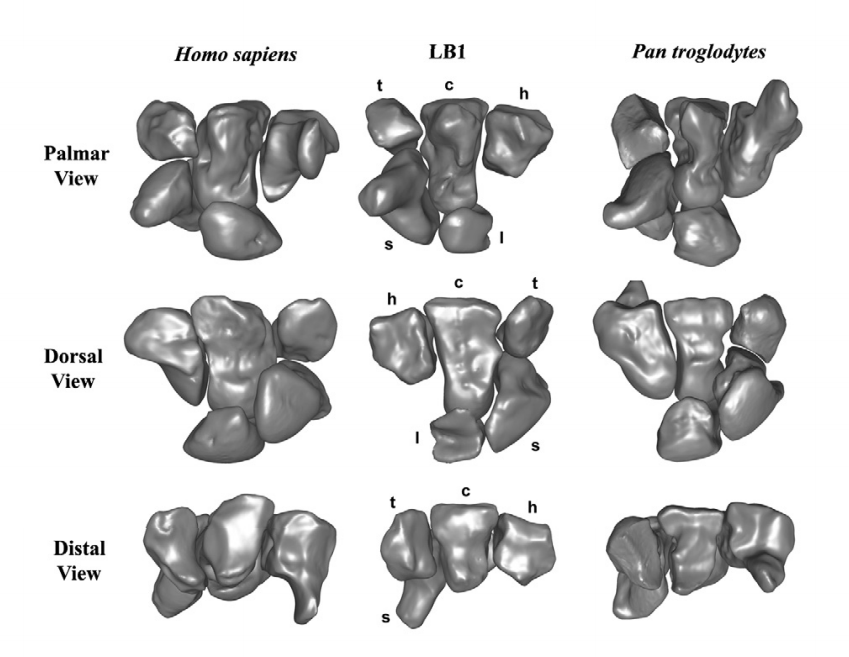
De polsbeenderen vergeleken met die van een moderne mens en een chimpansee

In 2007 meldde een studie naar de pols dat het os trapezium inderdaad een trapeziumvorm heeft en geen laarsvormig profiel zoals bij Neanderthalers, Homo antecessor en moderne mensen. De basale vorm werd gezien als aanwijzing dat de Floresmens niet simpelweg een afwijkend individu van Homo sapiens was maar zich ruim achthonderdduizend jaar geleden moet hebben afgesplitst of wellicht veel eerder gezien de overeenkomst met chimpansees en australopitheken. De pols van H. erectus is slecht bekend. In 2013 werden deze conclusies bevestigd door de pols van een nieuw exemplaar.
Van LB1 is de rechterbekkenhelft goed bewaard gebleven. De inkeping van de incisura ischiadica major in het darmbeen is breed, wat meestal als een sterke aanwijzing wordt gezien dat het om een vrouw gaat. Zij is echter niet zo breed als bij australopitheken met hetzelfde postuur. Anneke van Heteren leidde daar in 2012 van af dat LB1 een man was. Het darmbeen steekt relatief ver zijwaarts uit. Het heupgewricht heeft een rond profiel. Het is basaal klein maar het bovendeel is breder dan het achterdeel, wat weer een afgeleid kenmerk is. De spina van het zitbeen steekt niet ver uit.
Het dijbeen lijkt sterk op dat van Homo sapiens. De verschillen lijken verklaard te kunnen worden door de normale allometrie bij mensachtigen, dus veranderingen in proporties die aanpassingen zijn aan de, in dit geval geringe, absolute grootte: de benen zijn bij kleine individuen extra klein. Volgens Jungers is echter de geringe lengte van het dijbeen bij LB1 niet meer met allometrie te verklaren en een bijzonder kenmerk. Door de relatief dikke schacht valt de verhouding daarmee met de vrij kleine dijbeenkop binnen de variatiebreedte van chimpansees, hoewel de algemene bouw daarvan sterk afwijkend is. De schacht is recht en toont weinig structuren voor de aanhechting van spieren zoals de verticale richel van de linea aspera. Anders dan bij sommige exemplaren van H. erectus is de holte van het beenmerg niet vernauwd. Bovenaan steekt de trochanter minor extreem uit. De kam tussen dit uitsteeksel en de trochanter major is zeer goed ontwikkeld, wat een overeenkomst is met Homo sapiens maar afwijkt van Australopithecus of Homo erectus waar de zone meer afgeplat is. Basaal is echter de lange nek van het dijbeen, die na de vroege Homo zeldzaam is. De nek maakt een hoek van 128°-130° met de schacht en is van voor naar achter afgeplat. De schacht heeft een ronde doorsnee en is iets robuuster dan die van Lucy. De hoek tussen de onderste gewrichtsknobbels is 14° wat binnen de variatiebreedte van Australopithecus valt. De Floresmens had dus X-benen vergeleken met de typische moderne mens.
Het scheenbeen is iets gebogen over de lengteas. Het is bij LB1 maar 235 millimeter lang. De schacht heeft een ovale dwarsdoorsnede zonder scherpe voorrand en is onderaan overdwars relatief verbreed. Het scheenbeen is 5°-7° om de lengteas gewrongen, wat een lagere waarde is dan bij moderne mensen.
In 2009 concludeerde een studie dat de voet van LB1 met een lengte van bijna twintig centimeter extreem lang is ten opzichte van de rest van het onderbeen, relatief bijna een derde langer dan bij Homo sapiens. Een dergelijke verhouding is van mensachtigen verder onbekend en valt binnen de variatiebreedte van de bonobo. Hoewel de grote teen niet afstaat, is het eerste middenvoetsbeentje extreem kort, binnen de variatiebreedte van chimpansees. Het is aan het onderste uiteinde wel afgeschuind als bij de moderne mens. De overige middenvoetsbeentjes zijn relatief lang. De bovenste teenkootjes zijn relatief nog langer en gekromd als bij australopitheken. Ze zijn ook zeer robuust. In de voetwortel heeft het os naviculare aan de buitenste rand een wigvormige afschuining als bij australopitheken en basale mensapen. Het sprongbeen is over het algemeen modern van vorm, met uitzondering van de weinig gewrongen kop als bij basale mensapen. De voet als geheel zou duiden op een afsplitsing eerder dan Homo habilis en in ieder geval niet later dan de Aziatische Homo erectus.

## Fylogenie

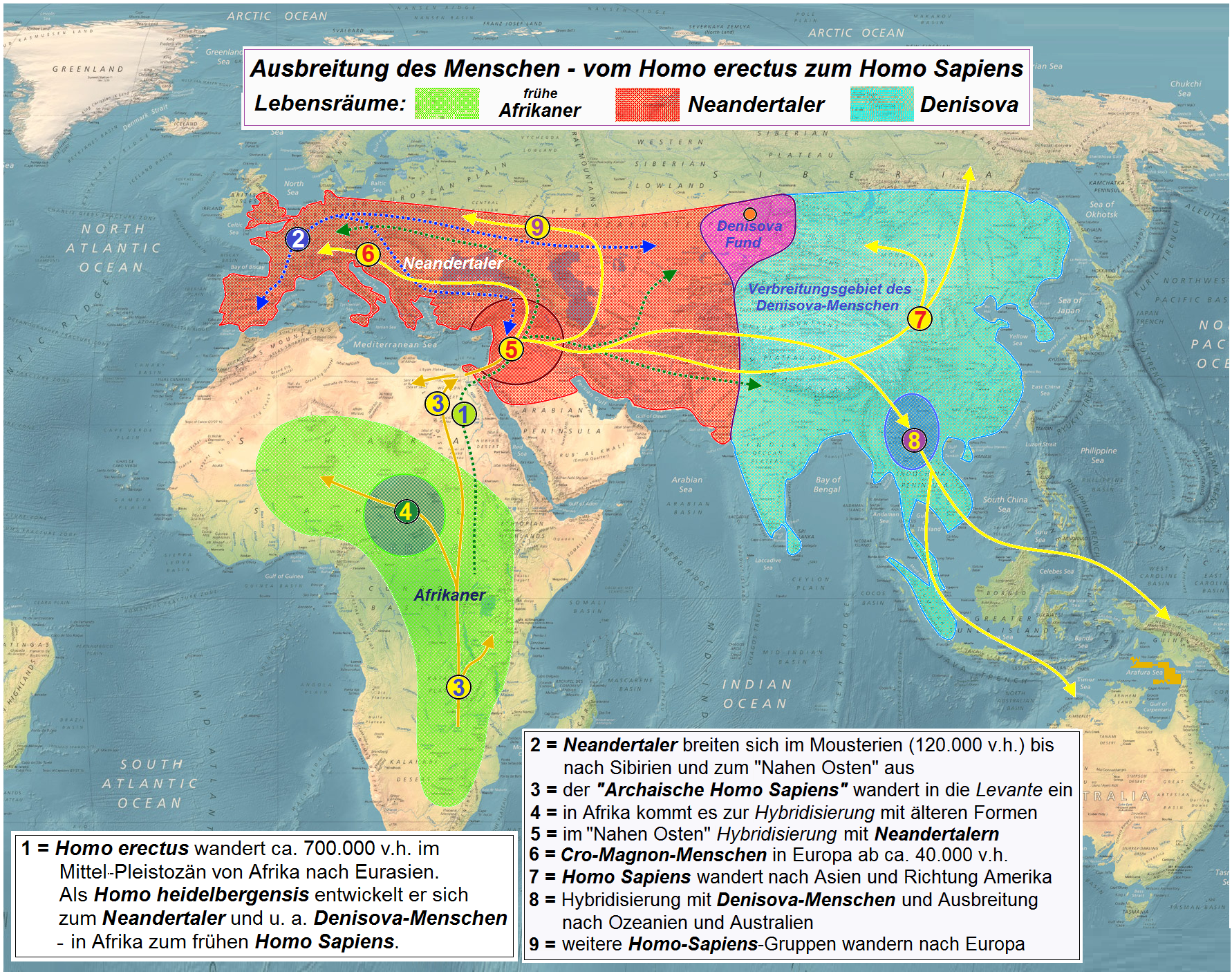
Het standaardmodel voor de verbreiding van de mens

Bij een uitgestorven soort is het belangrijk de fylogenie te bepalen, de verwantschap met andere soorten. Sinds de jaren tachtig wordt aangenomen dat de mensachtige voorouders van de moderne mens zich in Afrika hebben ontwikkeld. Er zijn aanwijzingen dat Homo erectus rond de twee miljoen jaar geleden als eerste dat continent verliet en in Azië doordrong. Volgens de meeste onderzoekers volgde de moderne mens pas veel later en heeft Homo erectus toen verdrongen zonder zich ermee te vermengen.
De ontdekking van de Floresmens riep meteen de vraag op hoe die binnen dit plaatje paste. Er zijn drie belangrijke hypothesen geopperd. Volgens de eerste is de Floresmens een aftakking of variëteit van Homo erectus. De tweede hypothese is dat hij een afstammeling is van een soort ouder dan H. erectus, bijvoorbeeld Homo habilis of zelfs een daarvan in bouw niet sterk verschillende soort van Australopithecus. In dat geval moeten mensachtigen dus eerder uit Afrika vertrokken zijn dan gedacht. De laatste mogelijkheid is dat het om een dwergvorm van de moderne mens, Homo sapiens, gaat of zelfs dat LB1 een toevallig door ziekte klein gebleven individu vertegenwoordigt.

### De Floresmens: een directe verwant vanHomo erectus?
Bij de beschrijving uit 2004 werd de mogelijkheid verworpen dat de Floresmens een oude radiatie van Australopithecus buiten Afrika zou vertegenwoordigen. Het moest volgens de auteurs gaan om een soort van Homo. De relatie met Homo erectus of Homo sapiens was onduidelijk. Daarom werd een aparte soort benoemd: Homo floresiensis. Hierbij ging men duidelijk uit van het taxonomisch soortbegrip: het aanmerken van een populatie als een aparte soort als de fossielen duidelijk te onderscheiden zijn van andere populaties. Dit wijkt af van het biologisch soortbegrip: het onderscheiden van verschillende populaties als die zich niet met elkaar voortplanten. Overigens lijkt er zich geen belangrijke gene flow te hebben voorgedaan tussen de populatie op Flores en andere mensachtigen want dan had de bouw nooit zo afwijkend kunnen worden.

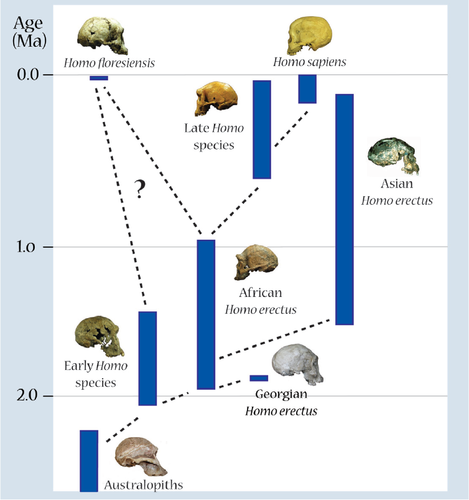
Homo floresiensis kan een nakomeling zijn van een vroege kolonisatie van Azië door Homo erectus of een nog eerdere door de "Vroege Homo"

Opmerkelijk is dat in het andere artikel uit 2004 toch een wat ander standpunt wordt ingenomen. Hierin wordt gesteld dat de Floresmens voortkomt uit een vroege kolonisatie door Homo erectus (inclusief exemplaren die benoemd zijn als Homo ergaster en Homo georgicus). In 2005 werd door de oorspronkelijke onderzoeksgroep gesteld dat de Floresmens in geen geval tot H. sapiens of H. erectus behoord kan hebben. Het is bekend dat in 2004 overwogen was een apart geslacht te benoemen met als soort Sundanthropus floresianus, dus de "Soendamens van Flores". Pas na kritische peer review van het benoemende artikel was hiervan afgezien. De soortaanduiding floresianus, "de floressische", werd in floresienis, "afkomstig van Flores", veranderd uit angst dat studenten het als flowery anus zouden gaan uitspreken. Afgezien van de vraag of hij als een aparte soort aangeduid moet worden, vertegenwoordigt de Floresmens wellicht een afsplitsing en dwergvorm van H. erectus, op het kleine postuur na er sterk op gelijkend. Volgens Anneke van Heteren kan de dwergvorming bij H. erectus een gevolg zijn van heterochronie, dus een verschillende vertraging in het tempo van rijping bij de lichaamdelen, of meer in het algemeen van neotenie, het behoud van jeugdige kenmerken bij volwassenen. LB1 lijkt sterk op een kind van H. erectus, bijvoorbeeld door het verder naar achteren uitsteken van de grote dan de kleine hersenen terwijl de schedel toch geen puntig achterhoofd heeft. De moderne indruk die de schedel maakt, zou het gevolg kunnen van de kleine absolute grootte. Een argument tegen neotenie is dat bij zulke pedomorfose hoofd en hersenen typisch relatief groot blijven terwijl die bij de Floresmens juist opvallend klein zijn.
In 2011 stelde een studie dat de bouw van de schedel wijst op een afkomst van de Javamens, dus de lokale H. erectus. De vondsten bij Mata Menge werden, ondanks hun formaat en een vrij basale bouw van de eerste kies, gezien als nauw verwant aan H. erectus.
In 2023 stelde een studie dat het late voorkomen van de Floresmens, als gezien als een deelgroep van H. erectus, het temporele bereik daarvan niet buiten de statistische verwachting oprekt; en hetzelfde zou gelden voor Homo luzonensis. Ook in 2024 werd gedacht dat de Floresmens, na nieuwe vondsten bij Mata Menge, een dwergvorm vorm zou zijn van H. erectus. Verdwerging treedt evolutionair op als een groot zoogdier zonder vijanden op een eiland verblijft.

### Homo floresiensis: bewijs voor een vroeg vertrek uit Afrika?

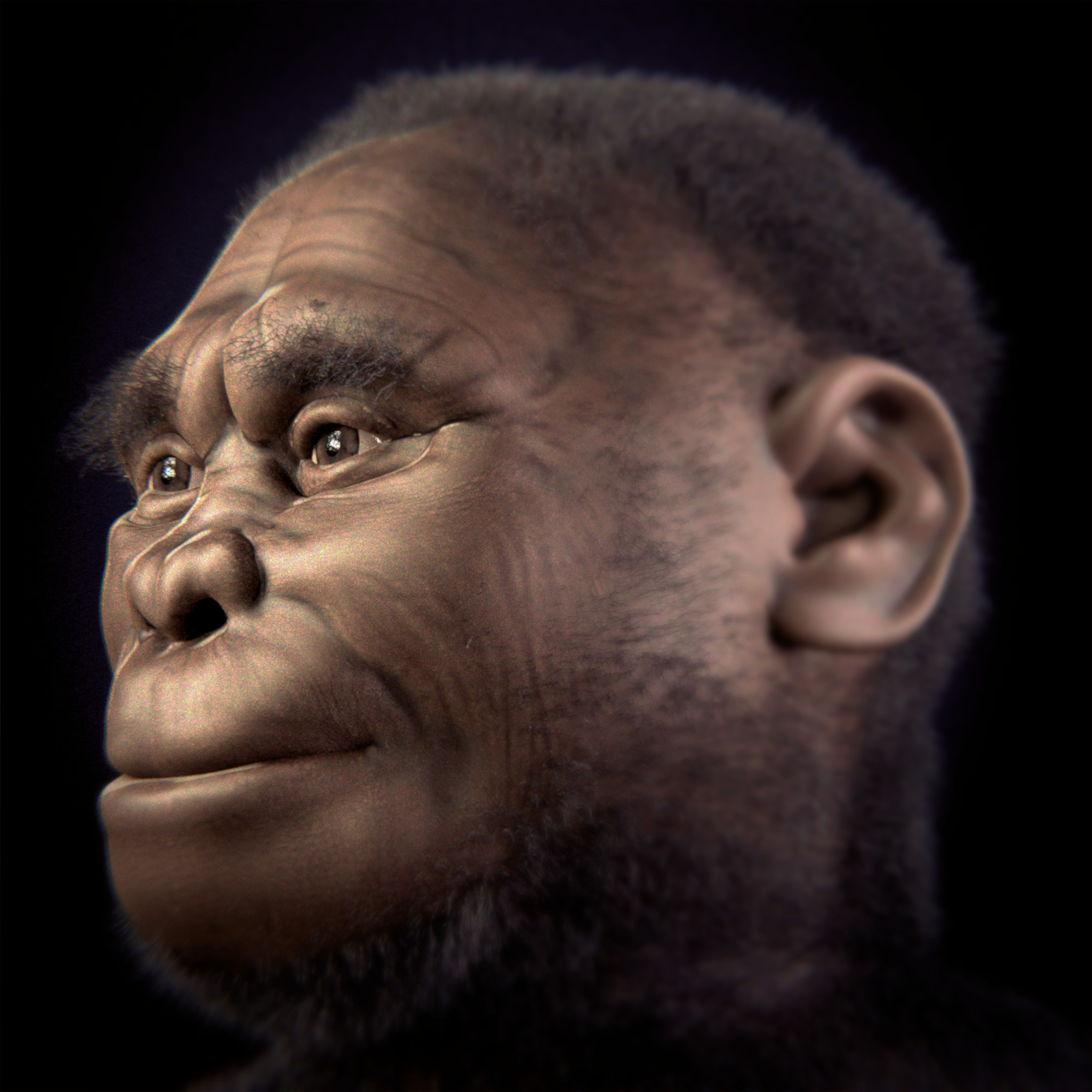
Als H. floresiensis apart afstamt van de vroege Homo, zag hij er wellicht meer uit als een aapmens dan een moderne mens

Tot in de jaren vijftig van de twintigste eeuw veronderstelden sommige paleoantropologen dat de mens tijdens de evolutie een dwergfase had doorgemaakt. De vondst van de Floresmens deed zulke gedachten herleven, zij het in een gemoderniseerde vorm. De gangbare hypothese is dat de ontwikkeling van de mens op Afrika plaatsvond en pas Homo ergaster of Homo erectus dat continent als eerste verliet, zo'n twee miljoen jaar geleden. Dat is ook de reden dat het oorspronkelijke onderzoeksteam het zo waarschijnlijk vond dat H. floresiensis van H. erectus afstamt. Al in 2006 echter, stelde een studie door Debbie Argue e.a. dat LB1 veel kenmerken in de schedel heeft die overeenkomen met Australopithecus — hoewel ze die niet zelf hadden kunnen bestuderen. Een morfometrische analyse, het bepalen van de waarden van de vorm van belangrijke lichaamsdelen, zou aantonen dat LB1 wat de postcrania betreft clusterde met Australopithecus garhi. Ze achtten het onwaarschijnlijk dat H. floresiensis van H. erectus afstamde. Ze opperden drie alternatieven. Hij zou in Afrika ontstaan kunnen zijn als nauwe verwant van A. garhi en vertrok als een van de eerste mensachtigen uit dit continent. Hij vertegenwoordigt een vroege Homo met een basaal gebouwde romp maar al verder ontwikkelde hersenen. Hij vertegenwoordigt een nog onbekende soort uit Afrika die een overgang vormt tussen Australopithecus en Homo. Morwood sloot zich in 2009 bij de hypothese van een vroege afsplitsing aan. Volgens een studie van Leslie Aiello in 2010 vertegenwoordigt de Floresmens in ieder geval een afsplitsing ouder dan Homo erectus. Bij deze hypothese is geen speciale verklaring nodig voor het geringe postuur.
Als ondersteunend bewijs voor deze hypothese is wel de Wushanmens gezien, een vermeende basale twee miljoen jaar oude mensachtige uit het zuiden van China, die met de Floresmens in verband werd gebracht. Later onderzoek wees echter uit dat het vermoedelijk om een basale mensaap gaat.

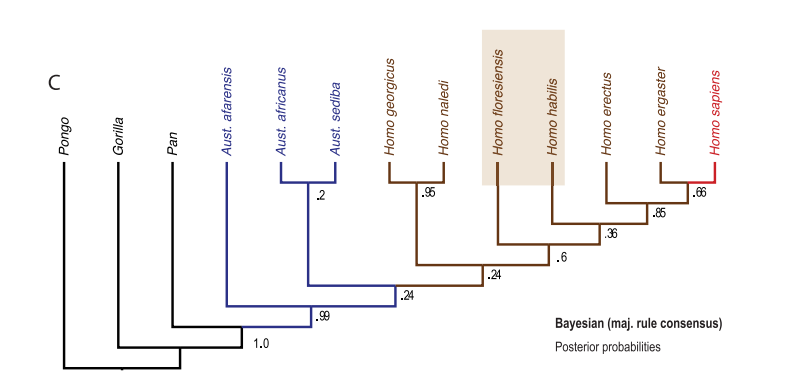
Argue vond H. floresiensis nog basaler dan Homo habilis

Een expansie van kleine mensachtigen is niet eenvoudig met het standaardmodel te verenigen. Als H. floresiensis een zustersoort is van Homo habilis of een nog oudere afsplitsing, moet die meer dan 1,75 miljoen jaar geleden hebben plaatsgevonden, de jongste zekere datering voor H. habilis-exemplaren. Homo georgicus was echter al 1,9 miljoen jaar geleden in Azië doorgedrongen. Een gelijktijdige uitbreiding van kleine mensachtigen zou vereisen dat die een andere niche innamen, wat weer lastig te verenigen is met de latere verdringing die verondersteld moet worden. Dit suggereert een expansie die ruim twee miljoen jaar geleden plaatsvond. De precieze verwantschappen van mensachtigen in deze vroege periode zijn zeer omstreden en worden nog slecht begrepen. Fossiele resten van een mogelijke kleine voorouder van Homo floresiensis zijn in ieder geval in Azië nooit aangetroffen. Tot in de jaren tachtig dachten sommige onderzoekers dat australopitheken in Azië geëvolueerd waren, als nakomelingen van Ramapithecus, maar dat bleek een verwant van de orang-oetan te zijn.

### De Floresmens: een mogelijk lid vanHomo sapiens?
Terwijl de Australische onderzoekers bleven werken binnen de hypothese dat Homo floresiensis een dwergvorm van H. erectus is, stelden Indonesische onderzoekers, vooral de emeritus hoogleraar paleoantropologie van de Universitas Gadjah Mada Teuku Jacob, dat de nieuwe vorm op zijn best een ondersoort is van de moderne mens: Homo sapiens floresiensis. Dit was in 2006 ook de positie van Garry Richards: het zou gaan om een lokale variant van Homo sapiens die door isolatie, inteelt en de geringe oppervlakte van het eiland een dwergvorm geworden was. In 2010 wees Timothy White op een mogelijk stichtereffect bij dit proces, dus een snelle evolutie doordat de individuele kenmerken van de toevallige kolonisatoren de overhand krijgen. Onderzoek van William Jungers toonde in 2016 aan dat dit dan het enige bekende geval was waarin dit een menselijke extreme dwergvorm opleverde, hoewel er toch vele eilanden gekoloniseerd zijn. Het aannemen van een late dwergvorming lost veel problemen op: de gedeelde kenmerken met de moderne mens, de anders zeer lange verborgen ontwikkelingslijnen, de vrij geringe ouderdom en het kunnen bereiken van het eiland door een technologisch onderontwikkelde soort. Volgens Jacob zijn de gevonden werktuigen van een modern type. Het zou kunnen dat die door anatomisch moderne mensen vervaardigd zijn. Er zijn echter nog geen resten van moderne mensen gevonden in de oudere lagen waar de overblijfselen van Homo floresiensis zijn aangetroffen. Jacobs hypothese wordt tegengesproken door vondsten van vergelijkbare typen werktuigen op Flores, die veel ouder zijn (850 000 jaar), uit een periode dat de moderne mens nog niet bestond. Jacob achtte het ook mogelijk dat het niet om een apart mensentype ging maar een toevallig door een ziekte afwijkend individu van Homo sapiens. Dat zou de aanleiding zijn voor veel wetenschappelijk onderzoek.

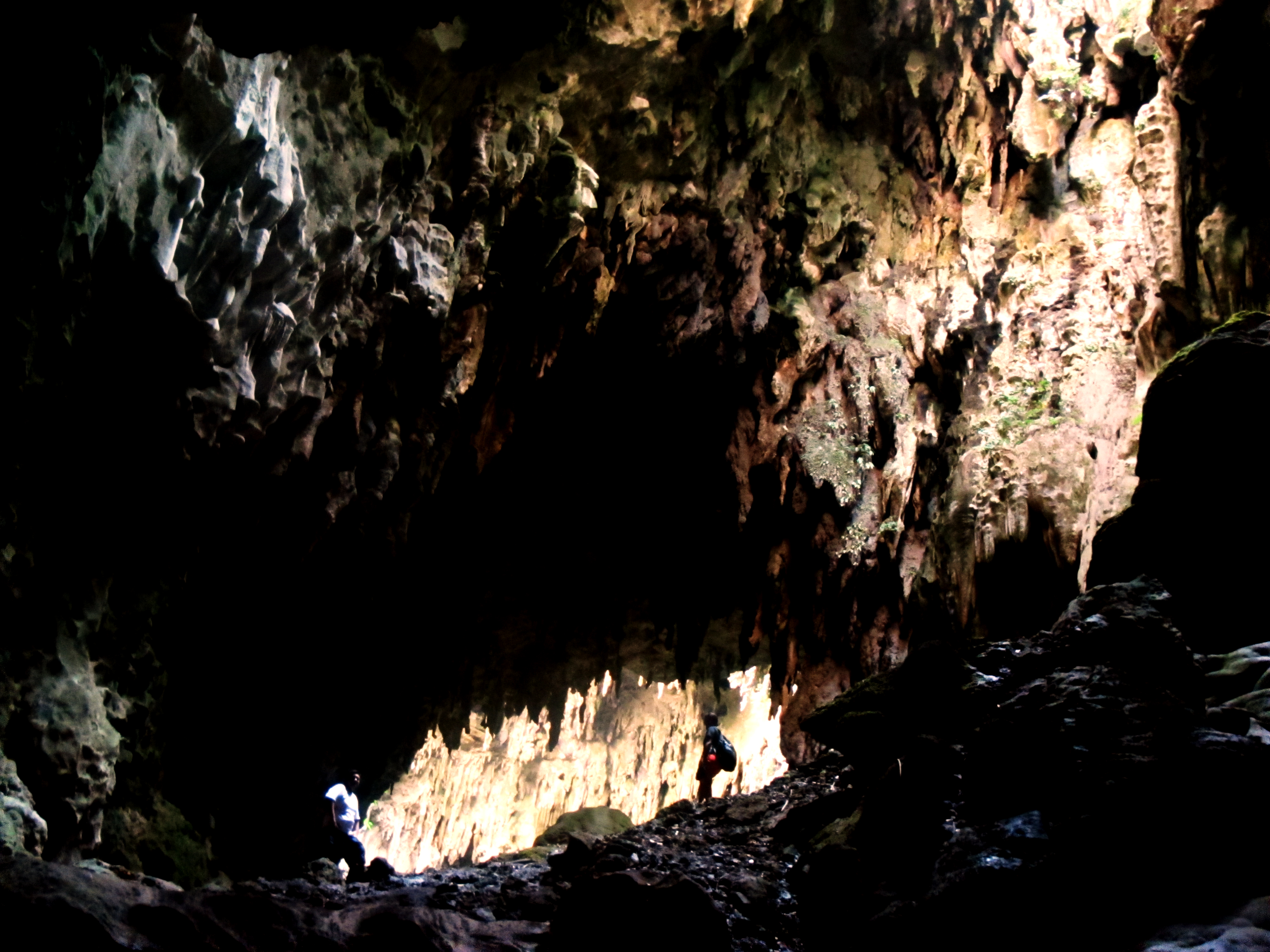
De Luzonmens is ook een mysterieuze dwergvorm uit een Aziatische grot

Het standaardmodel gaat uit van een verdringing van H. erectus door H. sapiens. Het is echter ook mogelijk dat het hele geslacht Homo altijd een enkele populatie gevormd heeft, een gedachte die in het midden van de twintigste eeuw de heersende leer was. In dat geval vormen de meestal onderscheiden soorten eigenlijk een chronospecies. Een moderne vorm van deze leer is het multiregionale model. Bij de Floresmens zou dit kunnen verklaren waarom die zo'n verwarrende mengeling van basale en afgeleide kenmerken toont. Hij kan de afstammeling zijn van zowel oude H. erectus- en jongere H. sapiens-populaties waarin ook nog wat genen van H. habilis geactiveerd werden, toen dat bij de dwergvorming functioneel bleek. De mogelijkheid van een dergelijke hybridisering wordt ondersteund door het bestaan van allerlei meer archaïsche varianten in Azië, zoals de Red Deer Cave-mensen en Homo luzonensis. In 2021 echter concludeerde een studie dat in ieder geval moderne populaties geen sporen tonen van een belangrijke vermenging met H. luzonensis of H. floresiensis. H. luzonensis, een tijdgenoot en dwergvorm, is ook als een aanwijzing gezien dat H. floresiensis direct van een australopithecussoort afstamde.

### Kladistiek
Om in de fylogenie een keuze te kunnen maken tussen zulke kwalitatieve overwegingen is een kwantitatieve methode ontwikkeld: de kladistiek. Daarin berekenen computers welke stamboom het kleinste aantal evolutionaire veranderingen vereist en dus de waarschijnlijkste is. In 2007 werd voor het eerst een dergelijke kladistische oplossing van het probleem van de Floresmens voorgestaan. In 2009 publiceerde Argue een analyse. Die leverde twee even waarschijnlijke stambomen op. In de eerste bevond H. floresiensis zich boven Homo rudolfensis en onder de tak, klade, bestaande uit meer afgeleide leden van Homo. In de tweede stond hij wat afgeleider, boven Homo habilis en onder de klade bestaande uit Homo georgicus en de late Homo. Dit bevestigde dus de tweede van haar eerder geopperde alternatieven.

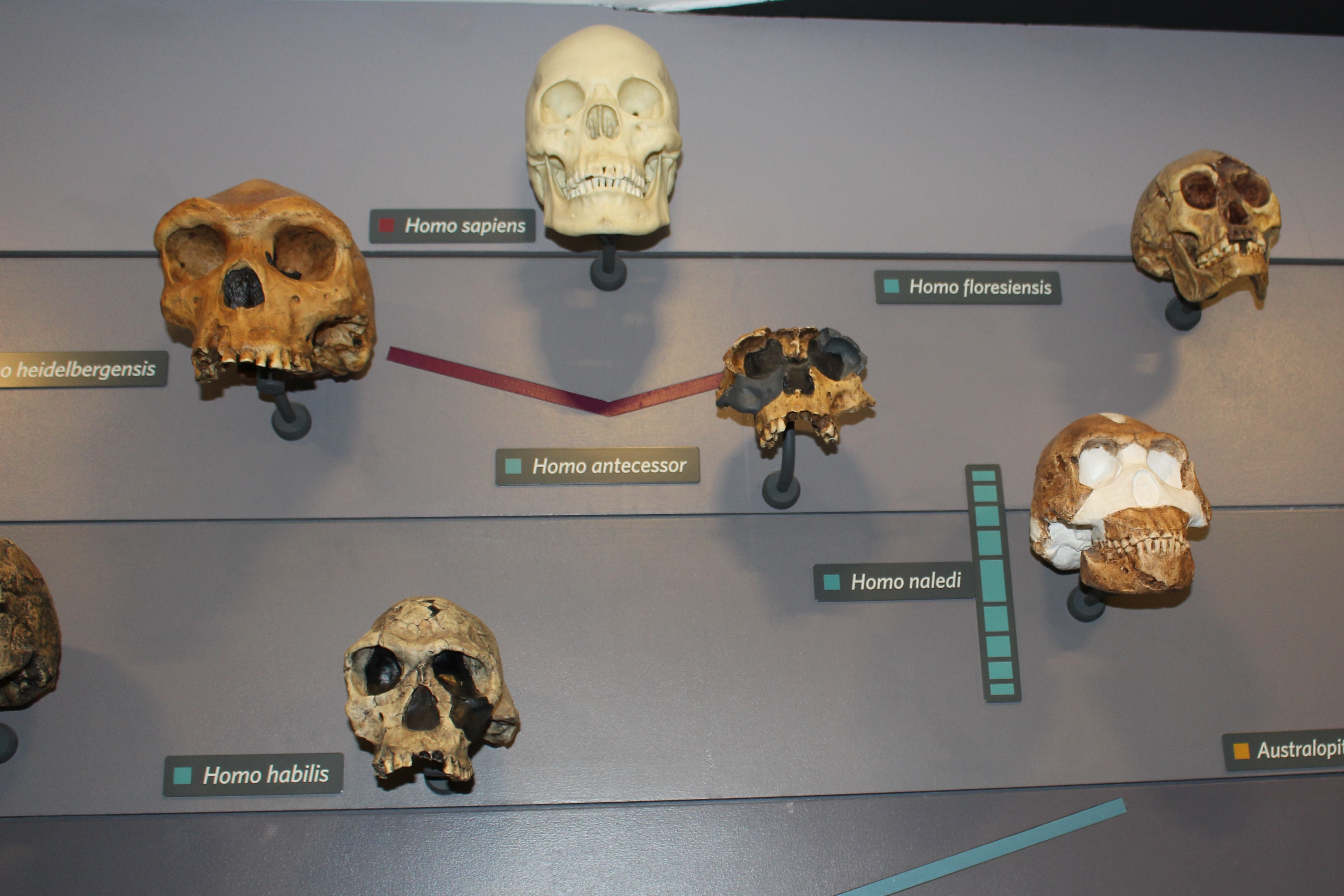
De fylogenie moet de verwantschappen van H. floresiensis vaststellen

In 2015 publiceerde Mana Dembo een analyse waarin Homo floresiensis boven H. habilis maar onder H. rudolfensis in de stamboom staat. In 2017 kwam Argue met een verbeterde analyse, waarin op 133 kenmerken vergeleken werd waaronder die van de postcrania, met als uitkomst dat H. floresiensis of de zustersoort is van H. habilis of onder H. habilis in de stamboom staat. In 2019 viel in een studie H. floresiensis onder Australopithecus sediba uit en zou dan in een proces van anagenese een directe nakomeling zijn van A. garhi:
|  | Homo georgicus |
|  |                |
|  | Homo erectus   |
|  |                |

|  | Homo sapiens          |
|  |                       |
|  | Homo neanderthalensis |
|  |                       |

|  | Homo georgicus |
|  |                |
|  | Homo erectus   |
|  |                |

|  | Homo sapiens          |
|  |                       |
|  | Homo neanderthalensis |
|  |                       |

|  | Homo georgicus |
|  |                |
|  | Homo erectus   |
|  |                |

|  | Homo sapiens          |
|  |                       |
|  | Homo neanderthalensis |
|  |                       |

|  | Homo georgicus |
|  |                |
|  | Homo erectus   |
|  |                |

|  | Homo sapiens          |
|  |                       |
|  | Homo neanderthalensis |
|  |                       |

|  | Homo georgicus |
|  |                |
|  | Homo erectus   |
|  |                |

|  | Homo sapiens          |
|  |                       |
|  | Homo neanderthalensis |
|  |                       |

|  | Homo georgicus |
|  |                |
|  | Homo erectus   |
|  |                |

|  | Homo sapiens          |
|  |                       |
|  | Homo neanderthalensis |
|  |                       |

|  | Homo georgicus |
|  |                |
|  | Homo erectus   |
|  |                |

|  | Homo sapiens          |
|  |                       |
|  | Homo neanderthalensis |
|  |                       |

|  | Homo georgicus |
|  |                |
|  | Homo erectus   |
|  |                |

|  | Homo sapiens          |
|  |                       |
|  | Homo neanderthalensis |
|  |                       |

|  | Homo georgicus |
|  |                |
|  | Homo erectus   |
|  |                |

|  | Homo sapiens          |
|  |                       |
|  | Homo neanderthalensis |
|  |                       |

|  | Homo georgicus |
|  |                |
|  | Homo erectus   |
|  |                |

|  | Homo sapiens          |
|  |                       |
|  | Homo neanderthalensis |
|  |                       |

|  | Homo georgicus |
|  |                |
|  | Homo erectus   |
|  |                |

|  | Homo sapiens          |
|  |                       |
|  | Homo neanderthalensis |
|  |                       |

|  | Homo georgicus |
|  |                |
|  | Homo erectus   |
|  |                |

|  | Homo sapiens          |
|  |                       |
|  | Homo neanderthalensis |
|  |                       |

|  | Homo georgicus |
|  |                |
|  | Homo erectus   |
|  |                |

|  | Homo sapiens          |
|  |                       |
|  | Homo neanderthalensis |
|  |                       |

|  | Homo georgicus |
|  |                |
|  | Homo erectus   |
|  |                |

|  | Homo sapiens          |
|  |                       |
|  | Homo neanderthalensis |
|  |                       |

|  | Homo georgicus |
|  |                |
|  | Homo erectus   |
|  |                |

|  | Homo sapiens          |
|  |                       |
|  | Homo neanderthalensis |
|  |                       |

|  | Homo georgicus |
|  |                |
|  | Homo erectus   |
|  |                |

|  | Homo sapiens          |
|  |                       |
|  | Homo neanderthalensis |
|  |                       |

|  | Homo georgicus |
|  |                |
|  | Homo erectus   |
|  |                |

|  | Homo sapiens          |
|  |                       |
|  | Homo neanderthalensis |
|  |                       |

|  | Homo georgicus |
|  |                |
|  | Homo erectus   |
|  |                |

|  | Homo sapiens          |
|  |                       |
|  | Homo neanderthalensis |
|  |                       |

|  | Homo georgicus |
|  |                |
|  | Homo erectus   |
|  |                |

|  | Homo sapiens          |
|  |                       |
|  | Homo neanderthalensis |
|  |                       |

|  | Homo georgicus |
|  |                |
|  | Homo erectus   |
|  |                |

|  | Homo sapiens          |
|  |                       |
|  | Homo neanderthalensis |
|  |                       |

|  | Homo georgicus |
|  |                |
|  | Homo erectus   |
|  |                |

|  | Homo sapiens          |
|  |                       |
|  | Homo neanderthalensis |
|  |                       |

|  | Homo georgicus |
|  |                |
|  | Homo erectus   |
|  |                |

|  | Homo sapiens          |
|  |                       |
|  | Homo neanderthalensis |
|  |                       |

|  | Homo georgicus |
|  |                |
|  | Homo erectus   |
|  |                |

|  | Homo sapiens          |
|  |                       |
|  | Homo neanderthalensis |
|  |                       |

|  | Homo georgicus |
|  |                |
|  | Homo erectus   |
|  |                |

|  | Homo sapiens          |
|  |                       |
|  | Homo neanderthalensis |
|  |                       |

|  | Homo georgicus |
|  |                |
|  | Homo erectus   |
|  |                |

|  | Homo sapiens          |
|  |                       |
|  | Homo neanderthalensis |
|  |                       |

|  | Homo georgicus |
|  |                |
|  | Homo erectus   |
|  |                |

|  | Homo sapiens          |
|  |                       |
|  | Homo neanderthalensis |
|  |                       |

|  | Homo georgicus |
|  |                |
|  | Homo erectus   |
|  |                |

|  | Homo sapiens          |
|  |                       |
|  | Homo neanderthalensis |
|  |                       |

|  | Homo georgicus |
|  |                |
|  | Homo erectus   |
|  |                |

|  | Homo sapiens          |
|  |                       |
|  | Homo neanderthalensis |
|  |                       |

|  | Homo georgicus |
|  |                |
|  | Homo erectus   |
|  |                |

|  | Homo sapiens          |
|  |                       |
|  | Homo neanderthalensis |
|  |                       |

|  | Homo georgicus |
|  |                |
|  | Homo erectus   |
|  |                |

|  | Homo sapiens          |
|  |                       |
|  | Homo neanderthalensis |
|  |                       |

|  | Homo georgicus |
|  |                |
|  | Homo erectus   |
|  |                |

|  | Homo sapiens          |
|  |                       |
|  | Homo neanderthalensis |
|  |                       |

|  | Homo georgicus |
|  |                |
|  | Homo erectus   |
|  |                |

|  | Homo sapiens          |
|  |                       |
|  | Homo neanderthalensis |
|  |                       |

|  | Homo georgicus |
|  |                |
|  | Homo erectus   |
|  |                |

|  | Homo sapiens          |
|  |                       |
|  | Homo neanderthalensis |
|  |                       |

|  | Homo georgicus |
|  |                |
|  | Homo erectus   |
|  |                |

|  | Homo sapiens          |
|  |                       |
|  | Homo neanderthalensis |
|  |                       |

|  | Homo georgicus |
|  |                |
|  | Homo erectus   |
|  |                |

|  | Homo sapiens          |
|  |                       |
|  | Homo neanderthalensis |
|  |                       |

|  | Homo georgicus |
|  |                |
|  | Homo erectus   |
|  |                |

|  | Homo sapiens          |
|  |                       |
|  | Homo neanderthalensis |
|  |                       |

|  | Homo georgicus |
|  |                |
|  | Homo erectus   |
|  |                |

|  | Homo sapiens          |
|  |                       |
|  | Homo neanderthalensis |
|  |                       |

|  | Homo georgicus |
|  |                |
|  | Homo erectus   |
|  |                |

|  | Homo sapiens          |
|  |                       |
|  | Homo neanderthalensis |
|  |                       |

|  | Homo georgicus |
|  |                |
|  | Homo erectus   |
|  |                |

|  | Homo sapiens          |
|  |                       |
|  | Homo neanderthalensis |
|  |                       |

|  | Homo georgicus |
|  |                |
|  | Homo erectus   |
|  |                |

|  | Homo sapiens          |
|  |                       |
|  | Homo neanderthalensis |
|  |                       |

|  | Homo georgicus |
|  |                |
|  | Homo erectus   |
|  |                |

|  | Homo sapiens          |
|  |                       |
|  | Homo neanderthalensis |
|  |                       |

|  | Homo georgicus |
|  |                |
|  | Homo erectus   |
|  |                |

|  | Homo sapiens          |
|  |                       |
|  | Homo neanderthalensis |
|  |                       |

|  | Homo georgicus |
|  |                |
|  | Homo erectus   |
|  |                |

|  | Homo sapiens          |
|  |                       |
|  | Homo neanderthalensis |
|  |                       |

|  | Homo georgicus |
|  |                |
|  | Homo erectus   |
|  |                |

|  | Homo sapiens          |
|  |                       |
|  | Homo neanderthalensis |
|  |                       |

|  | Homo georgicus |
|  |                |
|  | Homo erectus   |
|  |                |

|  | Homo sapiens          |
|  |                       |
|  | Homo neanderthalensis |
|  |                       |

|  | Homo georgicus |
|  |                |
|  | Homo erectus   |
|  |                |

|  | Homo sapiens          |
|  |                       |
|  | Homo neanderthalensis |
|  |                       |

|  | Homo georgicus |
|  |                |
|  | Homo erectus   |
|  |                |

|  | Homo sapiens          |
|  |                       |
|  | Homo neanderthalensis |
|  |                       |

|  | Homo georgicus |
|  |                |
|  | Homo erectus   |
|  |                |

|  | Homo sapiens          |
|  |                       |
|  | Homo neanderthalensis |
|  |                       |

|  | Homo georgicus |
|  |                |
|  | Homo erectus   |
|  |                |

|  | Homo sapiens          |
|  |                       |
|  | Homo neanderthalensis |
|  |                       |

|  | Homo georgicus |
|  |                |
|  | Homo erectus   |
|  |                |

|  | Homo sapiens          |
|  |                       |
|  | Homo neanderthalensis |
|  |                       |

|  | Homo georgicus |
|  |                |
|  | Homo erectus   |
|  |                |

|  | Homo sapiens          |
|  |                       |
|  | Homo neanderthalensis |
|  |                       |

|  | Homo georgicus |
|  |                |
|  | Homo erectus   |
|  |                |

|  | Homo sapiens          |
|  |                       |
|  | Homo neanderthalensis |
|  |                       |

|  | Homo georgicus |
|  |                |
|  | Homo erectus   |
|  |                |

|  | Homo sapiens          |
|  |                       |
|  | Homo neanderthalensis |
|  |                       |

|  | Homo georgicus |
|  |                |
|  | Homo erectus   |
|  |                |

|  | Homo sapiens          |
|  |                       |
|  | Homo neanderthalensis |
|  |                       |

|  | Homo georgicus |
|  |                |
|  | Homo erectus   |
|  |                |

|  | Homo sapiens          |
|  |                       |
|  | Homo neanderthalensis |
|  |                       |

|  | Homo georgicus |
|  |                |
|  | Homo erectus   |
|  |                |

|  | Homo sapiens          |
|  |                       |
|  | Homo neanderthalensis |
|  |                       |

|  | Homo georgicus |
|  |                |
|  | Homo erectus   |
|  |                |

|  | Homo sapiens          |
|  |                       |
|  | Homo neanderthalensis |
|  |                       |

|  | Homo georgicus |
|  |                |
|  | Homo erectus   |
|  |                |

|  | Homo sapiens          |
|  |                       |
|  | Homo neanderthalensis |
|  |                       |

|  | Homo georgicus |
|  |                |
|  | Homo erectus   |
|  |                |

|  | Homo sapiens          |
|  |                       |
|  | Homo neanderthalensis |
|  |                       |

|  | Homo georgicus |
|  |                |
|  | Homo erectus   |
|  |                |

|  | Homo sapiens          |
|  |                       |
|  | Homo neanderthalensis |
|  |                       |

|  | Homo georgicus |
|  |                |
|  | Homo erectus   |
|  |                |

|  | Homo sapiens          |
|  |                       |
|  | Homo neanderthalensis |
|  |                       |

|  | Homo georgicus |
|  |                |
|  | Homo erectus   |
|  |                |

|  | Homo sapiens          |
|  |                       |
|  | Homo neanderthalensis |
|  |                       |

|  | Homo georgicus |
|  |                |
|  | Homo erectus   |
|  |                |

|  | Homo sapiens          |
|  |                       |
|  | Homo neanderthalensis |
|  |                       |

|  | Homo georgicus |
|  |                |
|  | Homo erectus   |
|  |                |

|  | Homo sapiens          |
|  |                       |
|  | Homo neanderthalensis |
|  |                       |

|  | Homo georgicus |
|  |                |
|  | Homo erectus   |
|  |                |

|  | Homo sapiens          |
|  |                       |
|  | Homo neanderthalensis |
|  |                       |

|  | Homo georgicus |
|  |                |
|  | Homo erectus   |
|  |                |

|  | Homo sapiens          |
|  |                       |
|  | Homo neanderthalensis |
|  |                       |

|  | Homo georgicus |
|  |                |
|  | Homo erectus   |
|  |                |

|  | Homo sapiens          |
|  |                       |
|  | Homo neanderthalensis |
|  |                       |

|  | Homo georgicus |
|  |                |
|  | Homo erectus   |
|  |                |

|  | Homo sapiens          |
|  |                       |
|  | Homo neanderthalensis |
|  |                       |

|  | Homo georgicus |
|  |                |
|  | Homo erectus   |
|  |                |

|  | Homo sapiens          |
|  |                       |
|  | Homo neanderthalensis |
|  |                       |

|  | Homo georgicus |
|  |                |
|  | Homo erectus   |
|  |                |

|  | Homo sapiens          |
|  |                       |
|  | Homo neanderthalensis |
|  |                       |

|  | Homo georgicus |
|  |                |
|  | Homo erectus   |
|  |                |

|  | Homo sapiens          |
|  |                       |
|  | Homo neanderthalensis |
|  |                       |

|  | Homo georgicus |
|  |                |
|  | Homo erectus   |
|  |                |

|  | Homo sapiens          |
|  |                       |
|  | Homo neanderthalensis |
|  |                       |

|  | Homo georgicus |
|  |                |
|  | Homo erectus   |
|  |                |

|  | Homo sapiens          |
|  |                       |
|  | Homo neanderthalensis |
|  |                       |

|  | Homo georgicus |
|  |                |
|  | Homo erectus   |
|  |                |

|  | Homo sapiens          |
|  |                       |
|  | Homo neanderthalensis |
|  |                       |

|  | Homo georgicus |
|  |                |
|  | Homo erectus   |
|  |                |

|  | Homo sapiens          |
|  |                       |
|  | Homo neanderthalensis |
|  |                       |

|  | Homo georgicus |
|  |                |
|  | Homo erectus   |
|  |                |

|  | Homo sapiens          |
|  |                       |
|  | Homo neanderthalensis |
|  |                       |

|  | Homo georgicus |
|  |                |
|  | Homo erectus   |
|  |                |

|  | Homo sapiens          |
|  |                       |
|  | Homo neanderthalensis |
|  |                       |

|  | Homo georgicus |
|  |                |
|  | Homo erectus   |
|  |                |

|  | Homo sapiens          |
|  |                       |
|  | Homo neanderthalensis |
|  |                       |

|  | Homo georgicus |
|  |                |
|  | Homo erectus   |
|  |                |

|  | Homo sapiens          |
|  |                       |
|  | Homo neanderthalensis |
|  |                       |

|  | Homo georgicus |
|  |                |
|  | Homo erectus   |
|  |                |

|  | Homo sapiens          |
|  |                       |
|  | Homo neanderthalensis |
|  |                       |

|  | Homo georgicus |
|  |                |
|  | Homo erectus   |
|  |                |

|  | Homo sapiens          |
|  |                       |
|  | Homo neanderthalensis |
|  |                       |

|  | Homo georgicus |
|  |                |
|  | Homo erectus   |
|  |                |

|  | Homo sapiens          |
|  |                       |
|  | Homo neanderthalensis |
|  |                       |

|  | Homo georgicus |
|  |                |
|  | Homo erectus   |
|  |                |

|  | Homo sapiens          |
|  |                       |
|  | Homo neanderthalensis |
|  |                       |

|  | Homo georgicus |
|  |                |
|  | Homo erectus   |
|  |                |

|  | Homo sapiens          |
|  |                       |
|  | Homo neanderthalensis |
|  |                       |

|  | Homo georgicus |
|  |                |
|  | Homo erectus   |
|  |                |

|  | Homo sapiens          |
|  |                       |
|  | Homo neanderthalensis |
|  |                       |

|  | Homo georgicus |
|  |                |
|  | Homo erectus   |
|  |                |

|  | Homo sapiens          |
|  |                       |
|  | Homo neanderthalensis |
|  |                       |

|  | Homo georgicus |
|  |                |
|  | Homo erectus   |
|  |                |

|  | Homo sapiens          |
|  |                       |
|  | Homo neanderthalensis |
|  |                       |

|  | Homo georgicus |
|  |                |
|  | Homo erectus   |
|  |                |

|  | Homo sapiens          |
|  |                       |
|  | Homo neanderthalensis |
|  |                       |

|  | Homo georgicus |
|  |                |
|  | Homo erectus   |
|  |                |

|  | Homo sapiens          |
|  |                       |
|  | Homo neanderthalensis |
|  |                       |

|  | Homo georgicus |
|  |                |
|  | Homo erectus   |
|  |                |

|  | Homo sapiens          |
|  |                       |
|  | Homo neanderthalensis |
|  |                       |

|  | Homo georgicus |
|  |                |
|  | Homo erectus   |
|  |                |

|  | Homo sapiens          |
|  |                       |
|  | Homo neanderthalensis |
|  |                       |

|  | Homo georgicus |
|  |                |
|  | Homo erectus   |
|  |                |

|  | Homo sapiens          |
|  |                       |
|  | Homo neanderthalensis |
|  |                       |

|  | Homo georgicus |
|  |                |
|  | Homo erectus   |
|  |                |

|  | Homo sapiens          |
|  |                       |
|  | Homo neanderthalensis |
|  |                       |

|  | Homo georgicus |
|  |                |
|  | Homo erectus   |
|  |                |

|  | Homo sapiens          |
|  |                       |
|  | Homo neanderthalensis |
|  |                       |

|  | Homo georgicus |
|  |                |
|  | Homo erectus   |
|  |                |

|  | Homo sapiens          |
|  |                       |
|  | Homo neanderthalensis |
|  |                       |

|  | Homo georgicus |
|  |                |
|  | Homo erectus   |
|  |                |

|  | Homo sapiens          |
|  |                       |
|  | Homo neanderthalensis |
|  |                       |

|  | Homo georgicus |
|  |                |
|  | Homo erectus   |
|  |                |

|  | Homo sapiens          |
|  |                       |
|  | Homo neanderthalensis |
|  |                       |

|  | Homo georgicus |
|  |                |
|  | Homo erectus   |
|  |                |

|  | Homo sapiens          |
|  |                       |
|  | Homo neanderthalensis |
|  |                       |

|  | Homo georgicus |
|  |                |
|  | Homo erectus   |
|  |                |

|  | Homo sapiens          |
|  |                       |
|  | Homo neanderthalensis |
|  |                       |

|  | Homo georgicus |
|  |                |
|  | Homo erectus   |
|  |                |

|  | Homo sapiens          |
|  |                       |
|  | Homo neanderthalensis |
|  |                       |

|  | Homo georgicus |
|  |                |
|  | Homo erectus   |
|  |                |

|  | Homo sapiens          |
|  |                       |
|  | Homo neanderthalensis |
|  |                       |

|  | Homo georgicus |
|  |                |
|  | Homo erectus   |
|  |                |

|  | Homo sapiens          |
|  |                       |
|  | Homo neanderthalensis |
|  |                       |

|  | Homo georgicus |
|  |                |
|  | Homo erectus   |
|  |                |

|  | Homo sapiens          |
|  |                       |
|  | Homo neanderthalensis |
|  |                       |

|  | Homo georgicus |
|  |                |
|  | Homo erectus   |
|  |                |

|  | Homo sapiens          |
|  |                       |
|  | Homo neanderthalensis |
|  |                       |

|  | Homo georgicus |
|  |                |
|  | Homo erectus   |
|  |                |

|  | Homo sapiens          |
|  |                       |
|  | Homo neanderthalensis |
|  |                       |

|  | Homo georgicus |
|  |                |
|  | Homo erectus   |
|  |                |

|  | Homo sapiens          |
|  |                       |
|  | Homo neanderthalensis |
|  |                       |

|  | Homo georgicus |
|  |                |
|  | Homo erectus   |
|  |                |

|  | Homo sapiens          |
|  |                       |
|  | Homo neanderthalensis |
|  |                       |

|  | Homo georgicus |
|  |                |
|  | Homo erectus   |
|  |                |

|  | Homo sapiens          |
|  |                       |
|  | Homo neanderthalensis |
|  |                       |

|  | Homo georgicus |
|  |                |
|  | Homo erectus   |
|  |                |

|  | Homo sapiens          |
|  |                       |
|  | Homo neanderthalensis |
|  |                       |

|  | Homo georgicus |
|  |                |
|  | Homo erectus   |
|  |                |

|  | Homo sapiens          |
|  |                       |
|  | Homo neanderthalensis |
|  |                       |

|  | Homo georgicus |
|  |                |
|  | Homo erectus   |
|  |                |

|  | Homo sapiens          |
|  |                       |
|  | Homo neanderthalensis |
|  |                       |

|  | Homo georgicus |
|  |                |
|  | Homo erectus   |
|  |                |

|  | Homo sapiens          |
|  |                       |
|  | Homo neanderthalensis |
|  |                       |

|  | Homo georgicus |
|  |                |
|  | Homo erectus   |
|  |                |

|  | Homo sapiens          |
|  |                       |
|  | Homo neanderthalensis |
|  |                       |

|  | Homo georgicus |
|  |                |
|  | Homo erectus   |
|  |                |

|  | Homo sapiens          |
|  |                       |
|  | Homo neanderthalensis |
|  |                       |

|  | Homo georgicus |
|  |                |
|  | Homo erectus   |
|  |                |

|  | Homo sapiens          |
|  |                       |
|  | Homo neanderthalensis |
|  |                       |

|  | Homo georgicus |
|  |                |
|  | Homo erectus   |
|  |                |

|  | Homo sapiens          |
|  |                       |
|  | Homo neanderthalensis |
|  |                       |

|  | Homo georgicus |
|  |                |
|  | Homo erectus   |
|  |                |

|  | Homo sapiens          |
|  |                       |
|  | Homo neanderthalensis |
|  |                       |

|  | Homo georgicus |
|  |                |
|  | Homo erectus   |
|  |                |

|  | Homo sapiens          |
|  |                       |
|  | Homo neanderthalensis |
|  |                       |

|  | Homo georgicus |
|  |                |
|  | Homo erectus   |
|  |                |

|  | Homo sapiens          |
|  |                       |
|  | Homo neanderthalensis |
|  |                       |

|  | Homo georgicus |
|  |                |
|  | Homo erectus   |
|  |                |

|  | Homo sapiens          |
|  |                       |
|  | Homo neanderthalensis |
|  |                       |

|  | Homo georgicus |
|  |                |
|  | Homo erectus   |
|  |                |

|  | Homo sapiens          |
|  |                       |
|  | Homo neanderthalensis |
|  |                       |

|  | Homo georgicus |
|  |                |
|  | Homo erectus   |
|  |                |

|  | Homo sapiens          |
|  |                       |
|  | Homo neanderthalensis |
|  |                       |

|  | Homo georgicus |
|  |                |
|  | Homo erectus   |
|  |                |

|  | Homo sapiens          |
|  |                       |
|  | Homo neanderthalensis |
|  |                       |

|  | Homo georgicus |
|  |                |
|  | Homo erectus   |
|  |                |

|  | Homo sapiens          |
|  |                       |
|  | Homo neanderthalensis |
|  |                       |

|  | Homo georgicus |
|  |                |
|  | Homo erectus   |
|  |                |

|  | Homo sapiens          |
|  |                       |
|  | Homo neanderthalensis |
|  |                       |

|  | Homo georgicus |
|  |                |
|  | Homo erectus   |
|  |                |

|  | Homo sapiens          |
|  |                       |
|  | Homo neanderthalensis |
|  |                       |

|  | Homo georgicus |
|  |                |
|  | Homo erectus   |
|  |                |

|  | Homo sapiens          |
|  |                       |
|  | Homo neanderthalensis |
|  |                       |

|  | Homo georgicus |
|  |                |
|  | Homo erectus   |
|  |                |

|  | Homo sapiens          |
|  |                       |
|  | Homo neanderthalensis |
|  |                       |

|  | Homo georgicus |
|  |                |
|  | Homo erectus   |
|  |                |

|  | Homo sapiens          |
|  |                       |
|  | Homo neanderthalensis |
|  |                       |

|  | Homo georgicus |
|  |                |
|  | Homo erectus   |
|  |                |

|  | Homo sapiens          |
|  |                       |
|  | Homo neanderthalensis |
|  |                       |

|  | Homo georgicus |
|  |                |
|  | Homo erectus   |
|  |                |

|  | Homo sapiens          |
|  |                       |
|  | Homo neanderthalensis |
|  |                       |

|  | Homo georgicus |
|  |                |
|  | Homo erectus   |
|  |                |

|  | Homo sapiens          |
|  |                       |
|  | Homo neanderthalensis |
|  |                       |

|  | Homo georgicus |
|  |                |
|  | Homo erectus   |
|  |                |

|  | Homo sapiens          |
|  |                       |
|  | Homo neanderthalensis |
|  |                       |

|  | Homo georgicus |
|  |                |
|  | Homo erectus   |
|  |                |

|  | Homo sapiens          |
|  |                       |
|  | Homo neanderthalensis |
|  |                       |

|  | Homo georgicus |
|  |                |
|  | Homo erectus   |
|  |                |

|  | Homo sapiens          |
|  |                       |
|  | Homo neanderthalensis |
|  |                       |

|  | Homo georgicus |
|  |                |
|  | Homo erectus   |
|  |                |

|  | Homo sapiens          |
|  |                       |
|  | Homo neanderthalensis |
|  |                       |

|  | Homo georgicus |
|  |                |
|  | Homo erectus   |
|  |                |

|  | Homo sapiens          |
|  |                       |
|  | Homo neanderthalensis |
|  |                       |

|  | Homo georgicus |
|  |                |
|  | Homo erectus   |
|  |                |

|  | Homo sapiens          |
|  |                       |
|  | Homo neanderthalensis |
|  |                       |

|  | Homo georgicus |
|  |                |
|  | Homo erectus   |
|  |                |

|  | Homo sapiens          |
|  |                       |
|  | Homo neanderthalensis |
|  |                       |

|  | Homo georgicus |
|  |                |
|  | Homo erectus   |
|  |                |

|  | Homo sapiens          |
|  |                       |
|  | Homo neanderthalensis |
|  |                       |

|  | Homo georgicus |
|  |                |
|  | Homo erectus   |
|  |                |

|  | Homo sapiens          |
|  |                       |
|  | Homo neanderthalensis |
|  |                       |

|  | Homo georgicus |
|  |                |
|  | Homo erectus   |
|  |                |

|  | Homo sapiens          |
|  |                       |
|  | Homo neanderthalensis |
|  |                       |

|  | Homo georgicus |
|  |                |
|  | Homo erectus   |
|  |                |

|  | Homo sapiens          |
|  |                       |
|  | Homo neanderthalensis |
|  |                       |

|  | Homo georgicus |
|  |                |
|  | Homo erectus   |
|  |                |

|  | Homo sapiens          |
|  |                       |
|  | Homo neanderthalensis |
|  |                       |

|  | Homo georgicus |
|  |                |
|  | Homo erectus   |
|  |                |

|  | Homo sapiens          |
|  |                       |
|  | Homo neanderthalensis |
|  |                       |

|  | Homo georgicus |
|  |                |
|  | Homo erectus   |
|  |                |

|  | Homo sapiens          |
|  |                       |
|  | Homo neanderthalensis |
|  |                       |

|  | Homo georgicus |
|  |                |
|  | Homo erectus   |
|  |                |

|  | Homo sapiens          |
|  |                       |
|  | Homo neanderthalensis |
|  |                       |

|  | Homo georgicus |
|  |                |
|  | Homo erectus   |
|  |                |

|  | Homo sapiens          |
|  |                       |
|  | Homo neanderthalensis |
|  |                       |

|  | Homo georgicus |
|  |                |
|  | Homo erectus   |
|  |                |

|  | Homo sapiens          |
|  |                       |
|  | Homo neanderthalensis |
|  |                       |

|  | Homo georgicus |
|  |                |
|  | Homo erectus   |
|  |                |

|  | Homo sapiens          |
|  |                       |
|  | Homo neanderthalensis |
|  |                       |

|  | Homo georgicus |
|  |                |
|  | Homo erectus   |
|  |                |

|  | Homo sapiens          |
|  |                       |
|  | Homo neanderthalensis |
|  |                       |

|  | Homo georgicus |
|  |                |
|  | Homo erectus   |
|  |                |

|  | Homo sapiens          |
|  |                       |
|  | Homo neanderthalensis |
|  |                       |

|  | Homo georgicus |
|  |                |
|  | Homo erectus   |
|  |                |

|  | Homo sapiens          |
|  |                       |
|  | Homo neanderthalensis |
|  |                       |

|  | Homo georgicus |
|  |                |
|  | Homo erectus   |
|  |                |

|  | Homo sapiens          |
|  |                       |
|  | Homo neanderthalensis |
|  |                       |

|  | Homo georgicus |
|  |                |
|  | Homo erectus   |
|  |                |

|  | Homo sapiens          |
|  |                       |
|  | Homo neanderthalensis |
|  |                       |

|  | Homo georgicus |
|  |                |
|  | Homo erectus   |
|  |                |

|  | Homo sapiens          |
|  |                       |
|  | Homo neanderthalensis |
|  |                       |

|  | Homo georgicus |
|  |                |
|  | Homo erectus   |
|  |                |

|  | Homo sapiens          |
|  |                       |
|  | Homo neanderthalensis |
|  |                       |

|  | Homo georgicus |
|  |                |
|  | Homo erectus   |
|  |                |

|  | Homo sapiens          |
|  |                       |
|  | Homo neanderthalensis |
|  |                       |

|  | Homo georgicus |
|  |                |
|  | Homo erectus   |
|  |                |

|  | Homo sapiens          |
|  |                       |
|  | Homo neanderthalensis |
|  |                       |

|  | Homo georgicus |
|  |                |
|  | Homo erectus   |
|  |                |

|  | Homo sapiens          |
|  |                       |
|  | Homo neanderthalensis |
|  |                       |

|  | Homo georgicus |
|  |                |
|  | Homo erectus   |
|  |                |

|  | Homo sapiens          |
|  |                       |
|  | Homo neanderthalensis |
|  |                       |

|  | Homo georgicus |
|  |                |
|  | Homo erectus   |
|  |                |

|  | Homo sapiens          |
|  |                       |
|  | Homo neanderthalensis |
|  |                       |

|  | Homo georgicus |
|  |                |
|  | Homo erectus   |
|  |                |

|  | Homo sapiens          |
|  |                       |
|  | Homo neanderthalensis |
|  |                       |

|  | Homo georgicus |
|  |                |
|  | Homo erectus   |
|  |                |

|  | Homo sapiens          |
|  |                       |
|  | Homo neanderthalensis |
|  |                       |

|  | Homo georgicus |
|  |                |
|  | Homo erectus   |
|  |                |

|  | Homo sapiens          |
|  |                       |
|  | Homo neanderthalensis |
|  |                       |

|  | Homo georgicus |
|  |                |
|  | Homo erectus   |
|  |                |

|  | Homo sapiens          |
|  |                       |
|  | Homo neanderthalensis |
|  |                       |

|  | Homo georgicus |
|  |                |
|  | Homo erectus   |
|  |                |

|  | Homo sapiens          |
|  |                       |
|  | Homo neanderthalensis |
|  |                       |

|  | Homo georgicus |
|  |                |
|  | Homo erectus   |
|  |                |

|  | Homo sapiens          |
|  |                       |
|  | Homo neanderthalensis |
|  |                       |

|  | Homo georgicus |
|  |                |
|  | Homo erectus   |
|  |                |

|  | Homo sapiens          |
|  |                       |
|  | Homo neanderthalensis |
|  |                       |

|  | Homo georgicus |
|  |                |
|  | Homo erectus   |
|  |                |

|  | Homo sapiens          |
|  |                       |
|  | Homo neanderthalensis |
|  |                       |

|  | Homo georgicus |
|  |                |
|  | Homo erectus   |
|  |                |

|  | Homo sapiens          |
|  |                       |
|  | Homo neanderthalensis |
|  |                       |

|  | Homo georgicus |
|  |                |
|  | Homo erectus   |
|  |                |

|  | Homo sapiens          |
|  |                       |
|  | Homo neanderthalensis |
|  |                       |

|  | Homo georgicus |
|  |                |
|  | Homo erectus   |
|  |                |

|  | Homo sapiens          |
|  |                       |
|  | Homo neanderthalensis |
|  |                       |

|  | Homo georgicus |
|  |                |
|  | Homo erectus   |
|  |                |

|  | Homo sapiens          |
|  |                       |
|  | Homo neanderthalensis |
|  |                       |

|  | Homo georgicus |
|  |                |
|  | Homo erectus   |
|  |                |

|  | Homo sapiens          |
|  |                       |
|  | Homo neanderthalensis |
|  |                       |

|  | Homo georgicus |
|  |                |
|  | Homo erectus   |
|  |                |

|  | Homo sapiens          |
|  |                       |
|  | Homo neanderthalensis |
|  |                       |

|  | Homo georgicus |
|  |                |
|  | Homo erectus   |
|  |                |

|  | Homo sapiens          |
|  |                       |
|  | Homo neanderthalensis |
|  |                       |

|  | Homo georgicus |
|  |                |
|  | Homo erectus   |
|  |                |

|  | Homo sapiens          |
|  |                       |
|  | Homo neanderthalensis |
|  |                       |

|  | Homo georgicus |
|  |                |
|  | Homo erectus   |
|  |                |

|  | Homo sapiens          |
|  |                       |
|  | Homo neanderthalensis |
|  |                       |

|  | Homo georgicus |
|  |                |
|  | Homo erectus   |
|  |                |

|  | Homo sapiens          |
|  |                       |
|  | Homo neanderthalensis |
|  |                       |

|  | Homo georgicus |
|  |                |
|  | Homo erectus   |
|  |                |

|  | Homo sapiens          |
|  |                       |
|  | Homo neanderthalensis |
|  |                       |

|  | Homo georgicus |
|  |                |
|  | Homo erectus   |
|  |                |

|  | Homo sapiens          |
|  |                       |
|  | Homo neanderthalensis |
|  |                       |

|  | Homo georgicus |
|  |                |
|  | Homo erectus   |
|  |                |

|  | Homo sapiens          |
|  |                       |
|  | Homo neanderthalensis |
|  |                       |

|  | Homo georgicus |
|  |                |
|  | Homo erectus   |
|  |                |

|  | Homo sapiens          |
|  |                       |
|  | Homo neanderthalensis |
|  |                       |

|  | Homo georgicus |
|  |                |
|  | Homo erectus   |
|  |                |

|  | Homo sapiens          |
|  |                       |
|  | Homo neanderthalensis |
|  |                       |

|  | Homo georgicus |
|  |                |
|  | Homo erectus   |
|  |                |

|  | Homo sapiens          |
|  |                       |
|  | Homo neanderthalensis |
|  |                       |

|  | Homo georgicus |
|  |                |
|  | Homo erectus   |
|  |                |

|  | Homo sapiens          |
|  |                       |
|  | Homo neanderthalensis |
|  |                       |

|  | Homo georgicus |
|  |                |
|  | Homo erectus   |
|  |                |

|  | Homo sapiens          |
|  |                       |
|  | Homo neanderthalensis |
|  |                       |

|  | Homo georgicus |
|  |                |
|  | Homo erectus   |
|  |                |

|  | Homo sapiens          |
|  |                       |
|  | Homo neanderthalensis |
|  |                       |

|  | Homo georgicus |
|  |                |
|  | Homo erectus   |
|  |                |

|  | Homo sapiens          |
|  |                       |
|  | Homo neanderthalensis |
|  |                       |

|  | Homo georgicus |
|  |                |
|  | Homo erectus   |
|  |                |

|  | Homo sapiens          |
|  |                       |
|  | Homo neanderthalensis |
|  |                       |

|  | Homo georgicus |
|  |                |
|  | Homo erectus   |
|  |                |

|  | Homo sapiens          |
|  |                       |
|  | Homo neanderthalensis |
|  |                       |

|  | Homo georgicus |
|  |                |
|  | Homo erectus   |
|  |                |

|  | Homo sapiens          |
|  |                       |
|  | Homo neanderthalensis |
|  |                       |

|  | Homo georgicus |
|  |                |
|  | Homo erectus   |
|  |                |

|  | Homo sapiens          |
|  |                       |
|  | Homo neanderthalensis |
|  |                       |

|  | Homo georgicus |
|  |                |
|  | Homo erectus   |
|  |                |

|  | Homo sapiens          |
|  |                       |
|  | Homo neanderthalensis |
|  |                       |

|  | Homo georgicus |
|  |                |
|  | Homo erectus   |
|  |                |

|  | Homo sapiens          |
|  |                       |
|  | Homo neanderthalensis |
|  |                       |

|  | Homo georgicus |
|  |                |
|  | Homo erectus   |
|  |                |

|  | Homo sapiens          |
|  |                       |
|  | Homo neanderthalensis |
|  |                       |

|  | Homo georgicus |
|  |                |
|  | Homo erectus   |
|  |                |

|  | Homo sapiens          |
|  |                       |
|  | Homo neanderthalensis |
|  |                       |

|  | Homo georgicus |
|  |                |
|  | Homo erectus   |
|  |                |

|  | Homo sapiens          |
|  |                       |
|  | Homo neanderthalensis |
|  |                       |

|  | Homo georgicus |
|  |                |
|  | Homo erectus   |
|  |                |

|  | Homo sapiens          |
|  |                       |
|  | Homo neanderthalensis |
|  |                       |

|  | Homo georgicus |
|  |                |
|  | Homo erectus   |
|  |                |

|  | Homo sapiens          |
|  |                       |
|  | Homo neanderthalensis |
|  |                       |

|  | Homo georgicus |
|  |                |
|  | Homo erectus   |
|  |                |

|  | Homo sapiens          |
|  |                       |
|  | Homo neanderthalensis |
|  |                       |

|  | Homo georgicus |
|  |                |
|  | Homo erectus   |
|  |                |

|  | Homo sapiens          |
|  |                       |
|  | Homo neanderthalensis |
|  |                       |

|  | Homo georgicus |
|  |                |
|  | Homo erectus   |
|  |                |

|  | Homo sapiens          |
|  |                       |
|  | Homo neanderthalensis |
|  |                       |

|  | Homo georgicus |
|  |                |
|  | Homo erectus   |
|  |                |

|  | Homo sapiens          |
|  |                       |
|  | Homo neanderthalensis |
|  |                       |

|  | Homo georgicus |
|  |                |
|  | Homo erectus   |
|  |                |

|  | Homo sapiens          |
|  |                       |
|  | Homo neanderthalensis |
|  |                       |

|  | Homo georgicus |
|  |                |
|  | Homo erectus   |
|  |                |

|  | Homo sapiens          |
|  |                       |
|  | Homo neanderthalensis |
|  |                       |

|  | Homo georgicus |
|  |                |
|  | Homo erectus   |
|  |                |

|  | Homo sapiens          |
|  |                       |
|  | Homo neanderthalensis |
|  |                       |

|  | Homo georgicus |
|  |                |
|  | Homo erectus   |
|  |                |

|  | Homo sapiens          |
|  |                       |
|  | Homo neanderthalensis |
|  |                       |

|  | Homo georgicus |
|  |                |
|  | Homo erectus   |
|  |                |

|  | Homo sapiens          |
|  |                       |
|  | Homo neanderthalensis |
|  |                       |

|  | Homo georgicus |
|  |                |
|  | Homo erectus   |
|  |                |

|  | Homo sapiens          |
|  |                       |
|  | Homo neanderthalensis |
|  |                       |

|  | Homo georgicus |
|  |                |
|  | Homo erectus   |
|  |                |

|  | Homo sapiens          |
|  |                       |
|  | Homo neanderthalensis |
|  |                       |

|  | Homo georgicus |
|  |                |
|  | Homo erectus   |
|  |                |

|  | Homo sapiens          |
|  |                       |
|  | Homo neanderthalensis |
|  |                       |

|  | Homo georgicus |
|  |                |
|  | Homo erectus   |
|  |                |

|  | Homo sapiens          |
|  |                       |
|  | Homo neanderthalensis |
|  |                       |

|  | Homo georgicus |
|  |                |
|  | Homo erectus   |
|  |                |

|  | Homo sapiens          |
|  |                       |
|  | Homo neanderthalensis |
|  |                       |

|  | Homo georgicus |
|  |                |
|  | Homo erectus   |
|  |                |

|  | Homo sapiens          |
|  |                       |
|  | Homo neanderthalensis |
|  |                       |

|  | Homo georgicus |
|  |                |
|  | Homo erectus   |
|  |                |

|  | Homo sapiens          |
|  |                       |
|  | Homo neanderthalensis |
|  |                       |

|  | Homo georgicus |
|  |                |
|  | Homo erectus   |
|  |                |

|  | Homo sapiens          |
|  |                       |
|  | Homo neanderthalensis |
|  |                       |

|  | Homo georgicus |
|  |                |
|  | Homo erectus   |
|  |                |

|  | Homo sapiens          |
|  |                       |
|  | Homo neanderthalensis |
|  |                       |

|  | Homo georgicus |
|  |                |
|  | Homo erectus   |
|  |                |

|  | Homo sapiens          |
|  |                       |
|  | Homo neanderthalensis |
|  |                       |

|  | Homo georgicus |
|  |                |
|  | Homo erectus   |
|  |                |

|  | Homo sapiens          |
|  |                       |
|  | Homo neanderthalensis |
|  |                       |

|  | Homo georgicus |
|  |                |
|  | Homo erectus   |
|  |                |

|  | Homo sapiens          |
|  |                       |
|  | Homo neanderthalensis |
|  |                       |

|  | Homo georgicus |
|  |                |
|  | Homo erectus   |
|  |                |

|  | Homo sapiens          |
|  |                       |
|  | Homo neanderthalensis |
|  |                       |

|  | Homo georgicus |
|  |                |
|  | Homo erectus   |
|  |                |

|  | Homo sapiens          |
|  |                       |
|  | Homo neanderthalensis |
|  |                       |

|  | Homo georgicus |
|  |                |
|  | Homo erectus   |
|  |                |

|  | Homo sapiens          |
|  |                       |
|  | Homo neanderthalensis |
|  |                       |

|  | Homo georgicus |
|  |                |
|  | Homo erectus   |
|  |                |

|  | Homo sapiens          |
|  |                       |
|  | Homo neanderthalensis |
|  |                       |

|  | Homo georgicus |
|  |                |
|  | Homo erectus   |
|  |                |

|  | Homo sapiens          |
|  |                       |
|  | Homo neanderthalensis |
|  |                       |

|  | Homo georgicus |
|  |                |
|  | Homo erectus   |
|  |                |

|  | Homo sapiens          |
|  |                       |
|  | Homo neanderthalensis |
|  |                       |

|  | Homo georgicus |
|  |                |
|  | Homo erectus   |
|  |                |

|  | Homo sapiens          |
|  |                       |
|  | Homo neanderthalensis |
|  |                       |

|  | Homo georgicus |
|  |                |
|  | Homo erectus   |
|  |                |

|  | Homo sapiens          |
|  |                       |
|  | Homo neanderthalensis |
|  |                       |

|  | Homo georgicus |
|  |                |
|  | Homo erectus   |
|  |                |

|  | Homo sapiens          |
|  |                       |
|  | Homo neanderthalensis |
|  |                       |

|  | Homo georgicus |
|  |                |
|  | Homo erectus   |
|  |                |

|  | Homo sapiens          |
|  |                       |
|  | Homo neanderthalensis |
|  |                       |

|  | Homo georgicus |
|  |                |
|  | Homo erectus   |
|  |                |

|  | Homo sapiens          |
|  |                       |
|  | Homo neanderthalensis |
|  |                       |

|  | Homo georgicus |
|  |                |
|  | Homo erectus   |
|  |                |

|  | Homo sapiens          |
|  |                       |
|  | Homo neanderthalensis |
|  |                       |

|  | Homo georgicus |
|  |                |
|  | Homo erectus   |
|  |                |

|  | Homo sapiens          |
|  |                       |
|  | Homo neanderthalensis |
|  |                       |

|  | Homo georgicus |
|  |                |
|  | Homo erectus   |
|  |                |

|  | Homo sapiens          |
|  |                       |
|  | Homo neanderthalensis |
|  |                       |

|  | Homo georgicus |
|  |                |
|  | Homo erectus   |
|  |                |

|  | Homo sapiens          |
|  |                       |
|  | Homo neanderthalensis |
|  |                       |

|  | Homo georgicus |
|  |                |
|  | Homo erectus   |
|  |                |

|  | Homo sapiens          |
|  |                       |
|  | Homo neanderthalensis |
|  |                       |

|  | Homo georgicus |
|  |                |
|  | Homo erectus   |
|  |                |

|  | Homo sapiens          |
|  |                       |
|  | Homo neanderthalensis |
|  |                       |

|  | Homo georgicus |
|  |                |
|  | Homo erectus   |
|  |                |

|  | Homo sapiens          |
|  |                       |
|  | Homo neanderthalensis |
|  |                       |

|  | Homo georgicus |
|  |                |
|  | Homo erectus   |
|  |                |

|  | Homo sapiens          |
|  |                       |
|  | Homo neanderthalensis |
|  |                       |

|  | Homo georgicus |
|  |                |
|  | Homo erectus   |
|  |                |

|  | Homo sapiens          |
|  |                       |
|  | Homo neanderthalensis |
|  |                       |

|  | Homo georgicus |
|  |                |
|  | Homo erectus   |
|  |                |

|  | Homo sapiens          |
|  |                       |
|  | Homo neanderthalensis |
|  |                       |

|  | Homo georgicus |
|  |                |
|  | Homo erectus   |
|  |                |

|  | Homo sapiens          |
|  |                       |
|  | Homo neanderthalensis |
|  |                       |

|  | Homo georgicus |
|  |                |
|  | Homo erectus   |
|  |                |

|  | Homo sapiens          |
|  |                       |
|  | Homo neanderthalensis |
|  |                       |

|  | Homo georgicus |
|  |                |
|  | Homo erectus   |
|  |                |

|  | Homo sapiens          |
|  |                       |
|  | Homo neanderthalensis |
|  |                       |

|  | Homo georgicus |
|  |                |
|  | Homo erectus   |
|  |                |

|  | Homo sapiens          |
|  |                       |
|  | Homo neanderthalensis |
|  |                       |

|  | Homo georgicus |
|  |                |
|  | Homo erectus   |
|  |                |

|  | Homo sapiens          |
|  |                       |
|  | Homo neanderthalensis |
|  |                       |

|  | Homo georgicus |
|  |                |
|  | Homo erectus   |
|  |                |

|  | Homo sapiens          |
|  |                       |
|  | Homo neanderthalensis |
|  |                       |

|  | Homo georgicus |
|  |                |
|  | Homo erectus   |
|  |                |

|  | Homo sapiens          |
|  |                       |
|  | Homo neanderthalensis |
|  |                       |

|  | Homo georgicus |
|  |                |
|  | Homo erectus   |
|  |                |

|  | Homo sapiens          |
|  |                       |
|  | Homo neanderthalensis |
|  |                       |

|  | Homo georgicus |
|  |                |
|  | Homo erectus   |
|  |                |

|  | Homo sapiens          |
|  |                       |
|  | Homo neanderthalensis |
|  |                       |

|  | Homo georgicus |
|  |                |
|  | Homo erectus   |
|  |                |

|  | Homo sapiens          |
|  |                       |
|  | Homo neanderthalensis |
|  |                       |

|  | Homo georgicus |
|  |                |
|  | Homo erectus   |
|  |                |

|  | Homo sapiens          |
|  |                       |
|  | Homo neanderthalensis |
|  |                       |

|  | Homo georgicus |
|  |                |
|  | Homo erectus   |
|  |                |

|  | Homo sapiens          |
|  |                       |
|  | Homo neanderthalensis |
|  |                       |

|  | Homo georgicus |
|  |                |
|  | Homo erectus   |
|  |                |

|  | Homo sapiens          |
|  |                       |
|  | Homo neanderthalensis |
|  |                       |

|  | Homo georgicus |
|  |                |
|  | Homo erectus   |
|  |                |

|  | Homo sapiens          |
|  |                       |
|  | Homo neanderthalensis |
|  |                       |

|  | Homo georgicus |
|  |                |
|  | Homo erectus   |
|  |                |

|  | Homo sapiens          |
|  |                       |
|  | Homo neanderthalensis |
|  |                       |

|  | Homo georgicus |
|  |                |
|  | Homo erectus   |
|  |                |

|  | Homo sapiens          |
|  |                       |
|  | Homo neanderthalensis |
|  |                       |

|  | Homo georgicus |
|  |                |
|  | Homo erectus   |
|  |                |

|  | Homo sapiens          |
|  |                       |
|  | Homo neanderthalensis |
|  |                       |

|  | Homo georgicus |
|  |                |
|  | Homo erectus   |
|  |                |

|  | Homo sapiens          |
|  |                       |
|  | Homo neanderthalensis |
|  |                       |

|  | Homo georgicus |
|  |                |
|  | Homo erectus   |
|  |                |

|  | Homo sapiens          |
|  |                       |
|  | Homo neanderthalensis |
|  |                       |

|  | Homo georgicus |
|  |                |
|  | Homo erectus   |
|  |                |

|  | Homo sapiens          |
|  |                       |
|  | Homo neanderthalensis |
|  |                       |

|  | Homo georgicus |
|  |                |
|  | Homo erectus   |
|  |                |

|  | Homo sapiens          |
|  |                       |
|  | Homo neanderthalensis |
|  |                       |

|  | Homo georgicus |
|  |                |
|  | Homo erectus   |
|  |                |

|  | Homo sapiens          |
|  |                       |
|  | Homo neanderthalensis |
|  |                       |

|  | Homo georgicus |
|  |                |
|  | Homo erectus   |
|  |                |

|  | Homo sapiens          |
|  |                       |
|  | Homo neanderthalensis |
|  |                       |

|  | Homo georgicus |
|  |                |
|  | Homo erectus   |
|  |                |

|  | Homo sapiens          |
|  |                       |
|  | Homo neanderthalensis |
|  |                       |

|  | Homo georgicus |
|  |                |
|  | Homo erectus   |
|  |                |

|  | Homo sapiens          |
|  |                       |
|  | Homo neanderthalensis |
|  |                       |

|  | Homo georgicus |
|  |                |
|  | Homo erectus   |
|  |                |

|  | Homo sapiens          |
|  |                       |
|  | Homo neanderthalensis |
|  |                       |

|  | Homo georgicus |
|  |                |
|  | Homo erectus   |
|  |                |

|  | Homo sapiens          |
|  |                       |
|  | Homo neanderthalensis |
|  |                       |

|  | Homo georgicus |
|  |                |
|  | Homo erectus   |
|  |                |

|  | Homo sapiens          |
|  |                       |
|  | Homo neanderthalensis |
|  |                       |

|  | Homo georgicus |
|  |                |
|  | Homo erectus   |
|  |                |

|  | Homo sapiens          |
|  |                       |
|  | Homo neanderthalensis |
|  |                       |

|  | Homo georgicus |
|  |                |
|  | Homo erectus   |
|  |                |

|  | Homo sapiens          |
|  |                       |
|  | Homo neanderthalensis |
|  |                       |

|  | Homo georgicus |
|  |                |
|  | Homo erectus   |
|  |                |

|  | Homo sapiens          |
|  |                       |
|  | Homo neanderthalensis |
|  |                       |

|  | Homo georgicus |
|  |                |
|  | Homo erectus   |
|  |                |

|  | Homo sapiens          |
|  |                       |
|  | Homo neanderthalensis |
|  |                       |

|  | Homo georgicus |
|  |                |
|  | Homo erectus   |
|  |                |

|  | Homo sapiens          |
|  |                       |
|  | Homo neanderthalensis |
|  |                       |

|  | Homo georgicus |
|  |                |
|  | Homo erectus   |
|  |                |

|  | Homo sapiens          |
|  |                       |
|  | Homo neanderthalensis |
|  |                       |

|  | Homo georgicus |
|  |                |
|  | Homo erectus   |
|  |                |

|  | Homo sapiens          |
|  |                       |
|  | Homo neanderthalensis |
|  |                       |

|  | Homo georgicus |
|  |                |
|  | Homo erectus   |
|  |                |

|  | Homo sapiens          |
|  |                       |
|  | Homo neanderthalensis |
|  |                       |

|  | Homo georgicus |
|  |                |
|  | Homo erectus   |
|  |                |

|  | Homo sapiens          |
|  |                       |
|  | Homo neanderthalensis |
|  |                       |

|  | Homo georgicus |
|  |                |
|  | Homo erectus   |
|  |                |

|  | Homo sapiens          |
|  |                       |
|  | Homo neanderthalensis |
|  |                       |

|  | Homo georgicus |
|  |                |
|  | Homo erectus   |
|  |                |

|  | Homo sapiens          |
|  |                       |
|  | Homo neanderthalensis |
|  |                       |

|  | Homo georgicus |
|  |                |
|  | Homo erectus   |
|  |                |

|  | Homo sapiens          |
|  |                       |
|  | Homo neanderthalensis |
|  |                       |

|  | Homo georgicus |
|  |                |
|  | Homo erectus   |
|  |                |

|  | Homo sapiens          |
|  |                       |
|  | Homo neanderthalensis |
|  |                       |

|  | Homo georgicus |
|  |                |
|  | Homo erectus   |
|  |                |

|  | Homo sapiens          |
|  |                       |
|  | Homo neanderthalensis |
|  |                       |

|  | Homo georgicus |
|  |                |
|  | Homo erectus   |
|  |                |

|  | Homo sapiens          |
|  |                       |
|  | Homo neanderthalensis |
|  |                       |

|  | Homo georgicus |
|  |                |
|  | Homo erectus   |
|  |                |

|  | Homo sapiens          |
|  |                       |
|  | Homo neanderthalensis |
|  |                       |

|  | Homo georgicus |
|  |                |
|  | Homo erectus   |
|  |                |

|  | Homo sapiens          |
|  |                       |
|  | Homo neanderthalensis |
|  |                       |

|  | Homo georgicus |
|  |                |
|  | Homo erectus   |
|  |                |

|  | Homo sapiens          |
|  |                       |
|  | Homo neanderthalensis |
|  |                       |

|  | Homo georgicus |
|  |                |
|  | Homo erectus   |
|  |                |

|  | Homo sapiens          |
|  |                       |
|  | Homo neanderthalensis |
|  |                       |

|  | Homo georgicus |
|  |                |
|  | Homo erectus   |
|  |                |

|  | Homo sapiens          |
|  |                       |
|  | Homo neanderthalensis |
|  |                       |

|  | Homo georgicus |
|  |                |
|  | Homo erectus   |
|  |                |

|  | Homo sapiens          |
|  |                       |
|  | Homo neanderthalensis |
|  |                       |

|  | Homo georgicus |
|  |                |
|  | Homo erectus   |
|  |                |

|  | Homo sapiens          |
|  |                       |
|  | Homo neanderthalensis |
|  |                       |

|  | Homo georgicus |
|  |                |
|  | Homo erectus   |
|  |                |

|  | Homo sapiens          |
|  |                       |
|  | Homo neanderthalensis |
|  |                       |

|  | Homo georgicus |
|  |                |
|  | Homo erectus   |
|  |                |

|  | Homo sapiens          |
|  |                       |
|  | Homo neanderthalensis |
|  |                       |

|  | Homo georgicus |
|  |                |
|  | Homo erectus   |
|  |                |

|  | Homo sapiens          |
|  |                       |
|  | Homo neanderthalensis |
|  |                       |

|  | Homo georgicus |
|  |                |
|  | Homo erectus   |
|  |                |

|  | Homo sapiens          |
|  |                       |
|  | Homo neanderthalensis |
|  |                       |

|  | Homo georgicus |
|  |                |
|  | Homo erectus   |
|  |                |

|  | Homo sapiens          |
|  |                       |
|  | Homo neanderthalensis |
|  |                       |

|  | Homo georgicus |
|  |                |
|  | Homo erectus   |
|  |                |

|  | Homo sapiens          |
|  |                       |
|  | Homo neanderthalensis |
|  |                       |

|  | Homo georgicus |
|  |                |
|  | Homo erectus   |
|  |                |

|  | Homo sapiens          |
|  |                       |
|  | Homo neanderthalensis |
|  |                       |

|  | Homo georgicus |
|  |                |
|  | Homo erectus   |
|  |                |

|  | Homo sapiens          |
|  |                       |
|  | Homo neanderthalensis |
|  |                       |

|  | Homo georgicus |
|  |                |
|  | Homo erectus   |
|  |                |

|  | Homo sapiens          |
|  |                       |
|  | Homo neanderthalensis |
|  |                       |

|  | Homo georgicus |
|  |                |
|  | Homo erectus   |
|  |                |

|  | Homo sapiens          |
|  |                       |
|  | Homo neanderthalensis |
|  |                       |

|  | Homo georgicus |
|  |                |
|  | Homo erectus   |
|  |                |

|  | Homo sapiens          |
|  |                       |
|  | Homo neanderthalensis |
|  |                       |

|  | Homo georgicus |
|  |                |
|  | Homo erectus   |
|  |                |

|  | Homo sapiens          |
|  |                       |
|  | Homo neanderthalensis |
|  |                       |

|  | Homo georgicus |
|  |                |
|  | Homo erectus   |
|  |                |

|  | Homo sapiens          |
|  |                       |
|  | Homo neanderthalensis |
|  |                       |

|  | Homo georgicus |
|  |                |
|  | Homo erectus   |
|  |                |

|  | Homo sapiens          |
|  |                       |
|  | Homo neanderthalensis |
|  |                       |

|  | Homo georgicus |
|  |                |
|  | Homo erectus   |
|  |                |

|  | Homo sapiens          |
|  |                       |
|  | Homo neanderthalensis |
|  |                       |

|  | Homo georgicus |
|  |                |
|  | Homo erectus   |
|  |                |

|  | Homo sapiens          |
|  |                       |
|  | Homo neanderthalensis |
|  |                       |

|  | Homo georgicus |
|  |                |
|  | Homo erectus   |
|  |                |

|  | Homo sapiens          |
|  |                       |
|  | Homo neanderthalensis |
|  |                       |

|  | Homo georgicus |
|  |                |
|  | Homo erectus   |
|  |                |

|  | Homo sapiens          |
|  |                       |
|  | Homo neanderthalensis |
|  |                       |

|  | Homo georgicus |
|  |                |
|  | Homo erectus   |
|  |                |

|  | Homo sapiens          |
|  |                       |
|  | Homo neanderthalensis |
|  |                       |

|  | Homo georgicus |
|  |                |
|  | Homo erectus   |
|  |                |

|  | Homo sapiens          |
|  |                       |
|  | Homo neanderthalensis |
|  |                       |

|  | Homo georgicus |
|  |                |
|  | Homo erectus   |
|  |                |

|  | Homo sapiens          |
|  |                       |
|  | Homo neanderthalensis |
|  |                       |

|  | Homo georgicus |
|  |                |
|  | Homo erectus   |
|  |                |

|  | Homo sapiens          |
|  |                       |
|  | Homo neanderthalensis |
|  |                       |

|  | Homo georgicus |
|  |                |
|  | Homo erectus   |
|  |                |

|  | Homo sapiens          |
|  |                       |
|  | Homo neanderthalensis |
|  |                       |

|  | Homo georgicus |
|  |                |
|  | Homo erectus   |
|  |                |

|  | Homo sapiens          |
|  |                       |
|  | Homo neanderthalensis |
|  |                       |

|  | Homo georgicus |
|  |                |
|  | Homo erectus   |
|  |                |

|  | Homo sapiens          |
|  |                       |
|  | Homo neanderthalensis |
|  |                       |

|  | Homo georgicus |
|  |                |
|  | Homo erectus   |
|  |                |

|  | Homo sapiens          |
|  |                       |
|  | Homo neanderthalensis |
|  |                       |

|  | Homo georgicus |
|  |                |
|  | Homo erectus   |
|  |                |

|  | Homo sapiens          |
|  |                       |
|  | Homo neanderthalensis |
|  |                       |

|  | Homo georgicus |
|  |                |
|  | Homo erectus   |
|  |                |

|  | Homo sapiens          |
|  |                       |
|  | Homo neanderthalensis |
|  |                       |

|  | Homo georgicus |
|  |                |
|  | Homo erectus   |
|  |                |

|  | Homo sapiens          |
|  |                       |
|  | Homo neanderthalensis |
|  |                       |

|  | Homo georgicus |
|  |                |
|  | Homo erectus   |
|  |                |

|  | Homo sapiens          |
|  |                       |
|  | Homo neanderthalensis |
|  |                       |

|  | Homo georgicus |
|  |                |
|  | Homo erectus   |
|  |                |

|  | Homo sapiens          |
|  |                       |
|  | Homo neanderthalensis |
|  |                       |

|  | Homo georgicus |
|  |                |
|  | Homo erectus   |
|  |                |

|  | Homo sapiens          |
|  |                       |
|  | Homo neanderthalensis |
|  |                       |

|  | Homo georgicus |
|  |                |
|  | Homo erectus   |
|  |                |

|  | Homo sapiens          |
|  |                       |
|  | Homo neanderthalensis |
|  |                       |

|  | Homo georgicus |
|  |                |
|  | Homo erectus   |
|  |                |

|  | Homo sapiens          |
|  |                       |
|  | Homo neanderthalensis |
|  |                       |

|  | Homo georgicus |
|  |                |
|  | Homo erectus   |
|  |                |

|  | Homo sapiens          |
|  |                       |
|  | Homo neanderthalensis |
|  |                       |

|  | Homo georgicus |
|  |                |
|  | Homo erectus   |
|  |                |

|  | Homo sapiens          |
|  |                       |
|  | Homo neanderthalensis |
|  |                       |

|  | Homo georgicus |
|  |                |
|  | Homo erectus   |
|  |                |

|  | Homo sapiens          |
|  |                       |
|  | Homo neanderthalensis |
|  |                       |

|  | Homo georgicus |
|  |                |
|  | Homo erectus   |
|  |                |

|  | Homo sapiens          |
|  |                       |
|  | Homo neanderthalensis |
|  |                       |

|  | Homo georgicus |
|  |                |
|  | Homo erectus   |
|  |                |

|  | Homo sapiens          |
|  |                       |
|  | Homo neanderthalensis |
|  |                       |

|  | Homo georgicus |
|  |                |
|  | Homo erectus   |
|  |                |

|  | Homo sapiens          |
|  |                       |
|  | Homo neanderthalensis |
|  |                       |

|  | Homo georgicus |
|  |                |
|  | Homo erectus   |
|  |                |

|  | Homo sapiens          |
|  |                       |
|  | Homo neanderthalensis |
|  |                       |

|  | Homo georgicus |
|  |                |
|  | Homo erectus   |
|  |                |

|  | Homo sapiens          |
|  |                       |
|  | Homo neanderthalensis |
|  |                       |

|  | Homo georgicus |
|  |                |
|  | Homo erectus   |
|  |                |

|  | Homo sapiens          |
|  |                       |
|  | Homo neanderthalensis |
|  |                       |

|  | Homo georgicus |
|  |                |
|  | Homo erectus   |
|  |                |

|  | Homo sapiens          |
|  |                       |
|  | Homo neanderthalensis |
|  |                       |

|  | Homo georgicus |
|  |                |
|  | Homo erectus   |
|  |                |

|  | Homo sapiens          |
|  |                       |
|  | Homo neanderthalensis |
|  |                       |

|  | Homo georgicus |
|  |                |
|  | Homo erectus   |
|  |                |

|  | Homo sapiens          |
|  |                       |
|  | Homo neanderthalensis |
|  |                       |

|  | Homo georgicus |
|  |                |
|  | Homo erectus   |
|  |                |

|  | Homo sapiens          |
|  |                       |
|  | Homo neanderthalensis |
|  |                       |

|  | Homo georgicus |
|  |                |
|  | Homo erectus   |
|  |                |

|  | Homo sapiens          |
|  |                       |
|  | Homo neanderthalensis |
|  |                       |

|  | Homo georgicus |
|  |                |
|  | Homo erectus   |
|  |                |

|  | Homo sapiens          |
|  |                       |
|  | Homo neanderthalensis |
|  |                       |

|  | Homo georgicus |
|  |                |
|  | Homo erectus   |
|  |                |

|  | Homo sapiens          |
|  |                       |
|  | Homo neanderthalensis |
|  |                       |

|  | Homo georgicus |
|  |                |
|  | Homo erectus   |
|  |                |

|  | Homo sapiens          |
|  |                       |
|  | Homo neanderthalensis |
|  |                       |

|  | Homo georgicus |
|  |                |
|  | Homo erectus   |
|  |                |

|  | Homo sapiens          |
|  |                       |
|  | Homo neanderthalensis |
|  |                       |

|  | Homo georgicus |
|  |                |
|  | Homo erectus   |
|  |                |

|  | Homo sapiens          |
|  |                       |
|  | Homo neanderthalensis |
|  |                       |

|  | Homo georgicus |
|  |                |
|  | Homo erectus   |
|  |                |

|  | Homo sapiens          |
|  |                       |
|  | Homo neanderthalensis |
|  |                       |

|  | Homo georgicus |
|  |                |
|  | Homo erectus   |
|  |                |

|  | Homo sapiens          |
|  |                       |
|  | Homo neanderthalensis |
|  |                       |

|  | Homo georgicus |
|  |                |
|  | Homo erectus   |
|  |                |

|  | Homo sapiens          |
|  |                       |
|  | Homo neanderthalensis |
|  |                       |

|  | Homo georgicus |
|  |                |
|  | Homo erectus   |
|  |                |

|  | Homo sapiens          |
|  |                       |
|  | Homo neanderthalensis |
|  |                       |

|  | Homo georgicus |
|  |                |
|  | Homo erectus   |
|  |                |

|  | Homo sapiens          |
|  |                       |
|  | Homo neanderthalensis |
|  |                       |

|  | Homo georgicus |
|  |                |
|  | Homo erectus   |
|  |                |

|  | Homo sapiens          |
|  |                       |
|  | Homo neanderthalensis |
|  |                       |

|  | Homo georgicus |
|  |                |
|  | Homo erectus   |
|  |                |

|  | Homo sapiens          |
|  |                       |
|  | Homo neanderthalensis |
|  |                       |

|  | Homo georgicus |
|  |                |
|  | Homo erectus   |
|  |                |

|  | Homo sapiens          |
|  |                       |
|  | Homo neanderthalensis |
|  |                       |

|  | Homo georgicus |
|  |                |
|  | Homo erectus   |
|  |                |

|  | Homo sapiens          |
|  |                       |
|  | Homo neanderthalensis |
|  |                       |

|  | Homo georgicus |
|  |                |
|  | Homo erectus   |
|  |                |

|  | Homo sapiens          |
|  |                       |
|  | Homo neanderthalensis |
|  |                       |

|  | Homo georgicus |
|  |                |
|  | Homo erectus   |
|  |                |

|  | Homo sapiens          |
|  |                       |
|  | Homo neanderthalensis |
|  |                       |

|  | Homo georgicus |
|  |                |
|  | Homo erectus   |
|  |                |

|  | Homo sapiens          |
|  |                       |
|  | Homo neanderthalensis |
|  |                       |

|  | Homo georgicus |
|  |                |
|  | Homo erectus   |
|  |                |

|  | Homo sapiens          |
|  |                       |
|  | Homo neanderthalensis |
|  |                       |

|  | Homo georgicus |
|  |                |
|  | Homo erectus   |
|  |                |

|  | Homo sapiens          |
|  |                       |
|  | Homo neanderthalensis |
|  |                       |

|  | Homo georgicus |
|  |                |
|  | Homo erectus   |
|  |                |

|  | Homo sapiens          |
|  |                       |
|  | Homo neanderthalensis |
|  |                       |

|  | Homo georgicus |
|  |                |
|  | Homo erectus   |
|  |                |

|  | Homo sapiens          |
|  |                       |
|  | Homo neanderthalensis |
|  |                       |

|  | Homo georgicus |
|  |                |
|  | Homo erectus   |
|  |                |

|  | Homo sapiens          |
|  |                       |
|  | Homo neanderthalensis |
|  |                       |

|  | Homo georgicus |
|  |                |
|  | Homo erectus   |
|  |                |

|  | Homo sapiens          |
|  |                       |
|  | Homo neanderthalensis |
|  |                       |

|  | Homo georgicus |
|  |                |
|  | Homo erectus   |
|  |                |

|  | Homo sapiens          |
|  |                       |
|  | Homo neanderthalensis |
|  |                       |

|  | Homo georgicus |
|  |                |
|  | Homo erectus   |
|  |                |

|  | Homo sapiens          |
|  |                       |
|  | Homo neanderthalensis |
|  |                       |

|  | Homo georgicus |
|  |                |
|  | Homo erectus   |
|  |                |

|  | Homo sapiens          |
|  |                       |
|  | Homo neanderthalensis |
|  |                       |

|  | Homo georgicus |
|  |                |
|  | Homo erectus   |
|  |                |

|  | Homo sapiens          |
|  |                       |
|  | Homo neanderthalensis |
|  |                       |

|  | Homo georgicus |
|  |                |
|  | Homo erectus   |
|  |                |

|  | Homo sapiens          |
|  |                       |
|  | Homo neanderthalensis |
|  |                       |

|  | Homo georgicus |
|  |                |
|  | Homo erectus   |
|  |                |

|  | Homo sapiens          |
|  |                       |
|  | Homo neanderthalensis |
|  |                       |

|  | Homo georgicus |
|  |                |
|  | Homo erectus   |
|  |                |

|  | Homo sapiens          |
|  |                       |
|  | Homo neanderthalensis |
|  |                       |

|  | Homo georgicus |
|  |                |
|  | Homo erectus   |
|  |                |

|  | Homo sapiens          |
|  |                       |
|  | Homo neanderthalensis |
|  |                       |

|  | Homo georgicus |
|  |                |
|  | Homo erectus   |
|  |                |

|  | Homo sapiens          |
|  |                       |
|  | Homo neanderthalensis |
|  |                       |

|  | Homo georgicus |
|  |                |
|  | Homo erectus   |
|  |                |

|  | Homo sapiens          |
|  |                       |
|  | Homo neanderthalensis |
|  |                       |

|  | Homo georgicus |
|  |                |
|  | Homo erectus   |
|  |                |

|  | Homo sapiens          |
|  |                       |
|  | Homo neanderthalensis |
|  |                       |

|  | Homo georgicus |
|  |                |
|  | Homo erectus   |
|  |                |

|  | Homo sapiens          |
|  |                       |
|  | Homo neanderthalensis |
|  |                       |

|  | Homo georgicus |
|  |                |
|  | Homo erectus   |
|  |                |

|  | Homo sapiens          |
|  |                       |
|  | Homo neanderthalensis |
|  |                       |

|  | Homo georgicus |
|  |                |
|  | Homo erectus   |
|  |                |

|  | Homo sapiens          |
|  |                       |
|  | Homo neanderthalensis |
|  |                       |

|  | Homo georgicus |
|  |                |
|  | Homo erectus   |
|  |                |

|  | Homo sapiens          |
|  |                       |
|  | Homo neanderthalensis |
|  |                       |

|  | Homo georgicus |
|  |                |
|  | Homo erectus   |
|  |                |

|  | Homo sapiens          |
|  |                       |
|  | Homo neanderthalensis |
|  |                       |

|  | Homo georgicus |
|  |                |
|  | Homo erectus   |
|  |                |

|  | Homo sapiens          |
|  |                       |
|  | Homo neanderthalensis |
|  |                       |

|  | Homo georgicus |
|  |                |
|  | Homo erectus   |
|  |                |

|  | Homo sapiens          |
|  |                       |
|  | Homo neanderthalensis |
|  |                       |

|  | Homo georgicus |
|  |                |
|  | Homo erectus   |
|  |                |

|  | Homo sapiens          |
|  |                       |
|  | Homo neanderthalensis |
|  |                       |

|  | Homo georgicus |
|  |                |
|  | Homo erectus   |
|  |                |

|  | Homo sapiens          |
|  |                       |
|  | Homo neanderthalensis |
|  |                       |

|  | Homo georgicus |
|  |                |
|  | Homo erectus   |
|  |                |

|  | Homo sapiens          |
|  |                       |
|  | Homo neanderthalensis |
|  |                       |

|  | Homo georgicus |
|  |                |
|  | Homo erectus   |
|  |                |

|  | Homo sapiens          |
|  |                       |
|  | Homo neanderthalensis |
|  |                       |

|  | Homo georgicus |
|  |                |
|  | Homo erectus   |
|  |                |

|  | Homo sapiens          |
|  |                       |
|  | Homo neanderthalensis |
|  |                       |

|  | Homo georgicus |
|  |                |
|  | Homo erectus   |
|  |                |

|  | Homo sapiens          |
|  |                       |
|  | Homo neanderthalensis |
|  |                       |

|  | Homo georgicus |
|  |                |
|  | Homo erectus   |
|  |                |

|  | Homo sapiens          |
|  |                       |
|  | Homo neanderthalensis |
|  |                       |

|  | Homo georgicus |
|  |                |
|  | Homo erectus   |
|  |                |

|  | Homo sapiens          |
|  |                       |
|  | Homo neanderthalensis |
|  |                       |

|  | Homo georgicus |
|  |                |
|  | Homo erectus   |
|  |                |

|  | Homo sapiens          |
|  |                       |
|  | Homo neanderthalensis |
|  |                       |

|  | Homo georgicus |
|  |                |
|  | Homo erectus   |
|  |                |

|  | Homo sapiens          |
|  |                       |
|  | Homo neanderthalensis |
|  |                       |

|  | Homo georgicus |
|  |                |
|  | Homo erectus   |
|  |                |

|  | Homo sapiens          |
|  |                       |
|  | Homo neanderthalensis |
|  |                       |

|  | Homo georgicus |
|  |                |
|  | Homo erectus   |
|  |                |

|  | Homo sapiens          |
|  |                       |
|  | Homo neanderthalensis |
|  |                       |

|  | Homo georgicus |
|  |                |
|  | Homo erectus   |
|  |                |

|  | Homo sapiens          |
|  |                       |
|  | Homo neanderthalensis |
|  |                       |

|  | Homo georgicus |
|  |                |
|  | Homo erectus   |
|  |                |

|  | Homo sapiens          |
|  |                       |
|  | Homo neanderthalensis |
|  |                       |

|  | Homo georgicus |
|  |                |
|  | Homo erectus   |
|  |                |

|  | Homo sapiens          |
|  |                       |
|  | Homo neanderthalensis |
|  |                       |

|  | Homo georgicus |
|  |                |
|  | Homo erectus   |
|  |                |

|  | Homo sapiens          |
|  |                       |
|  | Homo neanderthalensis |
|  |                       |

|  | Homo georgicus |
|  |                |
|  | Homo erectus   |
|  |                |

|  | Homo sapiens          |
|  |                       |
|  | Homo neanderthalensis |
|  |                       |

|  | Homo georgicus |
|  |                |
|  | Homo erectus   |
|  |                |

|  | Homo sapiens          |
|  |                       |
|  | Homo neanderthalensis |
|  |                       |

|  | Homo georgicus |
|  |                |
|  | Homo erectus   |
|  |                |

|  | Homo sapiens          |
|  |                       |
|  | Homo neanderthalensis |
|  |                       |

|  | Homo georgicus |
|  |                |
|  | Homo erectus   |
|  |                |

|  | Homo sapiens          |
|  |                       |
|  | Homo neanderthalensis |
|  |                       |

|  | Homo georgicus |
|  |                |
|  | Homo erectus   |
|  |                |

|  | Homo sapiens          |
|  |                       |
|  | Homo neanderthalensis |
|  |                       |

|  | Homo georgicus |
|  |                |
|  | Homo erectus   |
|  |                |

|  | Homo sapiens          |
|  |                       |
|  | Homo neanderthalensis |
|  |                       |

|  | Homo georgicus |
|  |                |
|  | Homo erectus   |
|  |                |

|  | Homo sapiens          |
|  |                       |
|  | Homo neanderthalensis |
|  |                       |

|  | Homo georgicus |
|  |                |
|  | Homo erectus   |
|  |                |

|  | Homo sapiens          |
|  |                       |
|  | Homo neanderthalensis |
|  |                       |

|  | Homo georgicus |
|  |                |
|  | Homo erectus   |
|  |                |

|  | Homo sapiens          |
|  |                       |
|  | Homo neanderthalensis |
|  |                       |

|  | Homo georgicus |
|  |                |
|  | Homo erectus   |
|  |                |

|  | Homo sapiens          |
|  |                       |
|  | Homo neanderthalensis |
|  |                       |

|  | Homo georgicus |
|  |                |
|  | Homo erectus   |
|  |                |

|  | Homo sapiens          |
|  |                       |
|  | Homo neanderthalensis |
|  |                       |

|  | Homo georgicus |
|  |                |
|  | Homo erectus   |
|  |                |

|  | Homo sapiens          |
|  |                       |
|  | Homo neanderthalensis |
|  |                       |

|  | Homo georgicus |
|  |                |
|  | Homo erectus   |
|  |                |

|  | Homo sapiens          |
|  |                       |
|  | Homo neanderthalensis |
|  |                       |

|  | Homo georgicus |
|  |                |
|  | Homo erectus   |
|  |                |

|  | Homo sapiens          |
|  |                       |
|  | Homo neanderthalensis |
|  |                       |

|  | Homo georgicus |
|  |                |
|  | Homo erectus   |
|  |                |

|  | Homo sapiens          |
|  |                       |
|  | Homo neanderthalensis |
|  |                       |

|  | Homo georgicus |
|  |                |
|  | Homo erectus   |
|  |                |

|  | Homo sapiens          |
|  |                       |
|  | Homo neanderthalensis |
|  |                       |

|  | Homo georgicus |
|  |                |
|  | Homo erectus   |
|  |                |

|  | Homo sapiens          |
|  |                       |
|  | Homo neanderthalensis |
|  |                       |

|  | Homo georgicus |
|  |                |
|  | Homo erectus   |
|  |                |

|  | Homo sapiens          |
|  |                       |
|  | Homo neanderthalensis |
|  |                       |

|  | Homo georgicus |
|  |                |
|  | Homo erectus   |
|  |                |

|  | Homo sapiens          |
|  |                       |
|  | Homo neanderthalensis |
|  |                       |

|  | Homo georgicus |
|  |                |
|  | Homo erectus   |
|  |                |

|  | Homo sapiens          |
|  |                       |
|  | Homo neanderthalensis |
|  |                       |

|  | Homo georgicus |
|  |                |
|  | Homo erectus   |
|  |                |

|  | Homo sapiens          |
|  |                       |
|  | Homo neanderthalensis |
|  |                       |

|  | Homo georgicus |
|  |                |
|  | Homo erectus   |
|  |                |

|  | Homo sapiens          |
|  |                       |
|  | Homo neanderthalensis |
|  |                       |

|  | Homo georgicus |
|  |                |
|  | Homo erectus   |
|  |                |

|  | Homo sapiens          |
|  |                       |
|  | Homo neanderthalensis |
|  |                       |

|  | Homo georgicus |
|  |                |
|  | Homo erectus   |
|  |                |

|  | Homo sapiens          |
|  |                       |
|  | Homo neanderthalensis |
|  |                       |

|  | Homo georgicus |
|  |                |
|  | Homo erectus   |
|  |                |

|  | Homo sapiens          |
|  |                       |
|  | Homo neanderthalensis |
|  |                       |

|  | Homo georgicus |
|  |                |
|  | Homo erectus   |
|  |                |

|  | Homo sapiens          |
|  |                       |
|  | Homo neanderthalensis |
|  |                       |

|  | Homo georgicus |
|  |                |
|  | Homo erectus   |
|  |                |

|  | Homo sapiens          |
|  |                       |
|  | Homo neanderthalensis |
|  |                       |

|  | Homo georgicus |
|  |                |
|  | Homo erectus   |
|  |                |

|  | Homo sapiens          |
|  |                       |
|  | Homo neanderthalensis |
|  |                       |

|  | Homo georgicus |
|  |                |
|  | Homo erectus   |
|  |                |

|  | Homo sapiens          |
|  |                       |
|  | Homo neanderthalensis |
|  |                       |

|  | Homo georgicus |
|  |                |
|  | Homo erectus   |
|  |                |

|  | Homo sapiens          |
|  |                       |
|  | Homo neanderthalensis |
|  |                       |

|  | Homo georgicus |
|  |                |
|  | Homo erectus   |
|  |                |

|  | Homo sapiens          |
|  |                       |
|  | Homo neanderthalensis |
|  |                       |

|  | Homo georgicus |
|  |                |
|  | Homo erectus   |
|  |                |

|  | Homo sapiens          |
|  |                       |
|  | Homo neanderthalensis |
|  |                       |

|  | Homo georgicus |
|  |                |
|  | Homo erectus   |
|  |                |

|  | Homo sapiens          |
|  |                       |
|  | Homo neanderthalensis |
|  |                       |

|  | Homo georgicus |
|  |                |
|  | Homo erectus   |
|  |                |

|  | Homo sapiens          |
|  |                       |
|  | Homo neanderthalensis |
|  |                       |

|  | Homo georgicus |
|  |                |
|  | Homo erectus   |
|  |                |

|  | Homo sapiens          |
|  |                       |
|  | Homo neanderthalensis |
|  |                       |

|  | Homo georgicus |
|  |                |
|  | Homo erectus   |
|  |                |

|  | Homo sapiens          |
|  |                       |
|  | Homo neanderthalensis |
|  |                       |

|  | Homo georgicus |
|  |                |
|  | Homo erectus   |
|  |                |

|  | Homo sapiens          |
|  |                       |
|  | Homo neanderthalensis |
|  |                       |

|  | Homo georgicus |
|  |                |
|  | Homo erectus   |
|  |                |

|  | Homo sapiens          |
|  |                       |
|  | Homo neanderthalensis |
|  |                       |

|  | Homo georgicus |
|  |                |
|  | Homo erectus   |
|  |                |

|  | Homo sapiens          |
|  |                       |
|  | Homo neanderthalensis |
|  |                       |

|  | Homo georgicus |
|  |                |
|  | Homo erectus   |
|  |                |

|  | Homo sapiens          |
|  |                       |
|  | Homo neanderthalensis |
|  |                       |

|  | Homo georgicus |
|  |                |
|  | Homo erectus   |
|  |                |

|  | Homo sapiens          |
|  |                       |
|  | Homo neanderthalensis |
|  |                       |

|  | Homo georgicus |
|  |                |
|  | Homo erectus   |
|  |                |

|  | Homo sapiens          |
|  |                       |
|  | Homo neanderthalensis |
|  |                       |

|  | Homo georgicus |
|  |                |
|  | Homo erectus   |
|  |                |

|  | Homo sapiens          |
|  |                       |
|  | Homo neanderthalensis |
|  |                       |

|  | Homo georgicus |
|  |                |
|  | Homo erectus   |
|  |                |

|  | Homo sapiens          |
|  |                       |
|  | Homo neanderthalensis |
|  |                       |

|  | Homo georgicus |
|  |                |
|  | Homo erectus   |
|  |                |

|  | Homo sapiens          |
|  |                       |
|  | Homo neanderthalensis |
|  |                       |

|  | Homo georgicus |
|  |                |
|  | Homo erectus   |
|  |                |

|  | Homo sapiens          |
|  |                       |
|  | Homo neanderthalensis |
|  |                       |

|  | Homo georgicus |
|  |                |
|  | Homo erectus   |
|  |                |

|  | Homo sapiens          |
|  |                       |
|  | Homo neanderthalensis |
|  |                       |

|  | Homo georgicus |
|  |                |
|  | Homo erectus   |
|  |                |

|  | Homo sapiens          |
|  |                       |
|  | Homo neanderthalensis |
|  |                       |

|  | Homo georgicus |
|  |                |
|  | Homo erectus   |
|  |                |

|  | Homo sapiens          |
|  |                       |
|  | Homo neanderthalensis |
|  |                       |

|  | Homo georgicus |
|  |                |
|  | Homo erectus   |
|  |                |

|  | Homo sapiens          |
|  |                       |
|  | Homo neanderthalensis |
|  |                       |

|  | Homo georgicus |
|  |                |
|  | Homo erectus   |
|  |                |

|  | Homo sapiens          |
|  |                       |
|  | Homo neanderthalensis |
|  |                       |

|  | Homo georgicus |
|  |                |
|  | Homo erectus   |
|  |                |

|  | Homo sapiens          |
|  |                       |
|  | Homo neanderthalensis |
|  |                       |

|  | Homo georgicus |
|  |                |
|  | Homo erectus   |
|  |                |

|  | Homo sapiens          |
|  |                       |
|  | Homo neanderthalensis |
|  |                       |

|  | Homo georgicus |
|  |                |
|  | Homo erectus   |
|  |                |

|  | Homo sapiens          |
|  |                       |
|  | Homo neanderthalensis |
|  |                       |

|  | Homo georgicus |
|  |                |
|  | Homo erectus   |
|  |                |

|  | Homo sapiens          |
|  |                       |
|  | Homo neanderthalensis |
|  |                       |

|  | Homo georgicus |
|  |                |
|  | Homo erectus   |
|  |                |

|  | Homo sapiens          |
|  |                       |
|  | Homo neanderthalensis |
|  |                       |

|  | Homo georgicus |
|  |                |
|  | Homo erectus   |
|  |                |

|  | Homo sapiens          |
|  |                       |
|  | Homo neanderthalensis |
|  |                       |

|  | Homo georgicus |
|  |                |
|  | Homo erectus   |
|  |                |

|  | Homo sapiens          |
|  |                       |
|  | Homo neanderthalensis |
|  |                       |

|  | Homo georgicus |
|  |                |
|  | Homo erectus   |
|  |                |

|  | Homo sapiens          |
|  |                       |
|  | Homo neanderthalensis |
|  |                       |

|  | Homo georgicus |
|  |                |
|  | Homo erectus   |
|  |                |

|  | Homo sapiens          |
|  |                       |
|  | Homo neanderthalensis |
|  |                       |

|  | Homo georgicus |
|  |                |
|  | Homo erectus   |
|  |                |

|  | Homo sapiens          |
|  |                       |
|  | Homo neanderthalensis |
|  |                       |

|  | Homo georgicus |
|  |                |
|  | Homo erectus   |
|  |                |

|  | Homo sapiens          |
|  |                       |
|  | Homo neanderthalensis |
|  |                       |

|  | Homo georgicus |
|  |                |
|  | Homo erectus   |
|  |                |

|  | Homo sapiens          |
|  |                       |
|  | Homo neanderthalensis |
|  |                       |

|  | Homo georgicus |
|  |                |
|  | Homo erectus   |
|  |                |

|  | Homo sapiens          |
|  |                       |
|  | Homo neanderthalensis |
|  |                       |

|  | Homo georgicus |
|  |                |
|  | Homo erectus   |
|  |                |

|  | Homo sapiens          |
|  |                       |
|  | Homo neanderthalensis |
|  |                       |

|  | Homo georgicus |
|  |                |
|  | Homo erectus   |
|  |                |

|  | Homo sapiens          |
|  |                       |
|  | Homo neanderthalensis |
|  |                       |

|  | Homo georgicus |
|  |                |
|  | Homo erectus   |
|  |                |

|  | Homo sapiens          |
|  |                       |
|  | Homo neanderthalensis |
|  |                       |

|  | Homo georgicus |
|  |                |
|  | Homo erectus   |
|  |                |

|  | Homo sapiens          |
|  |                       |
|  | Homo neanderthalensis |
|  |                       |

|  | Homo georgicus |
|  |                |
|  | Homo erectus   |
|  |                |

|  | Homo sapiens          |
|  |                       |
|  | Homo neanderthalensis |
|  |                       |

|  | Homo georgicus |
|  |                |
|  | Homo erectus   |
|  |                |

|  | Homo sapiens          |
|  |                       |
|  | Homo neanderthalensis |
|  |                       |

|  | Homo georgicus |
|  |                |
|  | Homo erectus   |
|  |                |

|  | Homo sapiens          |
|  |                       |
|  | Homo neanderthalensis |
|  |                       |

|  | Homo georgicus |
|  |                |
|  | Homo erectus   |
|  |                |

|  | Homo sapiens          |
|  |                       |
|  | Homo neanderthalensis |
|  |                       |

|  | Homo georgicus |
|  |                |
|  | Homo erectus   |
|  |                |

|  | Homo sapiens          |
|  |                       |
|  | Homo neanderthalensis |
|  |                       |

|  | Homo georgicus |
|  |                |
|  | Homo erectus   |
|  |                |

|  | Homo sapiens          |
|  |                       |
|  | Homo neanderthalensis |
|  |                       |

|  | Homo georgicus |
|  |                |
|  | Homo erectus   |
|  |                |

|  | Homo sapiens          |
|  |                       |
|  | Homo neanderthalensis |
|  |                       |

|  | Homo georgicus |
|  |                |
|  | Homo erectus   |
|  |                |

|  | Homo sapiens          |
|  |                       |
|  | Homo neanderthalensis |
|  |                       |

|  | Homo georgicus |
|  |                |
|  | Homo erectus   |
|  |                |

|  | Homo sapiens          |
|  |                       |
|  | Homo neanderthalensis |
|  |                       |

|  | Homo georgicus |
|  |                |
|  | Homo erectus   |
|  |                |

|  | Homo sapiens          |
|  |                       |
|  | Homo neanderthalensis |
|  |                       |

|  | Homo georgicus |
|  |                |
|  | Homo erectus   |
|  |                |

|  | Homo sapiens          |
|  |                       |
|  | Homo neanderthalensis |
|  |                       |

|  | Homo georgicus |
|  |                |
|  | Homo erectus   |
|  |                |

|  | Homo sapiens          |
|  |                       |
|  | Homo neanderthalensis |
|  |                       |

|  | Homo georgicus |
|  |                |
|  | Homo erectus   |
|  |                |

|  | Homo sapiens          |
|  |                       |
|  | Homo neanderthalensis |
|  |                       |

|  | Homo georgicus |
|  |                |
|  | Homo erectus   |
|  |                |

|  | Homo sapiens          |
|  |                       |
|  | Homo neanderthalensis |
|  |                       |

|  | Homo georgicus |
|  |                |
|  | Homo erectus   |
|  |                |

|  | Homo sapiens          |
|  |                       |
|  | Homo neanderthalensis |
|  |                       |

|  | Homo georgicus |
|  |                |
|  | Homo erectus   |
|  |                |

|  | Homo sapiens          |
|  |                       |
|  | Homo neanderthalensis |
|  |                       |

|  | Homo georgicus |
|  |                |
|  | Homo erectus   |
|  |                |

|  | Homo sapiens          |
|  |                       |
|  | Homo neanderthalensis |
|  |                       |

|  | Homo georgicus |
|  |                |
|  | Homo erectus   |
|  |                |

|  | Homo sapiens          |
|  |                       |
|  | Homo neanderthalensis |
|  |                       |

|  | Homo georgicus |
|  |                |
|  | Homo erectus   |
|  |                |

|  | Homo sapiens          |
|  |                       |
|  | Homo neanderthalensis |
|  |                       |

|  | Homo georgicus |
|  |                |
|  | Homo erectus   |
|  |                |

|  | Homo sapiens          |
|  |                       |
|  | Homo neanderthalensis |
|  |                       |

|  | Homo georgicus |
|  |                |
|  | Homo erectus   |
|  |                |

|  | Homo sapiens          |
|  |                       |
|  | Homo neanderthalensis |
|  |                       |

|  | Homo georgicus |
|  |                |
|  | Homo erectus   |
|  |                |

|  | Homo sapiens          |
|  |                       |
|  | Homo neanderthalensis |
|  |                       |

|  | Homo georgicus |
|  |                |
|  | Homo erectus   |
|  |                |

|  | Homo sapiens          |
|  |                       |
|  | Homo neanderthalensis |
|  |                       |

|  | Homo georgicus |
|  |                |
|  | Homo erectus   |
|  |                |

|  | Homo sapiens          |
|  |                       |
|  | Homo neanderthalensis |
|  |                       |

|  | Homo georgicus |
|  |                |
|  | Homo erectus   |
|  |                |

|  | Homo sapiens          |
|  |                       |
|  | Homo neanderthalensis |
|  |                       |

|  | Homo georgicus |
|  |                |
|  | Homo erectus   |
|  |                |

|  | Homo sapiens          |
|  |                       |
|  | Homo neanderthalensis |
|  |                       |

|  | Homo georgicus |
|  |                |
|  | Homo erectus   |
|  |                |

|  | Homo sapiens          |
|  |                       |
|  | Homo neanderthalensis |
|  |                       |

|  | Homo georgicus |
|  |                |
|  | Homo erectus   |
|  |                |

|  | Homo sapiens          |
|  |                       |
|  | Homo neanderthalensis |
|  |                       |

|  | Homo georgicus |
|  |                |
|  | Homo erectus   |
|  |                |

|  | Homo sapiens          |
|  |                       |
|  | Homo neanderthalensis |
|  |                       |

|  | Homo georgicus |
|  |                |
|  | Homo erectus   |
|  |                |

|  | Homo sapiens          |
|  |                       |
|  | Homo neanderthalensis |
|  |                       |

|  | Homo georgicus |
|  |                |
|  | Homo erectus   |
|  |                |

|  | Homo sapiens          |
|  |                       |
|  | Homo neanderthalensis |
|  |                       |

|  | Homo georgicus |
|  |                |
|  | Homo erectus   |
|  |                |

|  | Homo sapiens          |
|  |                       |
|  | Homo neanderthalensis |
|  |                       |

|  | Homo georgicus |
|  |                |
|  | Homo erectus   |
|  |                |

|  | Homo sapiens          |
|  |                       |
|  | Homo neanderthalensis |
|  |                       |

|  | Homo georgicus |
|  |                |
|  | Homo erectus   |
|  |                |

|  | Homo sapiens          |
|  |                       |
|  | Homo neanderthalensis |
|  |                       |

|  | Homo georgicus |
|  |                |
|  | Homo erectus   |
|  |                |

|  | Homo sapiens          |
|  |                       |
|  | Homo neanderthalensis |
|  |                       |

|  | Homo georgicus |
|  |                |
|  | Homo erectus   |
|  |                |

|  | Homo sapiens          |
|  |                       |
|  | Homo neanderthalensis |
|  |                       |

|  | Homo georgicus |
|  |                |
|  | Homo erectus   |
|  |                |

|  | Homo sapiens          |
|  |                       |
|  | Homo neanderthalensis |
|  |                       |

|  | Homo georgicus |
|  |                |
|  | Homo erectus   |
|  |                |

|  | Homo sapiens          |
|  |                       |
|  | Homo neanderthalensis |
|  |                       |

|  | Homo georgicus |
|  |                |
|  | Homo erectus   |
|  |                |

|  | Homo sapiens          |
|  |                       |
|  | Homo neanderthalensis |
|  |                       |

|  | Homo georgicus |
|  |                |
|  | Homo erectus   |
|  |                |

|  | Homo sapiens          |
|  |                       |
|  | Homo neanderthalensis |
|  |                       |

|  | Homo georgicus |
|  |                |
|  | Homo erectus   |
|  |                |

|  | Homo sapiens          |
|  |                       |
|  | Homo neanderthalensis |
|  |                       |

|  | Homo georgicus |
|  |                |
|  | Homo erectus   |
|  |                |

|  | Homo sapiens          |
|  |                       |
|  | Homo neanderthalensis |
|  |                       |

|  | Homo georgicus |
|  |                |
|  | Homo erectus   |
|  |                |

|  | Homo sapiens          |
|  |                       |
|  | Homo neanderthalensis |
|  |                       |

|  | Homo georgicus |
|  |                |
|  | Homo erectus   |
|  |                |

|  | Homo sapiens          |
|  |                       |
|  | Homo neanderthalensis |
|  |                       |

|  | Homo georgicus |
|  |                |
|  | Homo erectus   |
|  |                |

|  | Homo sapiens          |
|  |                       |
|  | Homo neanderthalensis |
|  |                       |

|  | Homo georgicus |
|  |                |
|  | Homo erectus   |
|  |                |

|  | Homo sapiens          |
|  |                       |
|  | Homo neanderthalensis |
|  |                       |

Kladistische analyses leveren vaak een exact antwoord op maar die exactheid impliceert geen juistheid. Er zijn bekende zwakten van de methode. Zo gaat zij er in beginsel van uit dat kenmerken onafhankelijk van elkaar veranderen. Mocht LB1 een pathologisch individu zijn dan zal dat allerlei trekken gewijzigd hebben met een misleidende uitkomst ten aanzien van de evolutionaire positie tot gevolg. Eenzelfde effect kan dwergvorming hebben. Afgeleide kenmerken treden vaak pas op een volwassen leeftijd op. Neotenie kan dan een meer basale positie suggereren. Van Heteren wees erop dat endemische dieren op eilanden vaak een terugkeer van voorouderlijke kenmerken laten zien. Dat kan de Floresmens in een kladistische analyse ten onrechte als een nauwe verwant van H. habilis plaatsen.

### DNA-extractie
Een andere manier om de fylogenie te bepalen is het vergelijken van het DNA. Bij verschillende specimina van prehistorische mensachtigen is dat al gelukt en bleek het zeer informatief. De methode is echter zeer lastig: DNA breekt snel af na de dood en men moet het geluk hebben dat er überhaupt nog wat strengen in de monsters aanwezig zijn.
Omstreeks 2006 probeerden twee teams DNA te extraheren uit een tand die in 2003 gevonden was. Het ene team kwam van het Australian Centre for Ancient DNA (ACAD) van de Universiteit van Adelaide en het andere bestond uit wetenschappers van het Max Planck Institute of Evolutionary Anthropology in Leipzig die een specimen ter beschikking hadden gekregen van Jacob. Beide teams hebben geen succes gehad. Er is gesuggereerd dat dit gebeurde omdat de extractiepoging zich richtte op de dentine van de tand, terwijl nieuw onderzoek suggereert dat het tandcement hogere concentraties van DNA heeft. Ook kan de hitte die door de hoge snelheid van de boor werd gegenereerd, geleid hebben tot het denatureren van het DNA. Overigens werd op de specimina wel modern DNA aangetroffen. In 2010 stelde C. Oxnard dat dit wel eens het DNA van de Floresmens zelf zou kunnen zijn en een bewijs dat die een ziek individu van Homo sapiens was. Professor Alan Cooper die het DNA onderzocht, was er echter zeker van dat het om recente besmettingen ging, wat ook aangetoond werd door het aanwezig zijn van het DNA van meerdere moderne individuen per specimen.

## Soort of ziekte?
In de negentiende eeuw werden de eerste vondsten van Neanderthalers wel verklaard door aan te nemen dat het om door een pathologie vervormde moderne mensen ging. De beschrijvers uit 2004 voorzagen al dat hetzelfde argument ingebracht zou worden tegen de Floresmens. Bij moderne pygmeeën in Afrika wordt de geringe lengte veroorzaakt door een lagere productie van groeihormonen of een verminderde gevoeligheid ervoor. De pygmeeën hebben echter normale proporties van de schedel en een voor hun lengte te verwachten hersengrootte. De eigenaardigheden van de Floresmens lijken volgens de beschrijvers dus niet verklaard te kunnen worden door een tekort aan groeihormoon als algemeen kenmerk van de hele populatie en evenmin door een groeihormoondeficiëntie bij alleen het individu LB1. Ook zou het geen geval zijn van microcefalie. In 2005 werd erop gewezen dat bij een tekort aan groeihormoon of microcefalie meestal de lichaamsverhoudigen ongeveer hetzelfde blijven en niet die van Australopithecus benaderen, zoals bij de Floresmens wel het geval is.

### Eerste controverse over microcefalie

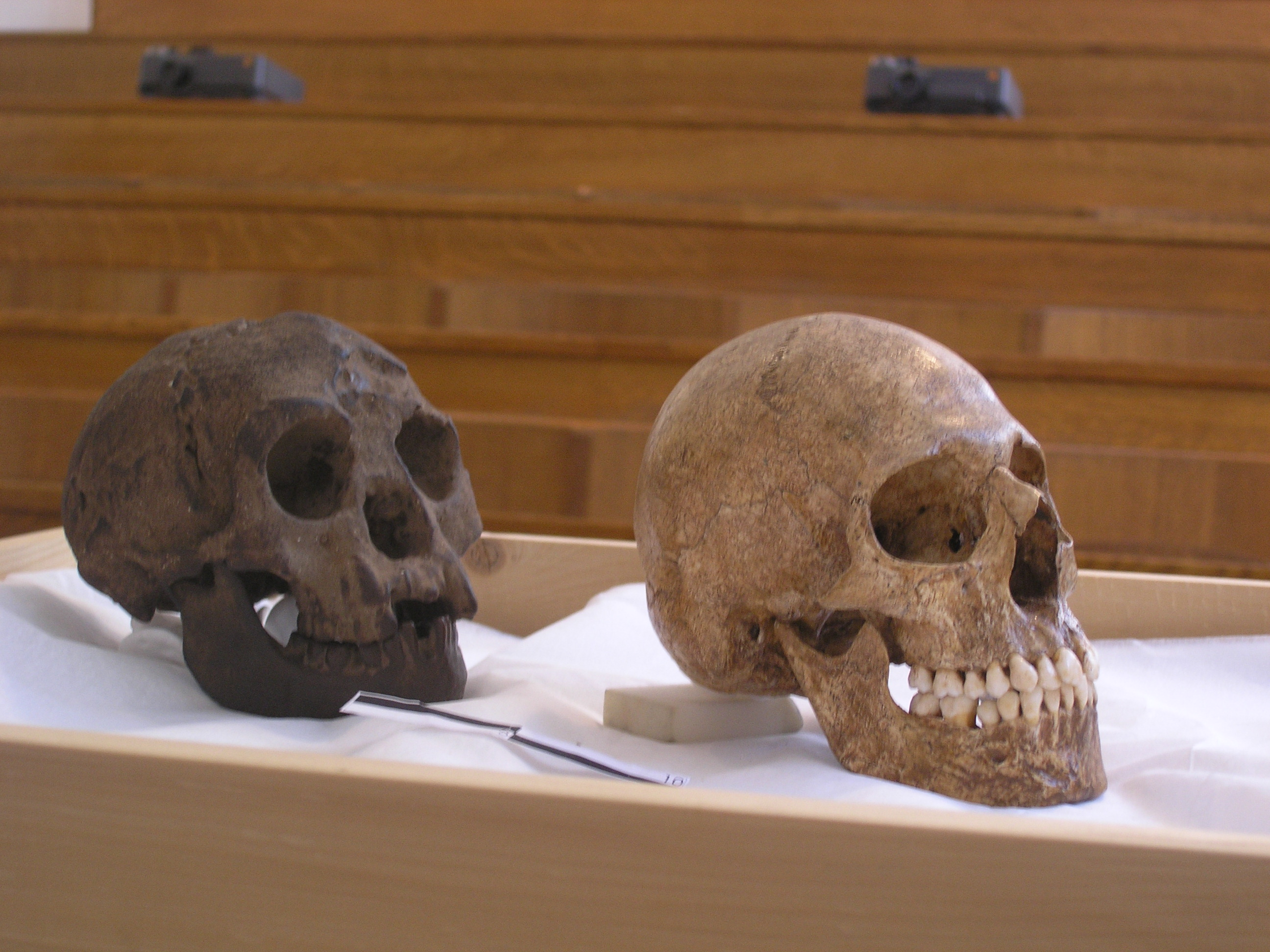
De schedel van de Floresmens, links, vergeleken met die van een microcefale moderne mens

In 2004 stelden Maciej Henneberg en Alan Thorne dat het toch om een geval van microcefalie ging. LB1 leek in sommige opzichten op enkele fossiele microcefale exemplaren van Homo sapiens. Daarbij dachten ze dat de benen wel eens bijzonder kort zouden kunnen zijn terwijl de romp een normale lengte had wat een lichaamslengte van 151 tot 162 centimeter zou opleveren zodat het helemaal niet om een dwergvorm zou gaan.
In maart 2005 zijn in het blad Science de resultaten gepubliceerd van nader onderzoek van de hersenen van Homo floresiensis. Het onderzoeksteam, versterkt door Dean Falk concludeerde dat het inderdaad om een nieuwe soort gaat en niet om een moderne mens die leed aan microcefalie. De studie werd meteen bekritiseerd door Jochen Weber. Falk e.a. verwierpen die kritiek weer.

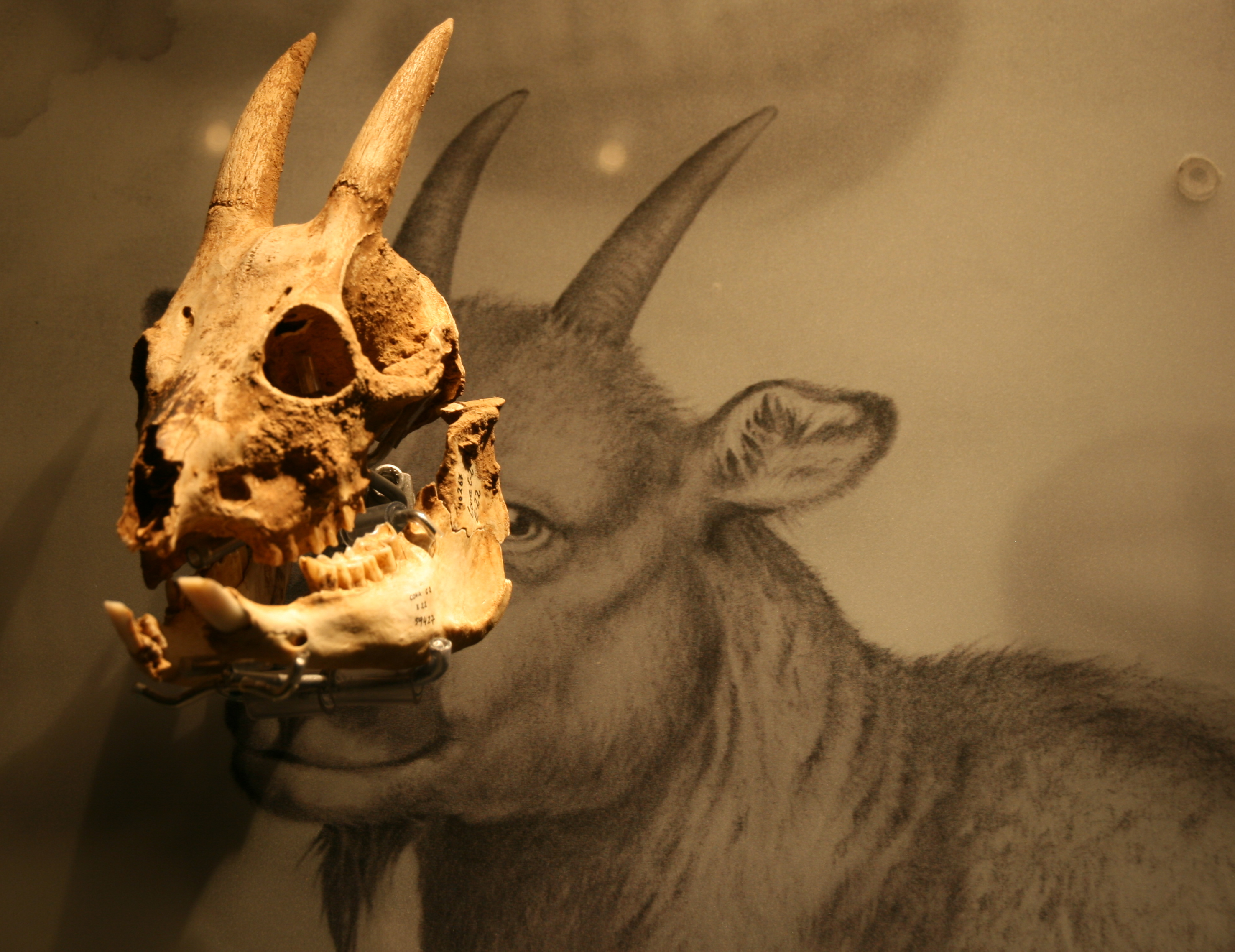
De balearengeit had, volgens sommige criteria, een klein brein, net als de Floresmens

In het meinummer van Science in 2006 leverde een andere groep wetenschappers onder leiding van Robert Martin commentaar op dit eerdere artikel. Zij hadden al in een publicatie gesteld dat het om een pathologie ging. Naast kritiek op de methode zoals door Falk en de zijnen gehanteerd, stellen zij op basis van de verhouding tussen herseninhoud en lichaamslengte dat het niet om een langs evolutionaire weg gekrompen versie van Homo erectus kan gaan. Tevens vergeleek Martin de schedel met die van microcefaliepatiënten en trof daarbij treffende overeenkomsten aan. Hun conclusie was dat de Floresmens geen aparte soort is maar 'gewoon' een moderne mens die aan microcefalie leed. Dat werd ook gesteld door een andere studie die erop wees dat bij andere bekende zoogdieren die op eilanden dwergvorming ondergingen, de hersenen bijna altijd relatief groot bleven. Een uitzondering is wellicht de balearengeit van Mallorca, Myotragus balearicus. Later is ook tegengeworpen dat bij soorten waarvan de jongen een snelle hersengroei kennen, zoals mensachtigen, een vroege groeivertraging kleine hersenen kan opleveren zoals ook is aangetoond bij twee uitgestorven dwergnijlpaarden van Madagaskar, Hippopotamus lemerlei en Hippopotamus madagascariensis.
In hetzelfde nummer van Science reageerden Falk e.a. hier direct weer op. Allereerst stelden zij dat ze nooit gesteld hebben dat Homo floresiensis een ondersoort van Homo erectus is, maar dat het veel waarschijnlijker is dat deze van een Australopithecus-soort afstamt. De kleinere hersenen daarvan zouden plausibel verkleind kunnen zijn tot de ongeveer 400 cc bij de Floresmens. Daarnaast noemen zij de uitwerking van de analyse, en dan met name de vergelijking van de Floresschedel met die van microcefalie-patiënten, niet gedetailleerd genoeg. Er zouden in feite veel verschillen zijn met bekende microcefaliegevallen. Falk blijft dan ook van mening dat het wel een aparte soort betreft. In 2007 herhaalde hij zijn positie in drie publicaties, waaronder de resultaten van een CAT-scan. Martin veranderde in 2007 niet van mening.

### De kritiek door Teuku Jacob

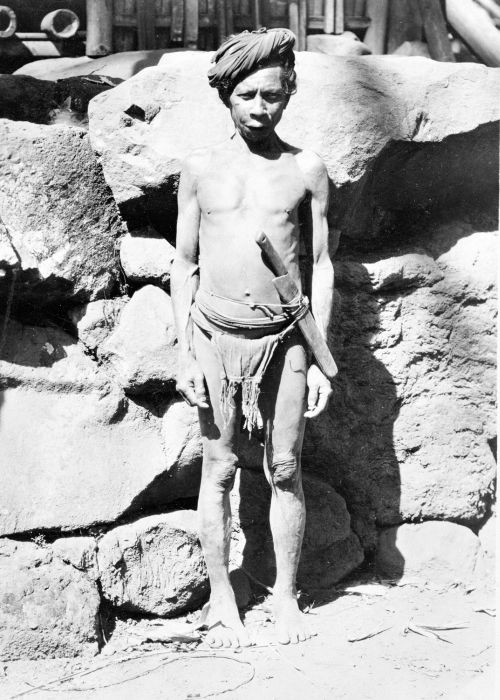
Volgens Jacob zijn veel moderne bewoners van Flores ook niet al te lang

De discussie werd in 2006 door de Indonesische paleontoloog Teuku Jacob e.a. voortgezet in Proceedings of the National Academy of Sciences. Ze stelden dat de schade aan de schedel de resultaten van onderzoek onbetrouwbaar maakt. Behalve LB1 zouden er ook geen fossielen zijn van een duidelijk afwijkende vorm. De Floresmens zou om drie redenen geen aparte soort kunnen zijn:
- Het eiland Flores zou met een oppervlakte van 14 200 vierkante kilometer te klein zijn om 800 000 jaar lang, veertigduizend generaties, een geïsoleerde groep mensen onafgebroken te onderhouden. Inteelt zou dan een onoverkomelijk obstakel geweest zijn. In de eenentwintigste eeuw heeft Flores een miljoenenbevolking maar de geschatte bevolkingsdichtheid voor jager-verzamelaars is één individu op 2,5 tot 25 vierkante kilometer. Dat zou dus wijzen op een populatie van 570 tot 5700 individuen, waarbij de laagste schatting het waarschijnlijkst is gezien de aangetroffen primitieve technologie. Het is geschat dat gewervelden een minimum van 5816 tot 7316 individuen vergen om niet uit te sterven over een verloop van slechts veertig generaties. Het was niet waarschijnlijk dat in de tussentijd geen andere mensachtigen het eiland hadden bereikt. Door zeespiegeldalingen tijdens de IJstijden zou zo'n dertigmaal de afstand tot een aaneengesloten landmassa tot enkele kilometers zijn verminderd. De gevonden werktuigen zijn ook van het Homo sapiens-type wat op zijn minst wijst op culturele uitwisseling.
- Alle vierennegentig beschreven kenmerken van de schedel, en zesenveertig van de onderkaken, vallen binnen de normale variatie van de moderne mens. De voorstanders van de "nieuwe-soort-hypothese" hebben daarbij de Floresmens suggestief vergeleken met West-Europeanen en niet met Australomelanesische populaties waaronder de tegenwoordig op het eiland wonende Homo sapiens. De verschillen met die laatste groep zijn aanmerkelijk kleiner. Jacob wees erop dat slechts een kilometer van de grot in het dorp Waemulu de Rampasasapygmeeën wonen met een gemiddelde lengte, van mannen en vrouwen gezamenlijk, van 146 centimeter. De inwoners van het dorp werden in 2005 door de groep rond Jacob onderzocht. Daarna buitten ze het verband met de Floresmens toeristisch uit door zich als de laatste nakomelingen daarvan te afficheren. Een genetische studie uit 2018 concludeerde dat ze nauw verwant zijn aan moderne Aziatische groepen en niet aan een restpopulatie van H. erectus of nog basalere soorten. Wel tonen ze aanpassingen die typisch zijn voor dwergvorming.[86]
- Afwijkend van iedere moderne populatie is de geringe herseninhoud. Die zou bij LB1 echter veroorzaakt kunnen zijn door een ziekte, vermoedelijk microcefalie. Daarop wijzen de extreem vergroeide beennaden en aanzienlijke asymmetrie van de schedel. De combinatie in de postcrania van dunne botwanden en zwakke aanhechtingsvlakken voor de spieren is typisch voor een ontwikkelingsstoornis.[87]

### Later onderzoek

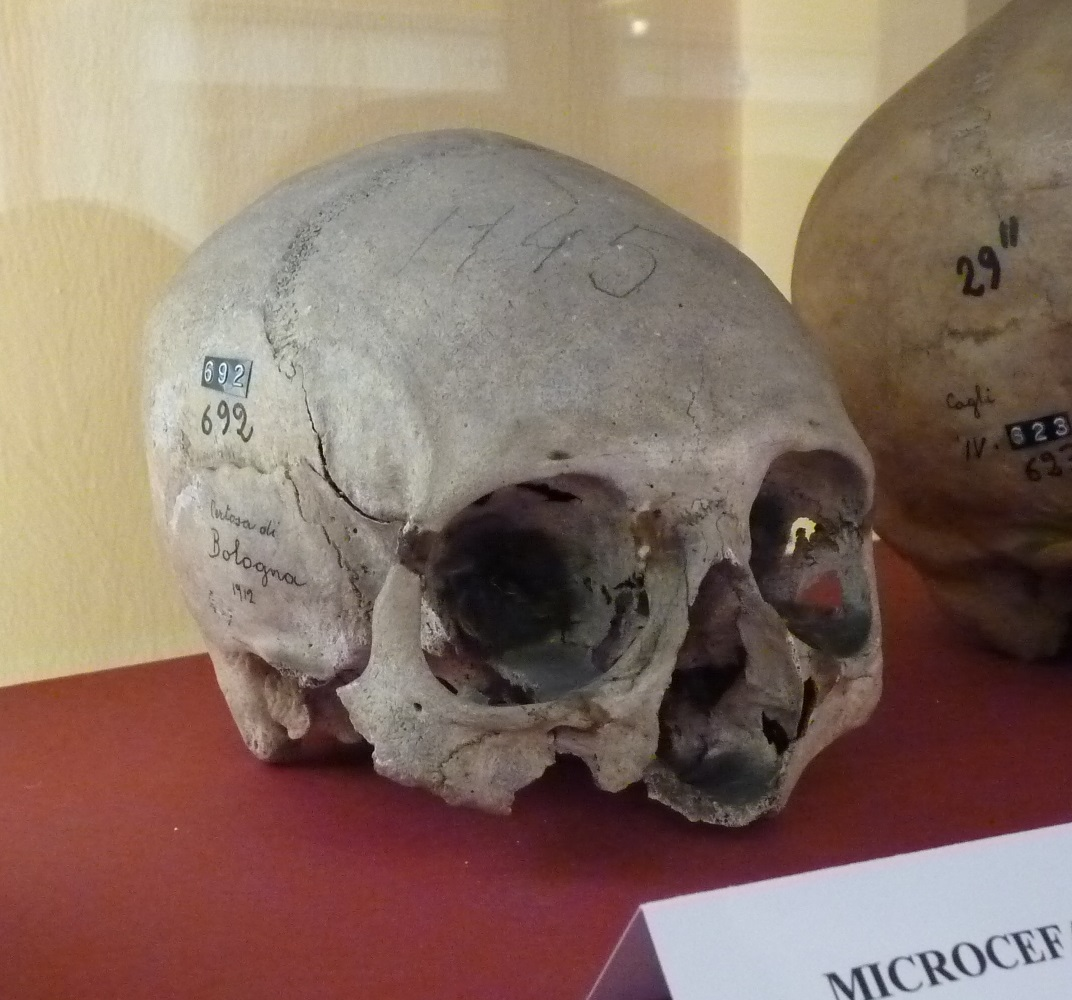
Van microcefalie bestaan vele vormen, wat een vergelijking bemoeilijkt

Ook na 2006 werd geen consensus bereikt over dit vraagstuk dat het onderwerp zou blijven van vele studies. Het viel Indriati in 2007 op dat medische experts daarbij typisch een pathologie meenden te ontwaren in de schedel terwijl paleontologen meestal overeenkomsten zagen met uitgestorven soorten. De medici menen daarbij dat een ziekte als de nulhypothese moet worden gezien, dus dat een pathologie moet worden aangenomen tenzij het tegendeel bewezen wordt, terwijl dat bij paleoantropologen andersom ligt: zij zien een ziekte als een uitzondering die uitzonderlijk bewijs vergt. Dat bewijs viel voor hun tegenstanders vaak lastig te leveren: na het gebeuren met Jacob werden die niet tot het materiaal toegelaten, zodat ze hun interpretaties moesten baseren op foto's of afgietsels.
In 2007 en 2008 stelden studies dat LB 1 geleden kan hebben aan het Laronsyndroom, een ongevoeligheid voor een groeihormoon. Hetzelfde jaar meende een ander onderzoek het specifieke gen te kunnen aanwijzen dat microcefalie in LB 1 veroorzaakte. Een derde studie in 2008 dacht dat het om een hele populatie ging met een aangeboren afwijking, namelijk het ontbreken van een werkende schildklier. Dat zou ook de gevorkte wortels van de premolaren en de "primitieve" bouw van de pols verklaren. In 2010 werd gesteld dat ook verdere eigenaardigheden van het postcraniaal skelet zo verklaard konden worden. In 2011 stelde Robert Vannucci dat het brein van LB1 in omvang en achterste langwerpigheid het meest leek op microcefalen en Australopithecus. De voorste breedte zou echter met die van Homo sapiens overeenkomen, wat niet verenigbaar zou zijn met een afstamming van Australopithecus. In 2013 concludeerde een studie dat de hersenvorm van LB1 wat dichter lag bij een reeks exemplaren met microcefalie dan bij gezonde moderne mensen.

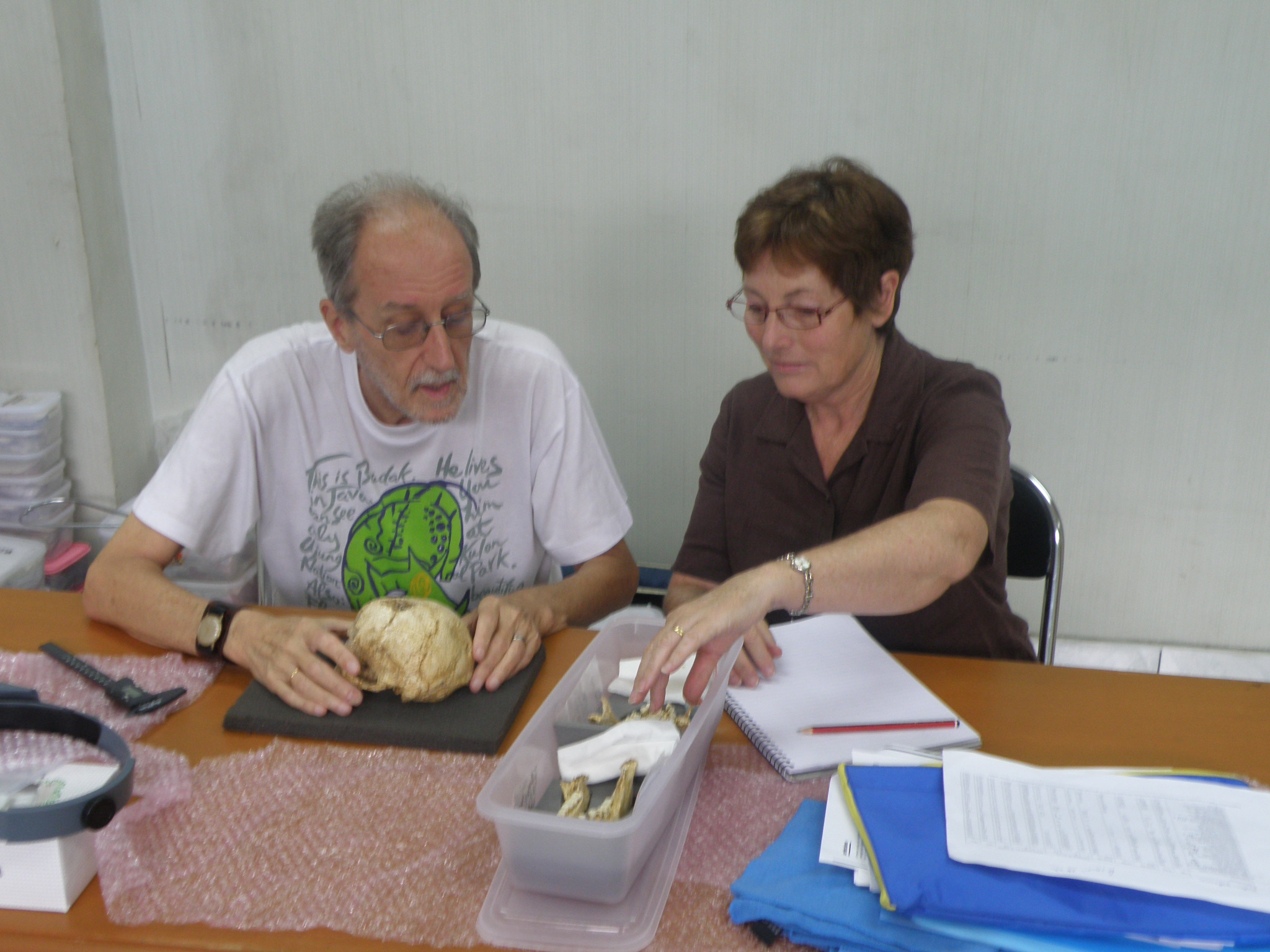
Groves en Argue kregen uiteindelijk wel toegang tot de originelen

Het team rond Falk verwierp in 2008 en 2009 de hypothese dat het om het syndroom van Laron zou kunnen gaan. De vele geopperde overeenkomsten zouden in feite niet in de literatuur over de ziekte te vinden zijn en veel typische kenmerken van het syndroom, zoals korte armen en kleine voeten, ontbreken bij LB1. Van een schildklierafwijking zou ook geen sprake zijn. De vermeende kenmerken daarvan zouden alleen op foute interpretaties van foto's berusten. In 2008 stelde Adam Gordon dat de vorm van de schedel van LB1 statistisch gezien volledig buiten de variatiebreedte van Homo sapiens valt maar dichtbij H. erectus in ruimere zin of H. habilis staat. Dit werd in 2009 bevestigd door George Lyras. Zelfs als ieder kenmerk op zich ergens bij een moderne mens kan worden aangetroffen, is nog steeds de combinatie van vele afwijkende eigenschappen uniek. Een andere studie concludeerde dat het met de asymmetrie van de schedel wel meeviel en dat die niet pathologisch was. Een alternatieve verklaring is dat de asymmetrie wel pathologisch is maar slechts het gevolg van het als baby op een harde ondergrond slapen en dus geen teken van een stoornis die de hele schedel misvormde. In het voorjaar van 2009 werd door het team van Dean Falk een nieuwe stap gezet in de discussie omtrent soort versus ziekte. Met behulp van CT-röntgentechniek werd een virtueel model van de hersenvormen gemaakt. Hieruit kwam naar voren dat het brein van de Floresmens een relatief grote frontale cortex had, waarbij de hersenen een grote reorganisatie hebben doorgemaakt wat zou kunnen verklaren waarom de Floresmens ondanks zijn kleine hersenvolume, toch modern gedrag kon vertonen. Dit compliceert het gebruikelijke model voor de evolutie van de menselijke hersenen waarin toenemende complexiteit en grootte elkaar versterken. De basale bouw van de pols spreekt ook tegen een ontwikkelingsstoornis want die heeft meestal pas invloed in een fase waarin het embryo de handwortelbeentjes al gevormd heeft. Anders dan Jacob stelde, zouden de botwanden een normale dikte hebben in verhouding tot de diameter van de botten. Het zou ook niet waar zijn dat een kleine populatie het noodzakelijkerwijs in korte tijd door inteelt zou begeven. In 2012 stelde Peter Brown dat beschadigingen van de fossielen ten onrechte als ziekelijke afwijkingen waren geïnterpreteerd, opnieuw omdat men het materiaal zelf niet had kunnen onderzoeken. Zijn argumenten werden weer verworpen door zijn tegenstanders. In 2013 concludeerde Van Heteren in een overzichtsartikel dat alle pogingen om de bouw van de Floresmens als een ziekte te verklaren, gefaald hadden. Volgens de criteria die daarbij meestal toegepast worden, zijn bijna alle fossiele crania van oudere soorten pathologisch. Hetzelfde jaar concludeerde Karen Baab dat de schedel van de Floresmens dichter in bouw bij uitgestorven mensensoorten staat, in het bijzonder de vroege Euraziatische H. erectus, dan bij een ruime verzameling aan pathologische exemplaren van moderne mensen.
In 2014 werd door een groep onderzoekers de hypothese verdedigd dat LB1 een moderne mens met het downsyndroom zou zijn. In 2015 stelden Arthur Durband e.a. dat de grootte van de herseninhoud van circa 400 cc, de dikte van de schedel en het gegeven dat meerdere mandibulae een kleine schedel impliceren dit weerspreken. Hetzelfde jaar stelde een studie dat er geen bijzondere overeenkomsten met deze pathologie waren. In 2016 concludeerde Baab dat de schedel LB1 ook morfometrisch geen duidelijke kenmerken van het syndroom van Down vertoont. In 2016 kon een studie geen overeenkomsten met gevallen van microcefalie ontdekken. Wat de problematiek nog complexer maakt, is de mogelijkheid dat LB1 een dwergvorm van H. erectus was maar toevallig als individu ook nog aan een ziekte leed, zoals Kubo in 2013 opmerkte. Die wees er mede op dat de geheelde verwondingen en verbeningen in de pezen tekenen zijn van een actief leven, niet dat van een ziekelijke invalide.

## Levenswijze

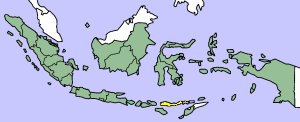
Het eiland Flores is in geel aangegeven

### Dwergvorming
Tijdens de ijstijden was het zeeniveau maximaal 120 meter lager dan tegenwoordig. De meeste, maar niet alle, eilanden van wat nu de Indonesische archipel is, waren met elkaar verbonden tot "Sunda". Mensen en dieren konden zich gewoon lopend verspreiden. H. erectus bereikte uiterlijk 1,74 miljoen jaar geleden Sunda. Flores was echter ook toen al hoogstwaarschijnlijk een eiland, ten oosten van de Wallacelijn. Zelfs bij een zeer lage zeespiegel was er nog een afstand van negentien kilometer te overbruggen. Populaties welke die barrière overschreden, kunnen door een relatieve isolatie tot aparte soorten zijn geëvolueerd.
Het is mogelijk dat een populatie van Homo erectus zich tot een dwergvorm kon ontwikkelen. De moderne mens heeft dit bewezen. Een 'pygmee'-fenotype is zelfstandig geëvolueerd in verschillende Afrikaanse, Zuidoost-Aziatische en Zuid-Amerikaanse menselijke populaties. Het is ook gedocumenteerd in uitgestorven H. sapiens-populaties van Pacifische eilanden. De beschrijving uit 2004 wees hier al op en verklaarde deze veranderingen als aanpassingen aan een heet en vochtig klimaat in regenwouden. De kleine lichaamsomvang zou het gemakkelijker gemaakt hebben om af te koelen door te zweten of wellicht samengehangen hebben met een lagere stofwisseling om oververhitting te voorkomen.

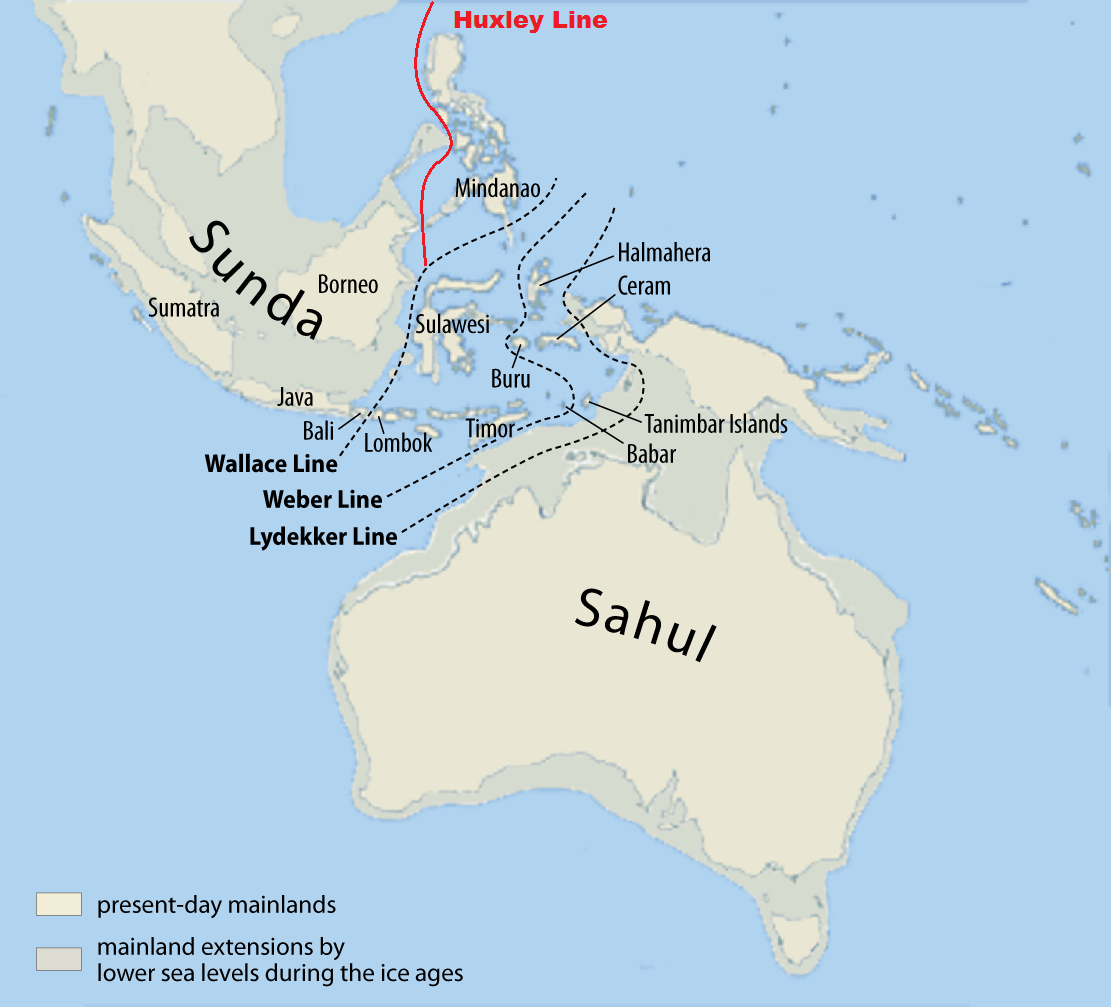
De mate van isolatie van Flores kan variabel geweest zijn

Wat speciaal de Floresmens betreft, werd het in 2004 onwaarschijnlijk geacht dat het kleine postuur overgenomen was van Australopithecus. Het zou gaan om dwergvorming van een soort van Homo. De kleine omvang van het eiland zou een selectiedruk voor een kleine lichaamsomvang hebben opgeleverd door de verminderde beschikbaarheid van voedsel, verminderde competitie door een verarmde fauna, of het ontbreken van grote roofdieren. De hersenen kunnen verkleind zijn om energie te besparen. Voor dieren groter dan de omvang van een konijn is zulke dwergvorming goed gedocumenteerd. Het is een uitdrukking van de island rule: dat dieren in grootte verminderen of toenemen in reactie op een klein leefgebied. Vaak blijven daarbij de tanden groter en de Floresmens is inderdaad megadont. Een individuele floresmens zou ruwweg de helft van de energiebehoefte hebben van een hypothetische H. erectus-voorouder die vijftig kilogram woog. Op Flores waren de zwaarste predatoren voor zover bekend varanen. Als de Floresmens een dwergvorm was, waren de varanen kennelijk niet zo gevaarlijk, hoewel ze voor hagedissen relatief actief zijn en daarbij giftig.

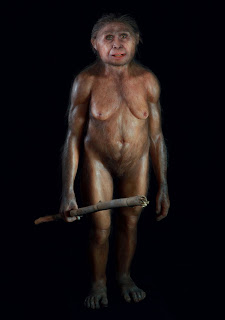
Het kleine postuur van de Floresmens kan het gevolg zijn van dwergvorming

Tegen 2004 waren sporen van mensachtigen, waaronder werktuigen, op het eiland aangetroffen met een ouderdom van rond de 840 000 jaar. Volgens Gerrit van den Bergh zouden mensachtigen door een tsoenami van Sulawesi af naar Flores zijn gespoeld, op natuurlijke vlotten van ontwortelde bomen. Gemiddeld eens per eeuw doet zich een tsoenami van vijftien meter hoogte voor. Een probleem hierbij is dat mensachtigen Sulawesi kennelijk pas hoogstens veertigduizend jaar geleden hebben bereikt. Homo erectus was misschien in staat vlotten te maken om de zee over te steken. Experimenten hebben aangetoond dat zijn werktuigen daartoe in staat waren. Er zijn echter bij geen enkel ander eiland aanwijzingen voor kolonisatie door H. erectus wat erop wijst dat die niet zo'n zeevaarder was. Het kan ook zijn dat mensachtigen per ongeluk meegevoerd zijn door grote natuurlijke matten van vegetatie, die soms de grootte hebben van schepen. Modelmatig is aangetoond dat een kleine groep in beginsel succesvol een eiland kan bevolken. Toevallige kolonisatie heeft daarbij bijna even goede vooruitzichten als geplande.
In 2010 werden zelfs sporen van 1,02 miljoen jaar oud gemeld. Misschien dat een populatie met een normale lichaamsomvang rond die tijd in lengte begon af te nemen. Dat kan vrij snel gebeurd zijn want bij dwergvorming worden op een eiland zelden fossielen van grote voorouders gevonden; ook bij de Floresmens ontbreken die. De vondsten bij Mata Menge bevestigen een snelle afneming. Een alternatieve verklaring was dat een in postuur kleine populatie van een ander eiland, of het Sundaplateau, af Flores koloniseerde. Verder is het mogelijk dat de Floresmens toch de rest was van een heel vroege kolonisatie van Azië door kleine mensachtigen. Deze laatste mogelijkheden passen beter bij het kleine formaat van de vondsten bij Mata Menge.
Sommige wetenschappers nemen aan dat het succes van Homo sapiens als soort het einde betekende voor Homo floresiensis. Homo sapiens kwam tussen de 55 000 en 35 000 in de archipel aan, op Timor. Het is de vraag of toen ook al Flores bereikt werd. De moderne mens zou jacht op de Floresmens gemaakt kunnen hebben of zijn leefgebied in bezit genomen. Toen nog aangenomen werd dat de Floresmens pas 12 000 jaar geleden uitstierf, riep dat de vraag op hoe de soorten tienduizenden jaren lang naast elkaar hebben kunnen geleefd. Morwood vermoedde in 2009 dat de Floresmens zeventienduizend jaar geleden uitstierf door een vulkaanuitbarsting. Een dwergolifant op Flores, Stegodon sondaari met een gewicht van driehonderd kilogram, stierf kennelijk een miljoen jaar geleden uit door een grote vulkaanuitbarsting. In 2010 werd in de grot een bovenste premolaar gevonden en in 2011 een onderste kies. Beide zijn aan Homo sapiens toegewezen en zouden uit een laag die 46 000 jaar oud is stammen. Er was echter ook een grote vulkaanuitbarsting tussen de vijftigduizend en zevenenveertigduizand jaar geleden, zoals bewezen wordt door de dikke Tephra3-aslaag. Boven de laag zijn geen fossiele resten van de Floresmens aangetroffen en de werktuigen veranderen van samenstelling. Het kan dus zijn dat deze vulkanische activiteit de Floresmens heeft uitgeroeid. In 2014 opperde een studie een veel complexer scenario. Flores bezit een dozijn actieve vulkanen en zware aardbevingen zijn er niet zeldzaam. Het kan dus dat de hele populatie aan mensachtigen er regelmatig werd uitgeroeid waarna de cyclus van kolonisatie door H. erectus en snelle dwergvorming opnieuw begon. De grot zou dan slechts de laatste fase daarvan vertegenwoordigen.

### Habitat

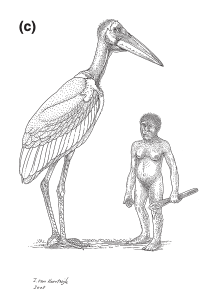
De reuzenmarabou was veel groter dan de floresmens

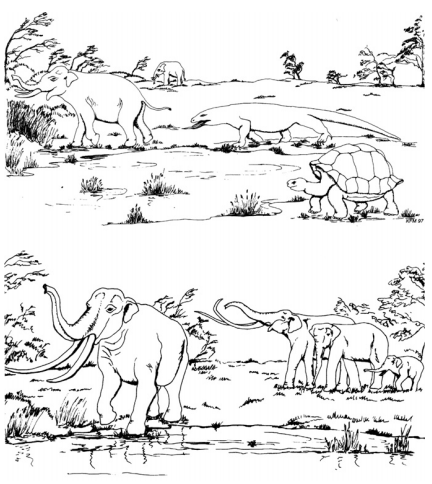
Negenhonderdduizend jaar geleden verdwenen de reuzenschildpadden en de eerste olifantensoorten

Volgens een eerdere interpretatie veranderde tussen de zeventigduizend en zestienduizend jaar geleden de habitat rond de grot van een nat bos in graslanden en zou dat een factor geweest kunnen zijn bij het uitsterven van de Floresmens. Later onderzoek laat een complexer beeld zien. Tot vijftigduizend jaar geleden was het terrein vrij open. Toen verdween misschien de Floresmens, alsmede de andere aparte fauna van het gebied, wellicht samenhangend met het arriveren van Homo sapiens, waarna het bos zich weer herstelde. Het kan echter ook zijn dat de Floresmens andere gebieden opzocht. Bij het opkomen van de landbouw verdwenen drieduizend jaar geleden uiteindelijk veel bossen.
Op Flores kwamen en komen meerdere endemische zoogdieren voor, die dus uniek zijn voor het eiland. Die schijnen alle zwemmend of drijvend het eiland te hebben bereikt. Het grootste zoogdier was in de tijd dat de lagen in de grot werden afgezet, met een schofthoogte van anderhalve meter de dwergstegodont, Stegodon florensis insularis, een nu uitgestorven slurfdrager uit de familie der Stegodontidae, die met een geschat gemiddeld gewicht van 569 kilogram maar 30% van de massa had van de met 1703 kilogram voor een olifant al niet grote Stegodon florensis florensis, zijn vermoedelijke voorouder. Andere zoogdieren waren de ratten Papagomys, Paulamys, Spelaeomys, Komodomys, Rattus hainaldi, Rattus exulans en Hooijeromys, in grootte verschillend van een muis tot een konijn. Tevens zijn er in de grot waarin de Floresmens gevonden is, fossiele resten van diverse soorten vogels en varanen aangetroffen, waaronder de komodovaraan en een wat kleinere soort, Varanus hooijeri. Het grootste roofdier was wellicht de reuzenmarabou Leptoptilos robustus, welke ooievaar een hoogte kon bereiken van 180 centimeter. Misschien was dit echter voornamelijk een aaseter, levend van de karkassen van de olifanten. Verder was er de gier Trigonoceps sp en veel soorten vleermuizen. De fauna van Flores veranderde sterk negenhonderdduizend jaar geleden, ongeveer de tijd dat mensachtigen arriveerden. Er waren reuzenschildpadden aanwezig en kunnen ook grote pythons op het eiland geleefd hebben. De vreemde fauna wijst erop dat Flores relatief geïsoleerd was. Van noord naar zuid lopende sterke zeestromingen maken contacten tussen de eilanden lastig.

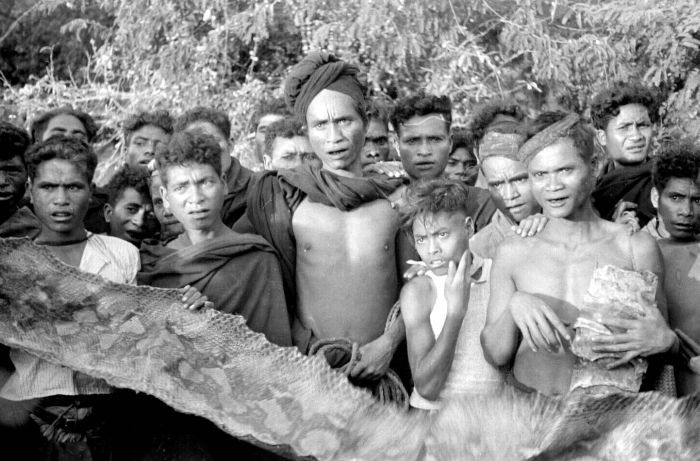
De huid van een grote python werd in 1937 op Flores verkocht

De dwergfauna leverde een bizarre omkering op van de voedselketen, waarin dwergmensen joegen op dwergolifanten om zelf bejaagd te worden door hagedissen, slangen en steltvogels.

### Voedsel
De grootte van de kiezen en hun slijtagepatroon wijst erop dat vezelrijk voedsel flink gekauwd werd. Toch was de Floresmens daarin niet echt gespecialiseerd. De reductie van de gezichtsmassa en de zijkanten van de schedel komen overeen met die bij Homo sapiens en duiden op een algemene vermindering van het kauwvermogen. In 2014 echter concludeerde een studie dat de onderkaken stijver waren, beter in staat torsie en een buiging overdwars te weerstaan dan die van Homo sapiens.
Het gebit van de Floresmens toont veel sporen van tandplak maar geen cariës. Het is geopperd dat de tandplak duidt op een dieet van koolhydraatrijk voedsel, verworven door landbouw, wat verder alleen van Homo sapiens bekend is. Henneberg beweerde in 2008 zelfs dat een eerste molaar een tandartsbehandeling zou hebben ondergaan en zijn gevuld, als bewijs dat het om een recente schedel ging, maar in 2011 en 2015 werd dat alles ontkend.
Er zijn in de diepere lagen van de grotten, ouder dan vijftigduizend jaar, geen resten van vissen of schelpdieren gevonden en het is geopperd dat een tekort aan iodium tot een schildklierafwijking zou hebben geleid. Van Heteren wierp tegen dat de grotten wellicht slechts gedurende een bepaalde, misschien zeer korte, tijd van het jaar bewoond werden en in een ander seizoen de kust bezocht werd.
Het is mogelijk dat vlees een belangrijk deel van het dieet uitmaakte. Snijsporen op de botten van de dwergolifanten vormen daar direct bewijs voor. Vermoedelijk waren de varanen dan concurrenten. Het is ook geopperd dat de grotere ratten een belangrijke bron van eiwitten waren. Met een gewicht van een paar kilogram was een enkele rat, zoals Papagomys met een romplengte van ruim veertig centimeter, al een hele maaltijd voor een kleine floresmens. Hiervoor is echter geen direct bewijs. De 220 000 botjes van ratten die in de grot zijn aangetroffen, lijken voornamelijk braakballen van uilen te zijn geweest.

### Voortbeweging

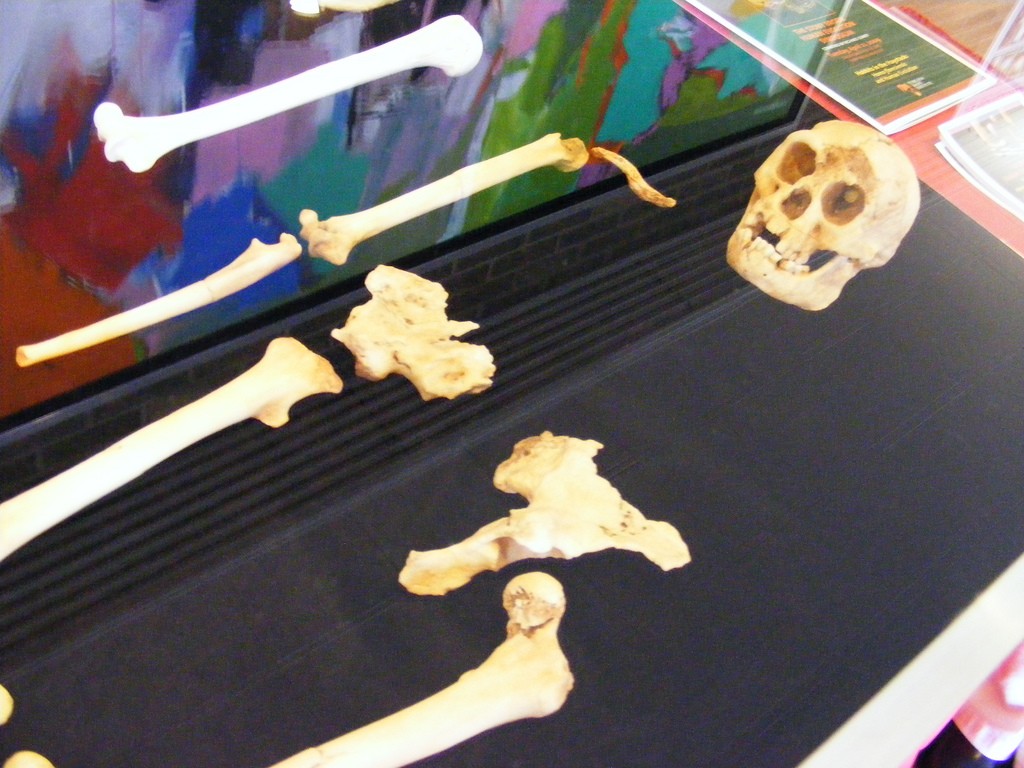
Een breed bekken kan een efficiënte gang mogelijk gemaakt hebben

De bouw van de schouder duidt niet op een goed vermogen te klimmen, laat staan aan takken te slingeren.

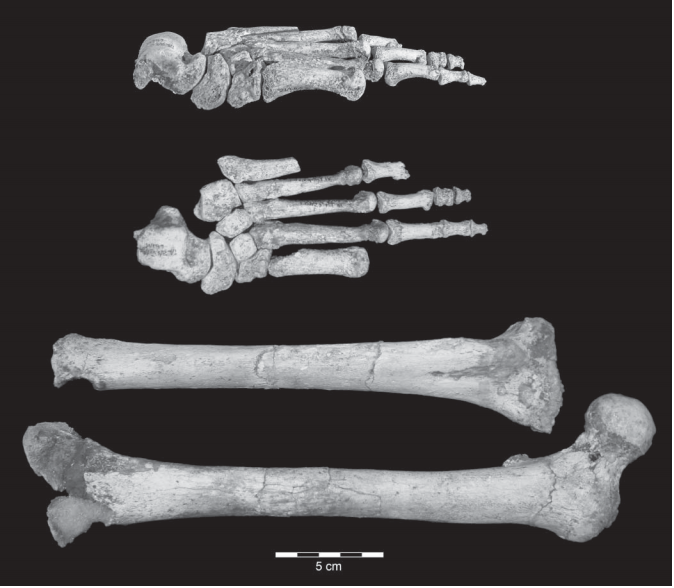
De grote platvoet zorgde voor een stabiele gang

Studies uit 2008 en 2009 naar de bouw van de voet concludeerden dat de Floresmens met zekerheid tweevoetig was. De lange voet echter, met een geringe welving van de voetboog, zou de afzet in kracht verminderd hebben en wijst op een slecht vermogen te rennen, zowel in een sprint als een duurloop. De robuuste middenvoetsbeentjes zouden erop wijzen dat de Floresmens geen schoeisel droeg. De lange voet zou hoog opgetild zijn met een lage stapfrequentie en wandelsnelheid tot gevolg.
Korte benen, zoals de Floresmens bezit, maken een efficiënte langzame voortbeweging mogelijk. Volgens Van Heteren zijn de overeenkomsten met australopitheken, zoals een breed bekken en X-benen, onafhankelijk van deze ontwikkeld en aanpassingen aan de kleine oppervlakte van het eiland. Het brede bekken zou de pas verlengd hebben met een, vooral voor korte benen, gunstige hefboomwerking. De absolute snelheid zou laag gelegen hebben en het foerageergebied was daarom klein. Er waren geen grote warmbloedige roofdieren en rennen was dus meestal overbodig. De robuuste onderste ledematen zouden het zwaartepunt verlaagd hebben en de stabiliteit verhoogd. De armen zouden alleen relatief lang geweest zijn ten opzichte van de korte benen, en geen aanwijzing voor klimmen. De grote voet verbeterde de stabiliteit verder. Korte tenen, zoals de moderne mens bezit, zijn een aanpassing aan rennen. De Floresmens kon het zich dus veroorloven die in lengte te laten toenemen voor een beter houvast op ruw terrein. Bij moderne mensen gaan platvoeten vaak gepaard met een korte grote teen en een grotere zijwaartse soepelheid van het enkelgewricht. De vlakke voetboog bij de Floresmens maakte hem kennelijk extra stabiel. Het ontbreken bij LB1 van sesambeentjes achter de grote teen moet niet worden gezien als een geboorteafwijking maar als een normale variatie die functioneel is in verband met platvoeten. Een andere studie uit 2012 concludeerde dat het opperarmbeen in vergelijking met Homo sapiens toch ook vrij lang was ten opzichte van de romp, maar slechts in geringe mate.

### Seksuele dimorfie
in 2012 stelde Van Heteren dat LB1 een man was. Dat de andere individuen mogelijk kleiner waren, zou een teken zijn dat deze vrouwen waren. Er zou dus sprake zijn van een mate van seksuele dimorfie, in dit geval dus van een grootteverschil tussen de seksen zoals ook bij andere primaten bestaat. Hoe sterk dit verschijnsel zich voordoet kan op grond van het beperkte fossiele materiaal nauwelijks bepaald worden. Is LB1 toch een vrouw, waar de meeste onderzoekers van uit blijven gaan, dan kan seksuele dimorfie een heel ander beeld geven van de Floresmens. Lucy is niet groter dan Flo maar er zijn mannelijke exemplaren van Australopithecus afarensis bekend van anderhalve meter lengte. Als datzelfde verschijnsel zich bij Homo floresiensis voordeed, was de soort nog niet zo minuscuul.

### Intelligentie en werktuiggebruik

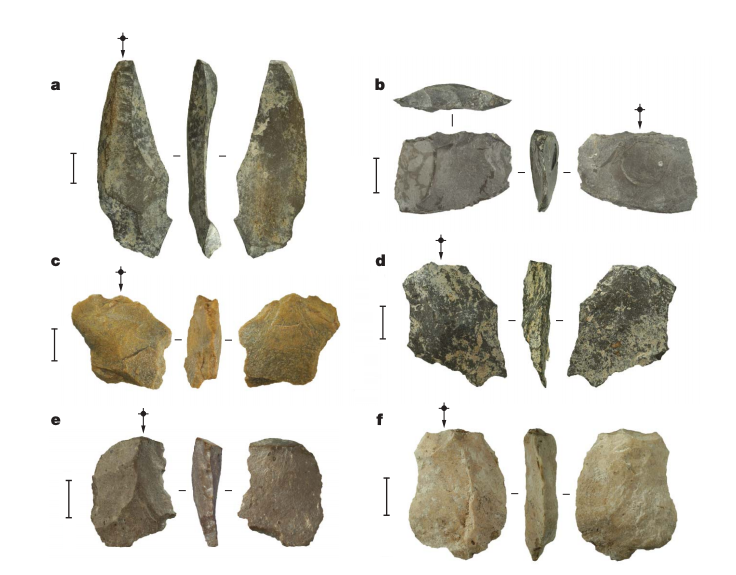
Werktuigen in de grot aangetroffen

In de lagen van de grot zijn veel afslagen van stenen werktuigen gevonden. Een klein aantal daarvan kwam uit dezelfde laag als LB1. Veel meer schilfers en klingen zijn gevonden in verband met de stegodonskeletten. Er zouden ook stenen aambeelden zijn aangetroffen. Grotschilderingen of andere symbolische kunst ontbreken echter. Het is de vraag op welk technologisch niveau de werktuigen zich bevonden. Volgens Jacob zijn ze niet te onderscheiden van die van de vroege Homo sapiens, volgens Morwood en Moore lijken ze op die van Homo erectus, in het bijzonder de werktuigen van achthonderdduizend jaar oud die op Flores zijn gevonden. Het gebruik van klingen naast steenkernen werd niet als bijzonder geavanceerd gezien en zou geen teken zijn dat het om H. sapiens ging. Daarbij zouden volgens Mark Moore de klingen een onbedoeld afvalproduct bij het maken van scherpe stenen kunnen zijn, zodat ze niet duiden op een speciaal hoge intelligentie. Ze hebben ook hetzelfde technologische niveau als werktuigen gevonden bij Mata Menge. Een studie uit 2018, het resultaat van onderzoek tussen 2007 en 2014 waarin nog eens 10434 werktuigen werden opgegraven, concludeerde dat werktuigen van H. sapiens 46 000 jaar geleden in de grot verschenen, gekenmerkt door een groter gebruik van hoornsteen. H. floresiensis zou lokale tufsteen hebben gebruikt; hoornsteen moest van grotere afstand worden aangevoerd. In vorm zouden ze niet echt zijn veranderd, niet boven het niveau van de Oldowancultuur uitstijgend. Pas vierduizend jaar geleden verschijnen dissels. Een neolithische cultuur duikt elfduizend jaar geleden op, met symbolische kunst en gebruik van pigmenten. De vorm van schouder en pols van de Floresmens zijn niet ideaal voor het bewerken van werktuigen of het werpen van speren.
De stegodonskeletten zijn van jonge olifanten, sommige pas geboren. Er zijn zo'n elfduizend botten van de olifanten gevonden. Slechts enkele daaronder tonen snijsporen van stenen werktuigen. Sommige zijn ook verkoold terwijl de omringende modder rood geoxideerd is. Dat leek te wijzen op de aanwezigheid van een vuurplaats. Tussen deze beenderen liggen de resten van de LB2-15-individuen. Het roept de vraag op of de Floresmens het gebruik van vuur kende. Een alternatieve verklaring is dat een Homo sapiens-populatie zowel de stegodonten als de Floresmens op het dieet had staan. Culturen rond de Stille Oceaan waren nog in historische tijden vaak koppensnellers en kannibalen. Er is echter geen direct bewijs voor het eten van de olifanten door Homo sapiens. Vuurplaatsen van Homo sapiens in de grot tussen de eenenveertigduizend en vierentwintigduizend jaar oud werden in 2017 gemeld. De stegodonten waren toen vermoedelijk al uitgestorven. Later is gesteld dat alle aanwijzingen voor het gebruik van vuur in de grot slechts het gevolg waren van chemische verkleuring van het gesteente.
In 2004 kwam de vraag aan de orde of de herseninhoud van de Floresmens voldoende was om hem de vervaardiger te laten zijn van de werktuigen die in de grot zijn gevonden. Men meende dat de hoogste waarde van de encefalisatiegraad hiermee verenigbaar was. Er werd op gewezen dat de organisatiegraad van de hersenen zeker zo bepalend was. In 2007 wees een studie erop dat dit impliceerde dat het cognitief vermogen per kubieke centimeter hersenweefsel gemiddeld hoger lag bij H. floresiensis dan bij H. sapiens. Dat Flores überhaupt over zee bereikt werd, is in 2004 gezien als een teken dat de cognitieve capaciteiten nog niet zo laag waren — hoewel die later ook achteruit kunnen zijn gegaan. Het onderzoek van Falk uit 2005 concludeerde dat de brede frontale kwabben, die basale sulci orbitofrontales missen, en slaapkwabben een in wezen moderne structuur hadden, wat bevestigd werd door de positie van de trog van de sulcus lunatus. Dat zou wijzen op een verwantschap met Homo erectus en een vrij hoog intelligentieniveau, voldoende om werktuigen en vuur te maken. Bij dit alles moet bedacht worden dat er verschil is tussen het ontwikkelen van een bepaald technologisch niveau en het voortzetten ervan. Bij experimenten is het gelukt moderne basale mensapen aan te leren om primitieve werktuigen te maken. Als H. floresiensis van H. erectus afstamde, kan hij misschien de techniek hebben voortgezet, hoewel hij niet meer het cognitief vermogen bezat die zelf nog te ontwikkelen.

## Kryptozoölogie
Veel culturen kennen legenden en volksverhalen over kleine mensachtige wezens. Die verhalen worden meestal verklaard als voortkomend uit pure fantasie, contacten met iets kleinere volkeren, of een reactie op mensen die door een ziekte een klein postuur hebben. Sinds de Verlichting wordt wie zulke verhalen serieus neemt zelf niet meer serieus genomen. De vondst van de Floresmens gaf echter voedsel aan de gedachte dat de legenden geïnspireerd waren door echt bestaande kleine mensensoorten. Dat veronderstelt de juistheid van de Homo habilis-hypothese voor de fylogenie want alleen dan kan er de ruime verspreiding van kleine mensen geweest zijn die het wereldwijde voorkomen van de legenden verklaart. Zelfs bij zo'n verspreiding is het weinig aannemelijk dat er een oorzakelijk verband is met de verhalen want die zullen hoogstwaarschijnlijk niet tienduizenden jaren lang van generatie op generatie zijn doorgegeven. Alleen bij de Floresmens zelf zijn er aanwijzingen voor een relatief recent voorkomen en ook dat is vijftigduizend jaar geleden.
In eerste instantie echter werd een voorkomen tot zeker twaalfduizend jaar geleden aangenomen. Het volk van de Nage dat centraal Flores bewoont, heeft legenden over de zogenaamde Ebu Gogo, de "grootvadertjes slokop". Dat zouden wezens zijn die anderhalve meter hoog waren, die naakt liepen, waarvan de vrouwen hangborsten hadden, een onbegrijpelijke taal spraken, niet in staat waren de taal van de Nage te leren, in grotten leefden en zelfs door kinderen voor de gek gehouden konden worden. Op een zekere dag zou men ze allemaal in hun grot uitgerookt en door verstikking gedood hebben. In 2008 stelde de antropoloog Gregory Forth dat het wel eens om de laatste overlevende Floresmensen zou hebben kunnen gaan. De nieuwe dateringen hebben deze hypothese impopulair gemaakt. De verhalen kunnen ook hun oorsprong hebben in een conflict tussen boeren en pygmeeën die nog verzamelaars waren, beide Homo sapiens. Hoogstens zouden fossielen in grotten de aanleiding voor de legenden kunnen zijn geweest maar die lijken daarvoor niet voldoende talrijk. Desalniettemin liet Forth de zaak niet rusten. In 2022 publiceerde hij een boek waarin hij stelt een dertigtal leden van de Liostam gesproken te hebben die beweerden de Ebu Gogo zelf te hebben gezien. Volgens Forth kan dit het best verklaard worden door de hypothese dat de Floresmens niet uitgestorven is of pas in de afgelopen honderd jaar.
Forth legde ook een verband met de cryptozoölogische theorie dat er op Sumatra en andere Indonesische eilanden nog steeds een soortgelijke dwergmens zou bestaan: de zogenaamde Orang Pendek. De meeste beschrijvingen die door inwoners van Sumatra van dit hypothetische wezen worden gegeven, duiden echter meer op een verwant van de orang-oetan.
| Voorlopers en oude verwanten van de mens | Voorlopers en oude verwanten van de mens | Voorlopers en oude verwanten van de mens |
| Fossiel voorkomen                        | Geslacht                                 | Soorten |
| ---------------------------------------- | ---------------------------------------- | --- |
| 7 - 4,4 Ma                               | Sahelanthropus                           | Sahelanthropus tchadensis |
| 7 - 4,4 Ma                               | Orrorin                                  | Orrorin tugenensis |
| 7 - 4,4 Ma                               | Ardipithecus                             | Ardipithecus ramidus · Ardipithecus kadabba |
| 4,3 - 2 Ma                               | Australopithecus                         | A. anamensis · A. afarensis · A. bahrelghazali · A. africanus · A. garhi · A. sediba |
| 3,5 Ma                                   | Kenyanthropus                            | Kenyanthropus platyops |
| 2,5 - 1 Ma                               | Paranthropus                             | P. aethiopicus · P. boisei · P. robustus |
| tot heden                                | Homo                                     | H. antecessor · H. cepranensis · H. denisova · Homo erectus (Javamens · Pekingmens) · H. ergaster · H. floresiensis · H. gautengensis · H. georgicus · H. habilis · H. heidelbergensis · H. helmei · H. neanderthalensis · H. rhodesiensis · H. rudolfensis · Homo sapiens (H. s. idaltu · Cro-magnonmens · Red Deer Cave-mensen) |